# Liste der Biografien/Mari
Liste der Biografien |
Portal Biografien |
Personensuche
# |
A |
B |
C |
D |
E |
F |
G |
H |
I |
J |
K |
L |
M |
N |
O |
P |
Q |
R |
S |
T |
U |
V |
W |
X |
Y |
Z |
?
 
Ma |
Mb |
Mc |
Md |
Me |
Mf |
Mg |
Mh |
Mi |
Mj |
Mk |
Ml |
Mm |
Mn |
Mo |
Mp |
Mq |
Mr |
Ms |
Mt |
Mu |
Mv |
Mw |
Mx |
My |
Mz
 
Maa |
Mab |
Mac |
Mad |
Mae |
Maf |
Mag |
Mah |
Mai |
Maj |
Mak |
Mal |
Mam |
Man |
Mao |
Map |
Maq |
Mar |
Mas |
Mat |
Mau |
Mav |
Maw |
Max |
May |
Maz
 
Mara |
Marb |
Marc |
Mard |
Mare |
Marf |
Marg |
Marh |
Mari |
Marj |
Mark |
Marl |
Marm |
Marn |
Maro |
Marp |
Marq |
Marr |
Mars |
Mart |
Maru |
Marv |
Marw |
Marx |
Mary |
Marz
Die Liste der Biografien führt alle Personen auf, die in der deutschsprachigen Wikipedia einen Artikel haben. Dieses ist eine Teilliste mit 1114 Einträgen von Personen, deren Namen mit den Buchstaben „Mari“ beginnt.

## Mari
- Mari Brás, Juan (1925–2010), puerto-ricanischer Politiker und erster Mann mit puerto-ricanischer Staatsbürgerschaft
- Marí Sart, Toni (* 1963), spanischer Bildhauer
- Mari, Enzo (1932–2020), italienischer Designer und Objektkünstler
- Mari, Eusebio Septimio (1916–1965), italienischer römisch-katholischer Ordensgeistlicher, Apostolischer Vikar von Riohacha
- Mari, Fiorella (* 1928), italienische Schauspielerin
- Mari, Giacomo (1924–1991), italienischer Fußballspieler und -trainer
- Mari, Narimane (* 1969), algerisch-französische Filmemacherin
- Marí, Pablo (* 1993), spanischer Fußballspieler
- Marí, Teairra (* 1987), US-amerikanische R&B-Sängerin

### Maria
- Maria, Mutter Jesu von NazaretMaria

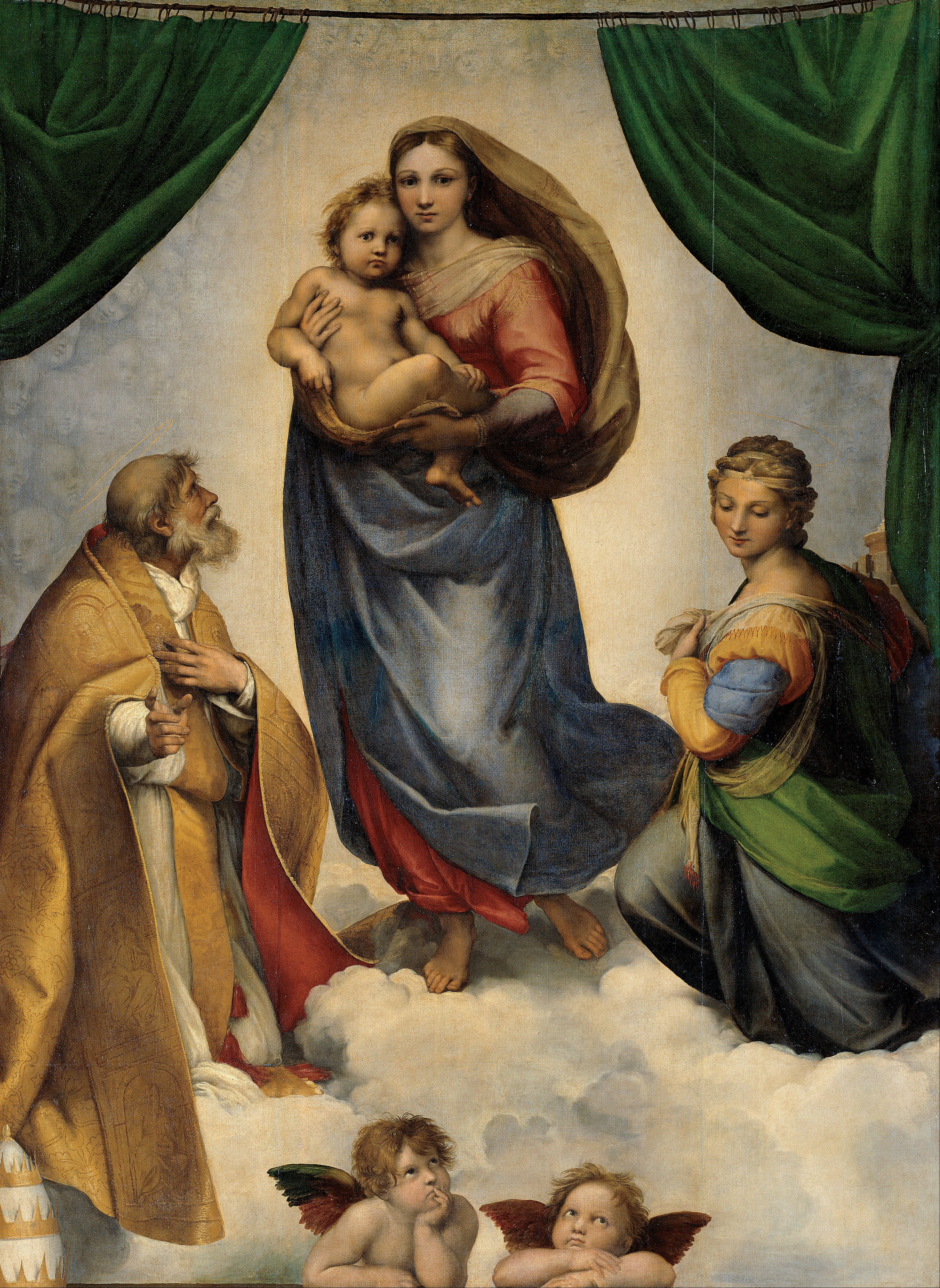
Maria

- Maria († 1007), Dogaressa von Venedig (1004–1007)
- Maria, Konkubine des Fatimiden-Kalifen al-Aziz, Mutter des Fatimiden-Kalifen al-Hakim
- Maria († 1341), Herzog von Masowien
- Maria († 1716), Sklavin und Anstifterin einer Sklavenrevolte
- Maria († 1182), Gräfin von Boulogne
- Maria, Gräfin von Blois und Dunois
- Maria († 1434), Herzogin von Auvergne
- Maria (1371–1395), Tochter und Nachfolgerin König Ludwig I.
- Maria († 1454), polnische Prinzessin und pommersche Fürstin
- Maria (1500–1575), Regentin der Herrschaft Jever aus dem Häuptlingsgeschlecht der Wiemkens

##### Maria A
- Maria Adelaide von Savoyen (1685–1712), Herzogin von Burgund, Mutter Ludwigs XV.
- Maria Afonso (1301–1320), portugiesische Königstochter und Nonnen
- Maria Alice (1904–1996), portugiesische Fado-Sängerin
- Maria Amalia von Brandenburg (1670–1739), Prinzessin von Brandenburg und durch Heirat Herzogin von Sachsen-Zeitz
- Maria Amalia von Brasilien (1831–1853), brasilianische Prinzessin
- Maria Amalia von Neapel-Sizilien (1782–1866), Königin der Franzosen (1830–1848)
- Maria Amalia von Österreich (1701–1756), Kurfürstin von Bayern, Kaiserin des Heiligen Römischen Reichs
- Maria Amalia von Österreich (1724–1730), Erzherzogin von Österreich
- Maria Amalia von Österreich (1746–1804), Erzherzogin von Österreich und Herzogin von Bourbon-ParmaMaria Amalia von Österreich (1746–1804)

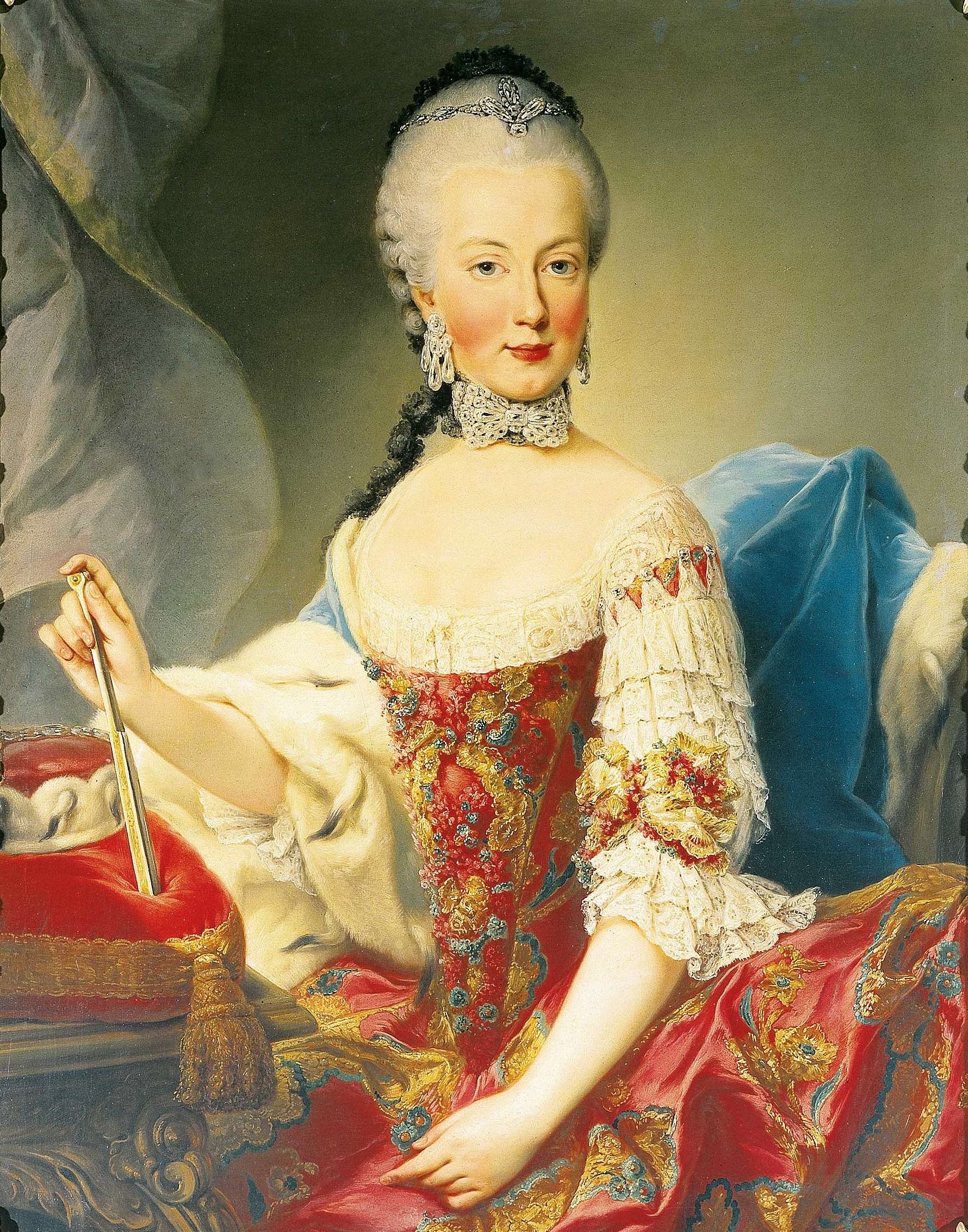
Maria Amalia von Österreich (1746–1804)

- Maria Amalia von Sachsen (1724–1760), Prinzessin von Sachsen
- Maria Amalie von Sachsen (1757–1831), Herzogin von Pfalz-Zweibrücken, Äbtissin von St. Anna in München
- Maria Amelia (1721–1744), Landgräfin von Hessen-Kassel
- Maria Angelina Dukaina Palaiologina († 1394), Basilissa des Despotat Epirus
- Maria Anna (1685–1764), landgräfliche Prinzessin
- Maria Anna Amalia Auguste von Pfalz-Sulzbach (1693–1762), Prinzessin aus dem Haus Wittelsbach, Karmelitin und Priorin
- Maria Anna Amalie von Hessen-Homburg (1785–1846), deutsche Adelige, Frau von Friedrich Wilhelm Karl von Preußen
- Maria Anna Josepha von Österreich (1654–1689), Pfalzgräfin und Herzogin von Neuburg
- Maria Anna Victoria von Bayern (1660–1690), Prinzessin von Bayern
- Maria Anna Viktoria von Spanien (1718–1781), Prinzessin von Spanien und Königin von Portugal
- Maria Anna von Anhalt-Dessau (1837–1906), Prinzessin und drittes Kind von Herzog Leopold Friedrich von Anhalt-Dessau
- Maria Anna von Bayern (1551–1608), Erzherzogin von Innerösterreich-Steiermark
- Maria Anna von Bayern (1574–1616), Prinzessin von Bayern und durch Heirat Erzherzogin von Österreich
- Maria Anna von Bayern (1696–1750), bayerische Prinzessin
- Maria Anna von Bayern (1734–1776), Markgräfin von Baden
- Maria Anna von Bayern (1805–1877), Königin von SachsenMaria Anna von Bayern (1805–1877)

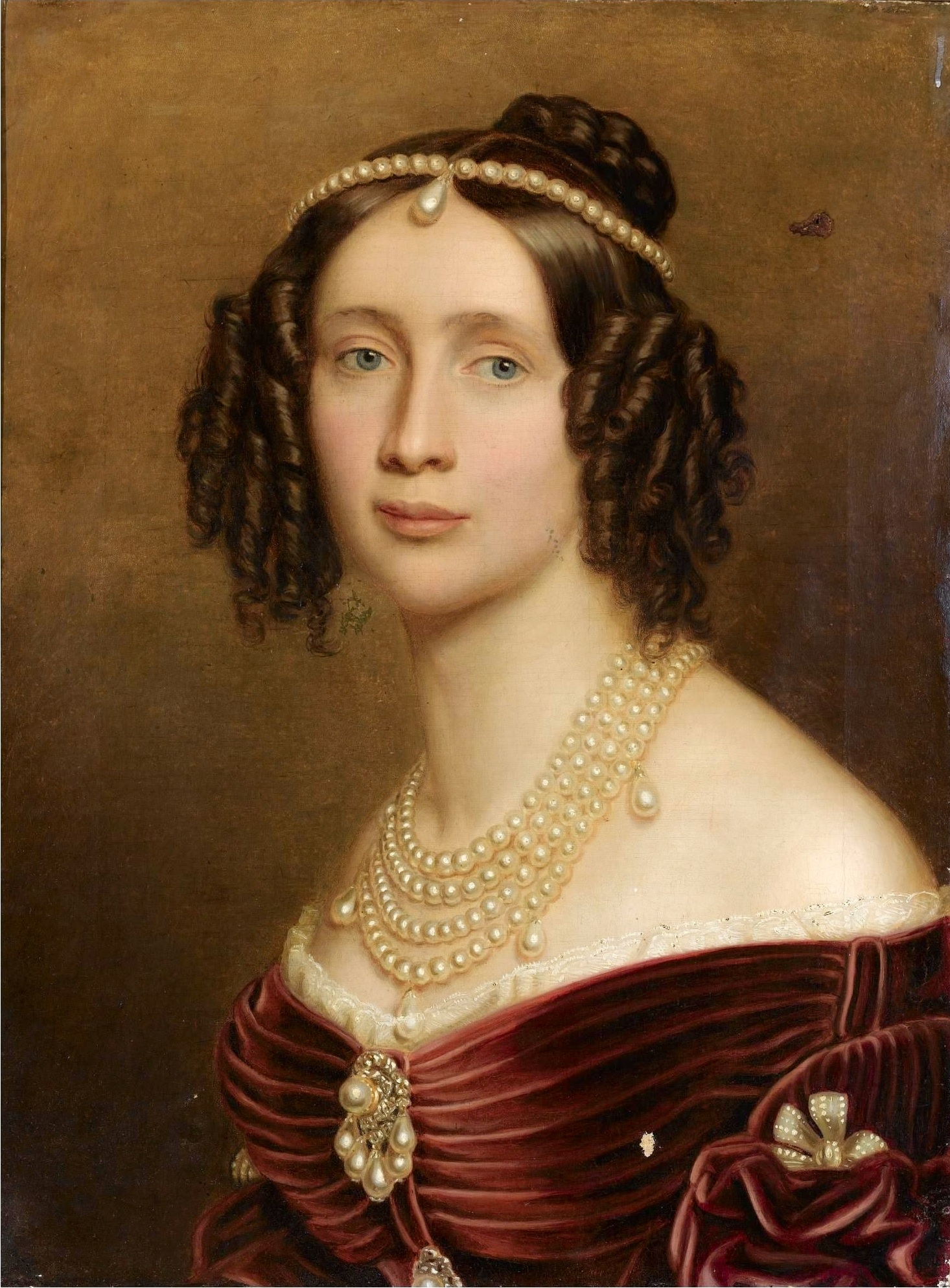
Maria Anna von Bayern (1805–1877)

- Maria Anna von der Pfalz (1667–1740), Königin von Spanien
- Maria Anna von Neapel-Sizilien (1775–1780), Prinzessin von Neapel-Sizilien

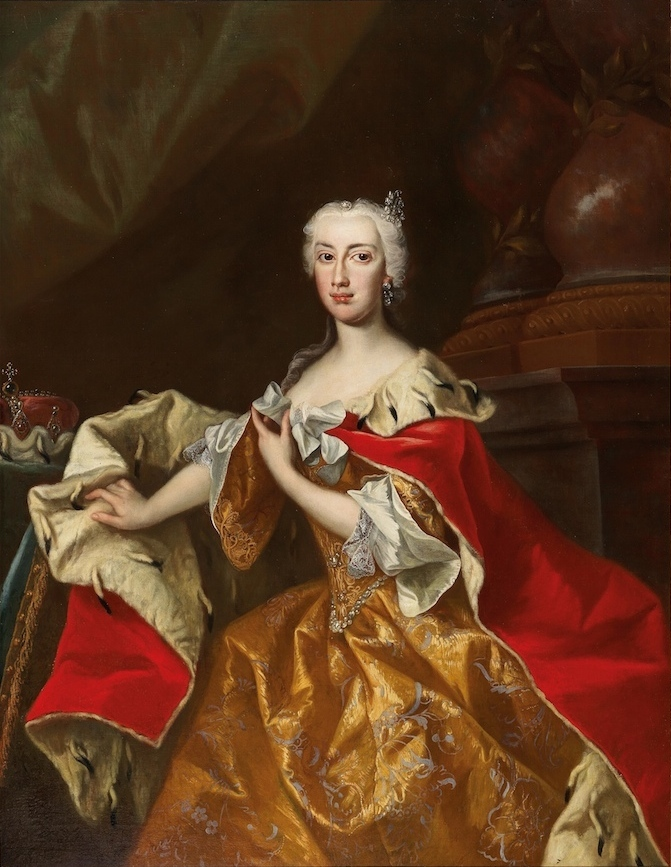
Maria Anna von Österreich (1718–1744)

- Maria Anna von Österreich (1610–1665), Erzherzogin von Österreich
- Maria Anna von Österreich (1634–1696), Gemahlin von Philipp IV. von Spanien
- Maria Anna von Österreich (1683–1754), Erzherzogin von Österreich und Königin von Portugal
- Maria Anna von Österreich (1718–1744), Erzherzogin von Österreich und Herzogin von LothringenMaria Anna von Österreich (1718–1744)
- Maria Anna von Österreich (1738–1789), zweite Tochter von Maria Theresia und Franz Stephan von Lothringen, Äbtissin
- Maria Anna von Österreich (1770–1809), Erzherzogin von Österreich, Äbtissin
- Maria Anna von Österreich (1804–1858), österreichische Erzherzogin
- Maria Anna von Pfalz-Sulzbach (1722–1790), Pfalzgräfin von Sulzbach und durch Heirat Prinzessin von Bayern
- Maria Anna von Pfalz-Zweibrücken (1753–1824), Herzogin in Bayern
- Maria Anna von Portugal (1843–1884), Prinzessin von Braganza und Sachsen-Coburg und Gotha, Infantin von Portugal
- Maria Anna von Portugal (1861–1942), Infantin von Portugal und durch Heirat Großherzogin von Luxemburg
- Maria Anna von Sachsen (1728–1797), Prinzessin von Polen von Sachsen, durch Heirat bayerische Kurfürstin
- Maria Anna von Sachsen (1799–1832), Frau von Leopold II. von Österreich, Großherzog der Toskana
- Maria Anna von Savoyen (1757–1824), italienische Adelige, Herzogin von Chablais
- Maria Anna von Savoyen (1803–1884), Kaiserin von Österreich
- Maria Anna von Spanien (1606–1646), Infantin von Spanien, Portugal, Neapel und Sizilien und durch Heirat römisch-deutsche Kaiserin
- Maria Annunziata von Neapel-Sizilien (1843–1871), Prinzessin von Neapel-Sizilien und Erzherzogin von Österreich
- Maria Annunziata von Österreich (1876–1961), Erzherzogin von Österreich
- Maria Antonia Anna von Hohenzollern-Hechingen (1760–1797), Fürstin zu Fürstenberg
- Maria Antonia von Bayern (1724–1780), Kurfürstin von Sachsen, Künstlerin
- Maria Antonia von Bourbon-Parma (1774–1841), Tochter Maria Amalia von Österreichs und Ferdinands von Bourbon-Parma
- Maria Antonia von Neapel-Sizilien (1784–1806), Prinzessin von Neapel-Sizilien, Infantin von Spanien
- Maria Antonia von Neapel-Sizilien (1814–1898), Prinzessin von Neapel-Sizilien, durch Heirat letzte Großherzogin der Toskana
- Maria Antonia von Österreich (1669–1692), Kurfürstin von BayernMaria Antonia von Österreich (1669–1692)

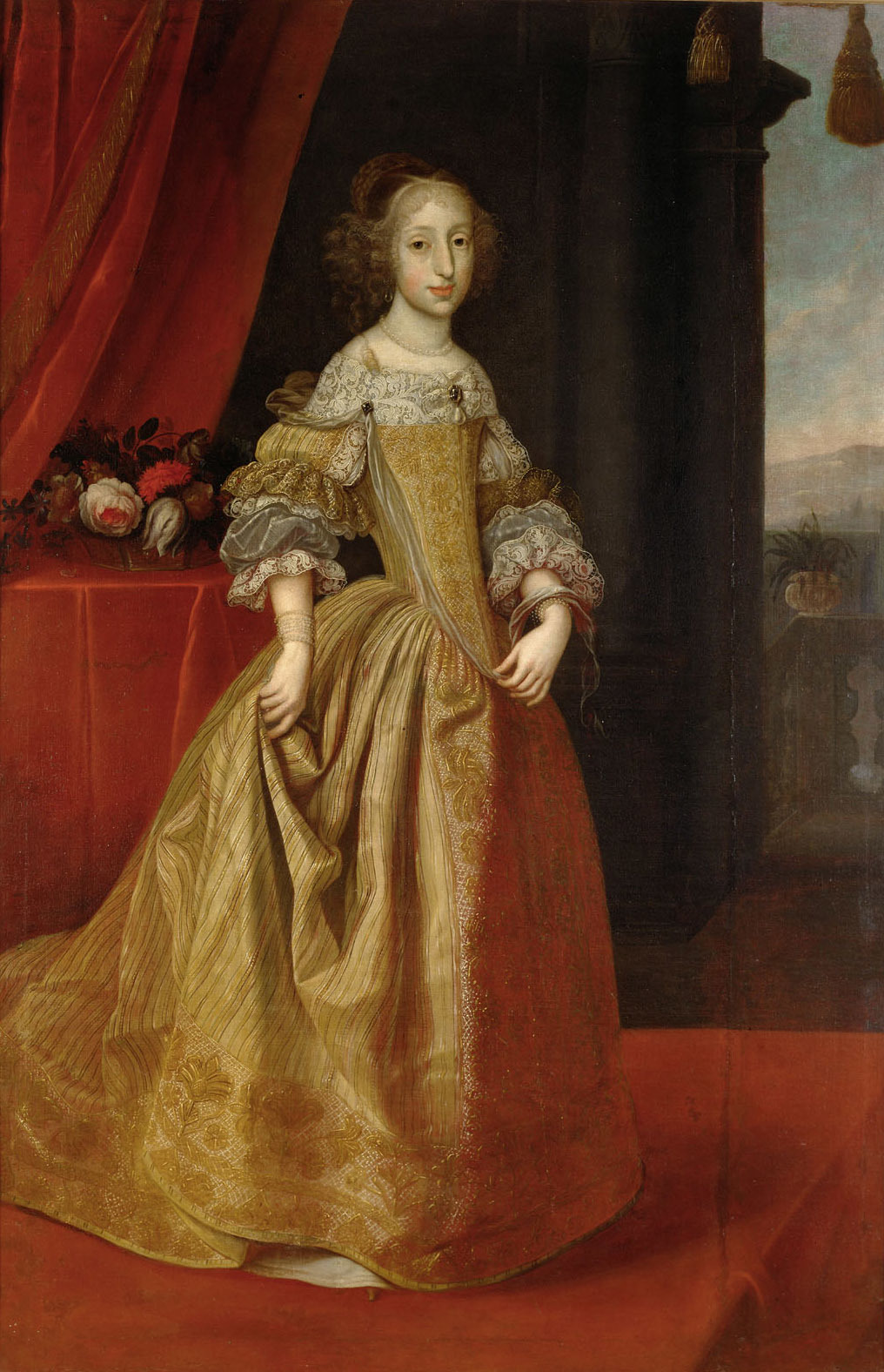
Maria Antonia von Österreich (1669–1692)

- Maria Antonia von Portugal (1862–1959), Infantin von Portugal
- Maria Antonia von Spanien (1729–1785), Infantin von Spanien, durch Heirat Königin von Sardinien-Piemont
- Maria Assenina, bulgarische Adlige
- Maria Augusta von Sachsen (1782–1863), sächsische Prinzessin und polnische Thronerbin
- Maria Augusta von Thurn und Taxis (1706–1756), Ehefrau des Herzogs Karl Alexander von Württemberg

##### Maria B
- Maria Bagrationi, Ehefrau der byzantinischen Kaiser Michael VII. Dukas und Nikephoros III. Botaneiates
- Maria Barbara de Bragança (1711–1758), portugiesische Infantin und Königin von Spanien
- Maria Bárbola (1609–1662), kleinwüchsige Österreicherin, die in den 1650er Jahren als Hofzwergin im Haushalt der spanischen Königin Maria Anna von Österreich lebte
- Maria Beatrice d’Este (1658–1718), Tochter Alfonsos IV. d’Este, Ehefrau Jakobs II. von England
- Maria Beatrix von Österreich-Este (1824–1906), Erzherzogin von Österreich-Este und Prinzessin von Modena
- Maria Beatrix von Savoyen (1792–1840), durch Heirat Herzogin von Modena
- Maria Belgia (1599–1647), portugiesische Prinzessin
- Maria Benigna Franziska von Sachsen-Lauenburg (1635–1701), Fürstin Piccolomini, Herzogin von Amalfi

##### Maria C
- Maria Cälina von der Darstellung (1878–1897), französische Ordensfrau und Selige
- Maria Carolina von Savoyen (1764–1782), Prinzessin von Sardinien und durch Heirat Prinzessin von Sachsen
- Maria Christina von Neapel-Sizilien (1779–1849), Königin von Sardinien-Piemont
- Maria Christina von Neapel-Sizilien (1806–1878), Königin und Regentin von Spanien

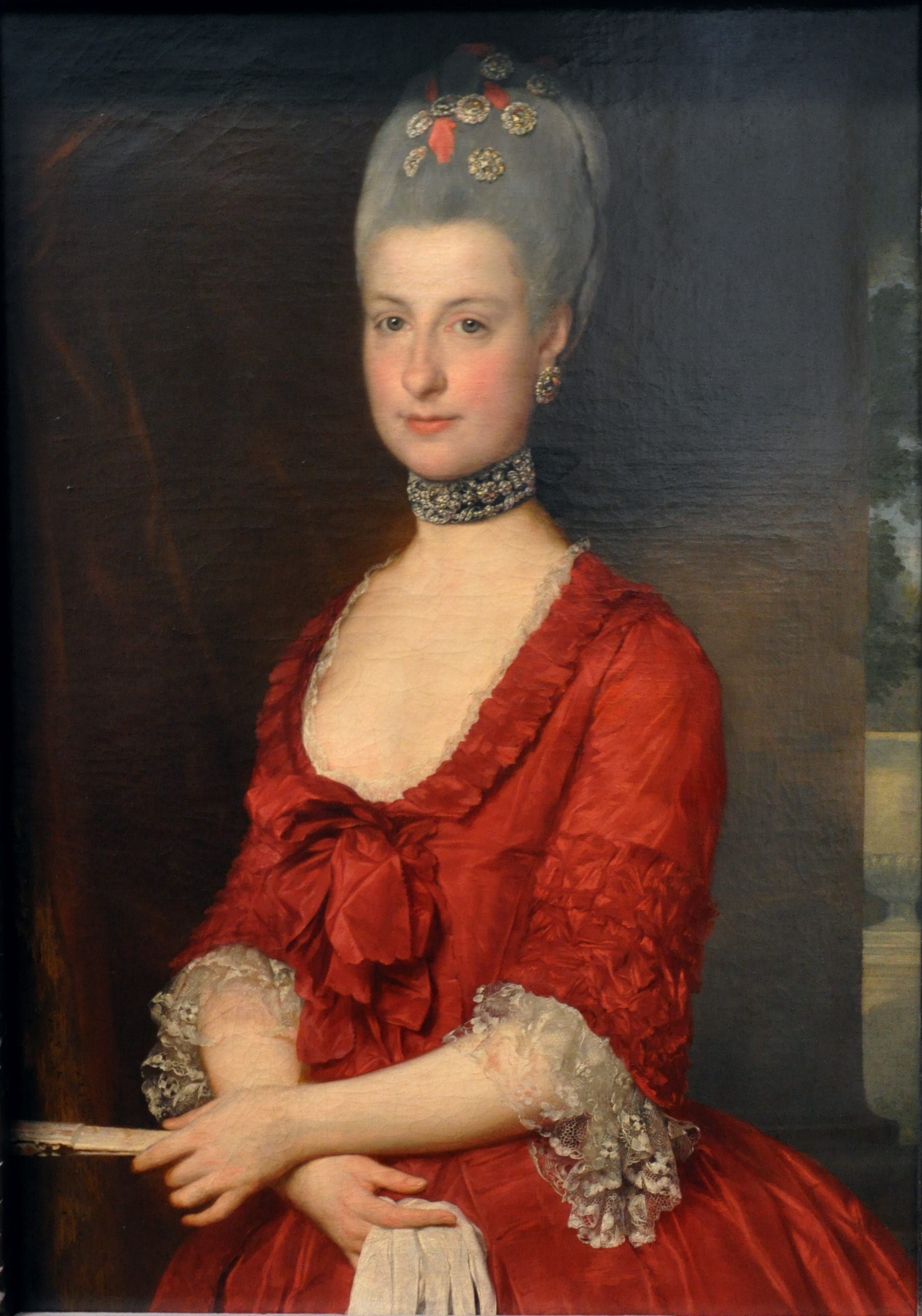
Maria Christina von Österreich (1742–1798)

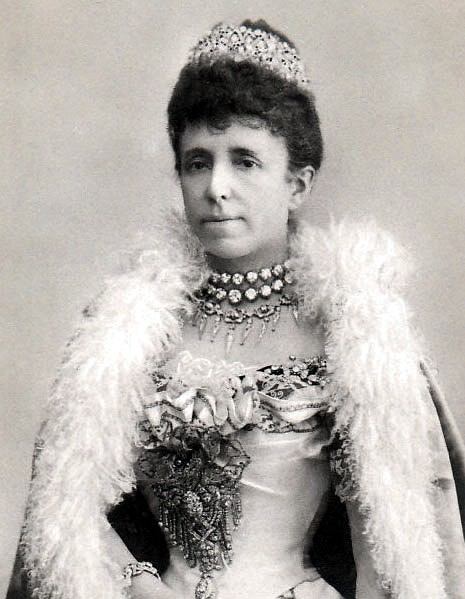
Maria Christina von Österreich (1858–1929)

- Maria Christina von Österreich (1574–1621), Fürstin von Siebenbürgen
- Maria Christina von Österreich (1742–1798), ErzherzoginMaria Christina von Österreich (1742–1798)
- Maria Christina von Österreich (1858–1929), Regentin von SpanienMaria Christina von Österreich (1858–1929)
- Maria Christina von Österreich-Teschen (1879–1962), Erzherzogin von Österreich
- Maria Christina von Sachsen (1735–1782), kursächsisch-polnische Prinzessin, später Sternkreuzordensdame sowie Fürstäbtissin der freiweltlichen Reichsstifts in Remiremont
- Maria Christina von Sachsen (1779–1851), Mitglied aus dem Hause der albertinischen Wettiner, sowie Prinzessin von Savoyen-Carignan und Regentin
- Maria Christina von Savoyen (1812–1836), Prinzessin von Sardinien und Savoyen sowie Königin beider Sizilien

##### Maria D
- Maria de Cervelló (1230–1290), Heilige der katholischen Kirche
- María de la Cabeza, Heilige der katholischen Kirche
- María de la Paz von Spanien (1862–1946), Infantin von Spanien, durch Heirat Prinzessin von Bayern
- María de las Mercedes de Borbón (1880–1904), spanische Prinzessin und durch Heirat Prinzessin von Neapel und beider Sizilien
- Maria de las Mercedes d’Orléans-Montpensier (1860–1878), spanisch-französische Prinzessin aus dem Haus Orléans und durch Heirat Königin von Spanien
- Maria de Molina († 1321), Königin von Kastilien
- Maria del Pilar von Bayern (1891–1987), deutsche Prinzessin und Malerin
- María del Pilar von Spanien (1936–2020), spanische Adelige
- Maria d’Enghien (1367–1446), Gräfin von Lecce (1384–1446), Königin von Neapel und Titularkönigin von Sizilien, Jerusalem und Ungarn
- Maria die Jüdin, Alchemistin und Erfinderin
- Maria Dircksdr. († 1578), niederländische Müllerswitwe
- Maria Dorothea Sophia von Oettingen (1639–1698), durch Heirat Herzogin von Württemberg
- Maria Dorothea von Österreich (1867–1932), Mitglied aus dem Hause Habsburg-Lothringen, durch Heirat Herzogin von Orléans

##### Maria E
- María Elena Ríos (* 1992), mexikanische Saxofonistin, Frauenrechtlerin, und Überlebende eines Mordanschlags
- Maria Eleonora von Brandenburg (1599–1655), Königin von Schweden
- Maria Elisabeth (1628–1664), deutsche Adelige und Dichterin geistlicher Lieder
- Maria Elisabeth in Bayern (1784–1849), Fürstin von Wagram, Herzogin von Neuchâtel
- Maria Elisabeth von Österreich (1680–1741), österreichische Erzherzogin und Statthalterin der österreichischen Niederlande (1724–1741)
- Maria Elisabeth von Österreich (1737–1740), Habsburger-Prinzessin
- Maria Elisabeth von Österreich (1743–1808), Äbtissin in InnsbruckMaria Elisabeth von Österreich (1743–1808)

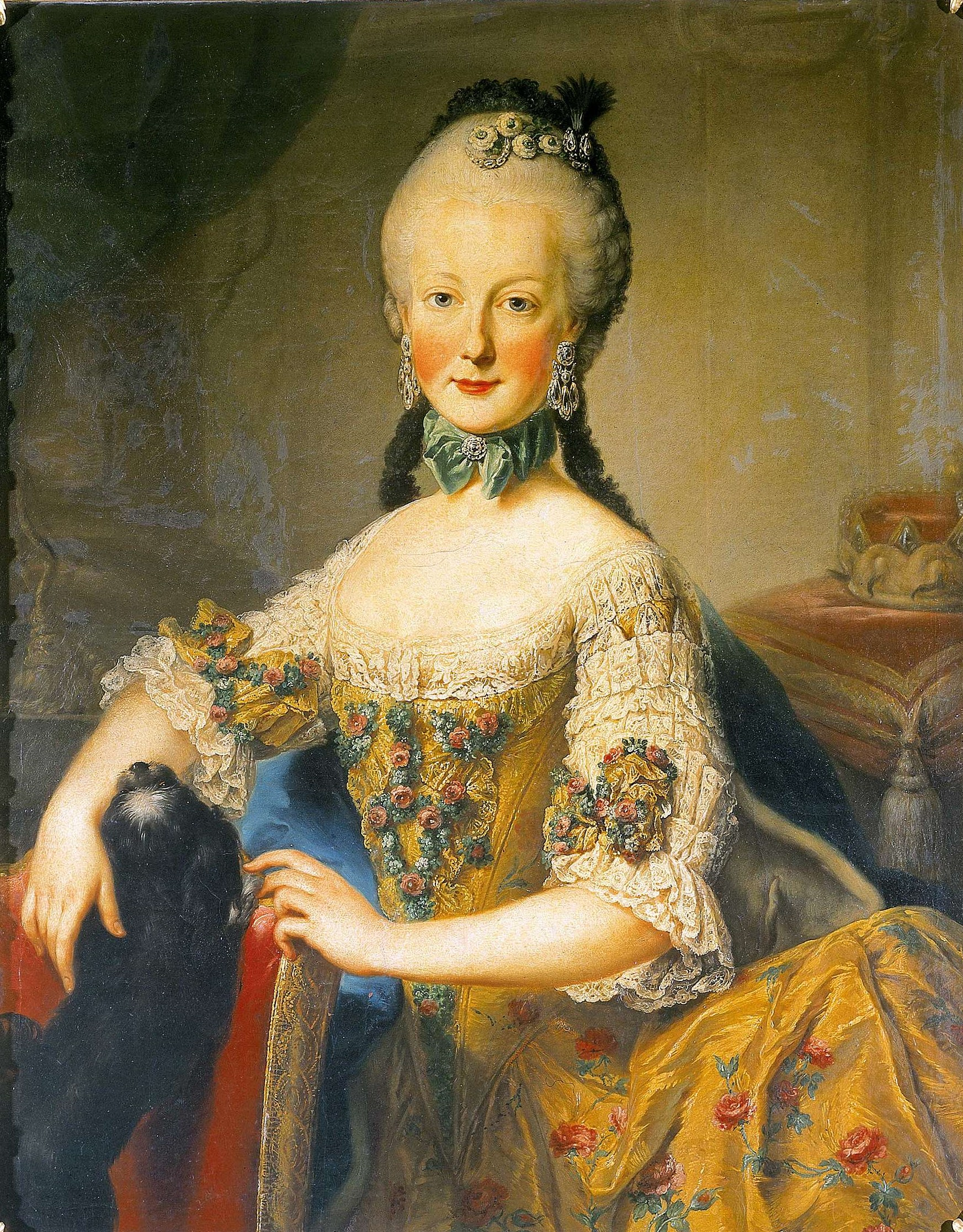
Maria Elisabeth von Österreich (1743–1808)

- Maria Elisabeth von Sachsen (1610–1684), Herzogin von Schleswig-Holstein-Gottorf
- Maria Elisabeth von Sachsen (1736–1818), königliche Prinzessin von Polen, Prinzessin von Sachsen, Sternkreuzordensdame
- Maria Elisabeth von Savoyen-Carignan (1800–1856), Prinzessin von Savoyen
- Maria Elisabeth von Schweden (1596–1618), schwedische Prinzessin, Herzogin von Östergötland
- María Ellingsen (* 1964), isländische Schauspielerin
- María Encarnación Rosal (1820–1886), Ordensschwester des Bethlemita-Ordens, Ordensgründerin
- María Erla Marelsdóttir (* 1969), isländische Botschafterin
- Maria Eugénia (1927–2016), portugiesische Schauspielerin
- María Eulalia von Spanien (1864–1958), spanische Adelige, Mitglied der königlichen spanischen Familie und durch Heirat Herzogin von Galliera, sowie Schriftstellerin

##### Maria F
- Maria Francisca Benedita von Portugal (1746–1829), Infantin von Portugal und Brasilien sowie Prinzessin von Beira
- Maria Francisca von Portugal (1800–1834), Infantin von Portugal und durch Heirat Infantin von Spanien und Gräfin von Molina
- Maria Franziska von den fünf Wunden Christi (1715–1791), Ordensfrau, Heilige
- Maria Franziska von Pfalz-Sulzbach (1724–1794), Pfalzgräfin von Sulzbach und durch Heirat Pfalzgräfin und Herzogin von Birkenfeld

##### Maria G
- María García-Aranda, José (* 1956), spanischer Fußballschiedsrichter
- María Guðmundsdóttir (1935–2021), isländische Schauspielerin

##### Maria H
- Maria Haraldsdatter († 1066), Tochter des norwegischen Königs Harald III.

##### Maria I
- Maria I. (1516–1558), Königin von England und IrlandMaria I. (1516–1558)

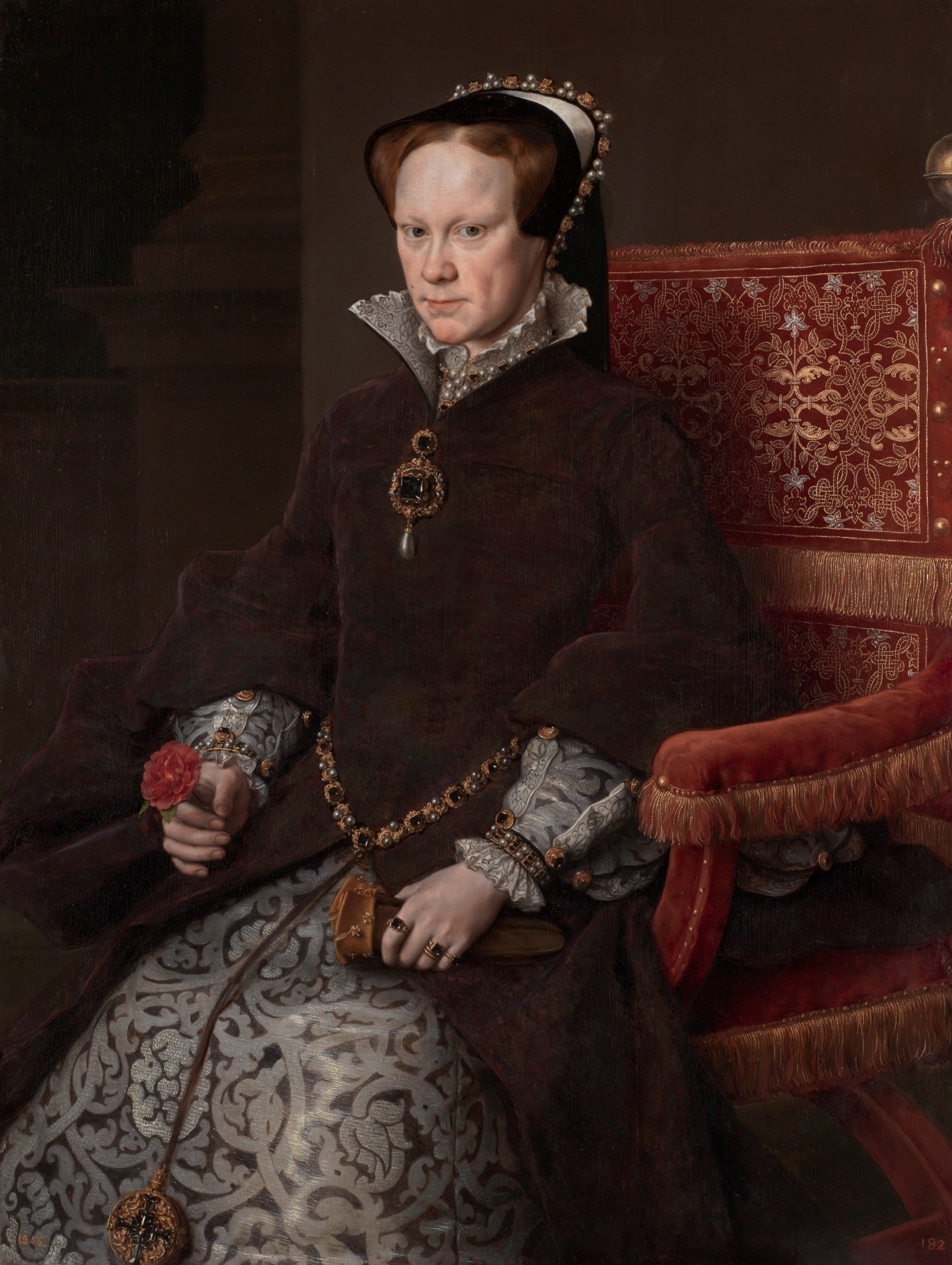
Maria I. (1516–1558)

- Maria I. (1734–1816), Königin von Portugal und von Brasilien
- Maria II. (1662–1694), Königin von England, Schottland und Irland
- Maria II. (1819–1853), Königin von Portugal
- Maria Immaculata (1892–1971), Erzherzogin von Österreich, Prinzessin von Toskana
- Maria Immaculata von Neapel-Sizilien (1844–1899), Prinzessin von Bourbon und beider Sizilien sowie Erzherzogin von Österreich-Toskana
- Maria Immaculata von Neapel-Sizilien (1874–1947), Herzogin zu Sachsen
- Maria Immakulata (1878–1968), Erzherzogin von Österreich, Herzogin von Württemberg
- María Isabel (* 1995), spanische Sängerin
- Maria Isabel von Spanien (1789–1848), Infantin von Spanien
- Maria Isabella d’Orléans-Montpensier (1848–1919), französisch-spanische Prinzessin und durch Heirat Gräfin von Paris

##### Maria J
- Maria Jakobäa von Baden (1507–1580), durch Heirat Herzogin von Bayern
- Maria Johanna von Savoyen (1644–1724), Herzogin von Savoyen, Gräfin von Genf und Regentin
- Maria Josefa Carmela von Spanien (1744–1801), Prinzessin von Neapel und Sizilien, Infantin von Spanien
- Maria Josepha vom Herzen Jesu Sancho de Guerra (1842–1912), spanische Ordensgründerin und Heilige der katholischen Kirche
- Maria Josepha von Bayern (1739–1767), Tochter von Kaiser Karl VII. Albrecht, Prinzessin von Bayern und Böhmen, durch Heirat Kaiserin

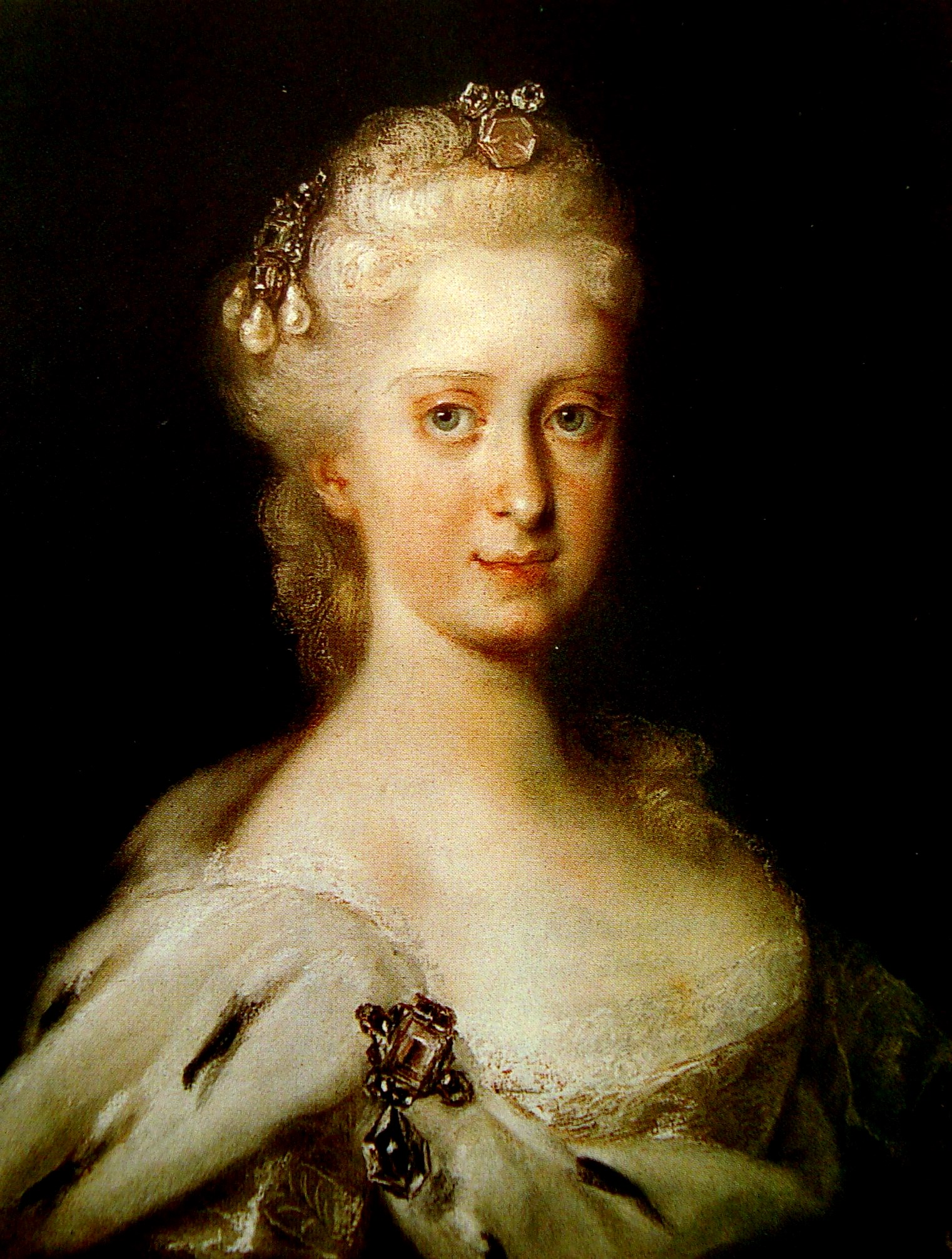
Maria Josepha von Österreich (1699–1757)

- Maria Josepha von Österreich (1699–1757), Erzherzogin von Österreich, Ehefrau des Kurfürsten von Sachsen und Königs von PolenMaria Josepha von Österreich (1699–1757)
- Maria Josepha von Österreich (1751–1767), Tochter von Kaiser Franz Stephan
- Maria Josepha von Portugal (1857–1943), Infantin von Portugal und durch Heirat Herzogin in Bayern
- Maria Josepha von Sachsen (1731–1767), Prinzessin von Polen und Sachsen und durch Heirat Kronprinzessin von Frankreich
- Maria Josepha von Sachsen (1803–1829), Königin von Spanien
- Maria Josepha von Sachsen (1867–1944), Prinzessin von Sachsen, Erzherzogin, Mutter von Kaiser Karl I. von Österreich
- Maria Josepha von Savoyen (1753–1810), durch Heirat Gräfin von Provence

##### Maria K
- Maria Karolina Augusta von Neapel-Sizilien (1822–1869), durch Heirat Herzogin von Aumale, Prinzessin von Neapel-Sizilien
- Maria Karolina von Neapel-Sizilien (1798–1870), älteste Tochter König Franz’ I. von Neapel-Sizilien

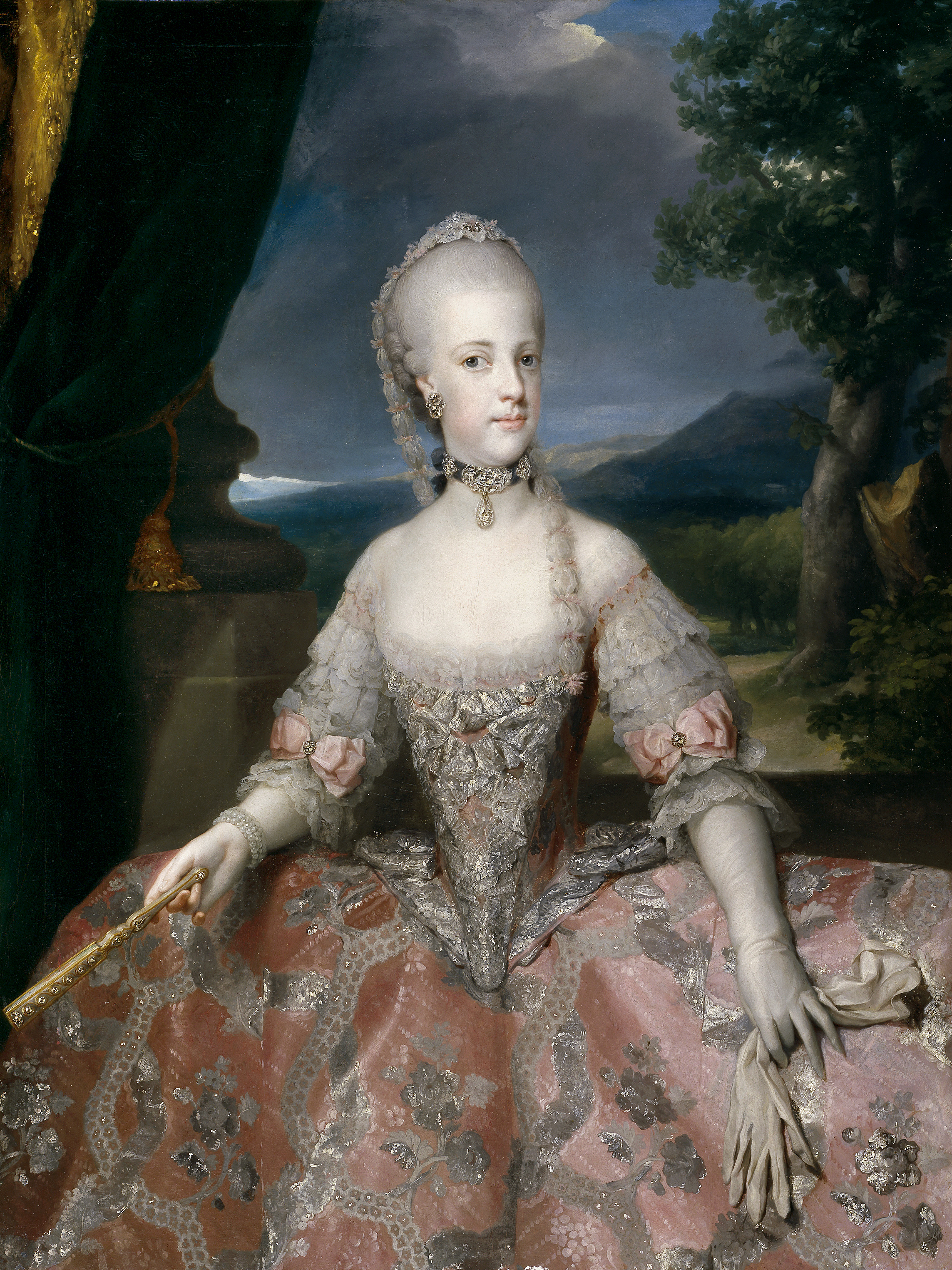
Maria Karolina von Österreich (1752–1814)

- Maria Karolina von Österreich (1740–1741), Kind von Maria Theresia und Franz Stephan von Lothringen
- Maria Karolina von Österreich (1748–1748), Erzherzogin von Österreich, Prinzessin von Ungarn, Böhmen und der Toskana
- Maria Karolina von Österreich (1752–1814), Königin von Neapel-SizilienMaria Karolina von Österreich (1752–1814)
- Maria Karolina von Österreich (1825–1915), Erzherzogin von Österreich
- Maria Klara vom Kinde Jesus (1843–1899), römisch-katholische Ordensschwester und Ordensgründerin, Selige
- Maria Klementine von Österreich (1777–1801), Erzherzogin von Österreich
- Maria Klementine von Österreich (1798–1881), Mitglied aus dem Hause Habsburg und durch Heirat Prinzessin von Salerno
- Maria Kleophae, Jüngerin Jesu von Nazaret und Heilige
- Maria Komnena (* 1154), Gemahlin des Königs Amalrich I. von Jerusalem und des Balian von Ibelin
- Maria Komnene (1152–1182), Tochter von Kaiser Manuel I.
- Maria Komnene von Byzanz († 1190), Königin von Ungarn
- Maria Kunigunde von Sachsen (1740–1826), Prinzessin von Sachsen und Polen, Äbtissin von Essen und Thorn

##### Maria L
- Maria Laskaris von Nicäa (1206–1270), Königin von Ungarn
- Maria Leopoldine von Anhalt-Dessau (1746–1769), Prinzessin von Anhalt-Dessau, durch Heirat Gräfin zur Lippe-Detmold

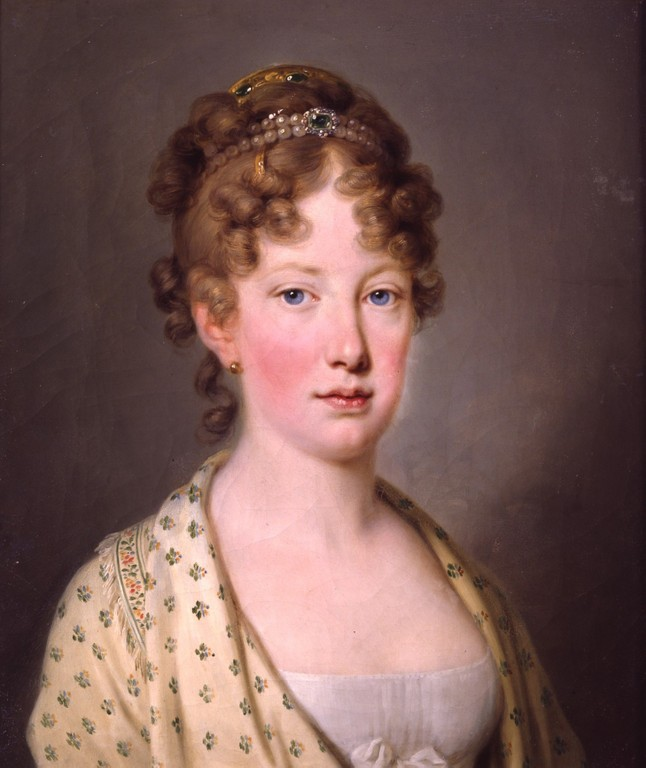
Maria Leopoldine von Österreich (1797–1826)

- Maria Leopoldine von Österreich (1797–1826), Erzherzogin, Kaiserin von BrasilienMaria Leopoldine von Österreich (1797–1826)
- Maria Leopoldine von Österreich-Este (1776–1848), Erzherzogin von Österreich-Este und Kurfürstin von Bayern
- Maria Leopoldine von Österreich-Tirol (1632–1649), Erzherzogin von Österreich und durch Heirat römisch-deutsche Kaiserin sowie Königin von Böhmen und Ungarn
- Maria Louise von Hessen-Rotenburg (1729–1800), durch Heirat Fürstin von Salm-Salm
- Maria Ludovica von Spanien (1745–1792), spanische Prinzessin, Kaiserin des Heiligen Römischen Reichs
- Maria Ludovika Beatrix von Österreich-Este (1787–1816), österreichische Kaiserin
- Maria Luisa Gabriella von Savoyen (1688–1714), Königin und Regentin von Spanien
- Maria Luisa Gabriella von Savoyen (1729–1767), Prinzessin des Königreichs Sardinien
- Maria Luisa von Bourbon-Parma (1802–1857), Tochter von Maria Luisa von Spanien (1782–1824)
- Maria Luisa von Bourbon-Sizilien (1855–1874), Prinzessin von Bourbon-Parma und Bourbon-Sizilien
- Maria Luisa von Neapel-Sizilien (1773–1802), Großherzogin von Toskana
- Maria Luisa von Österreich-Toskana (1798–1857), Erzherzogin von Österreich, Prinzessin von Toskana
- Maria Luisa von Spanien (1782–1824), Königin von Etrurien und Regentin für ihren unmündigen Sohn
- Maria Luise von Bourbon-Parma (1751–1819), Prinzessin von Bourbon-Parma und Königin von Spanien

##### Maria M
- Maria Maddalena dell’Incarnazione (1770–1824), italienische Ordensgründerin und Selige
- Maria Magdalena, Jüngerin Jesu Christi aus dem Neuen TestamentMaria Magdalena

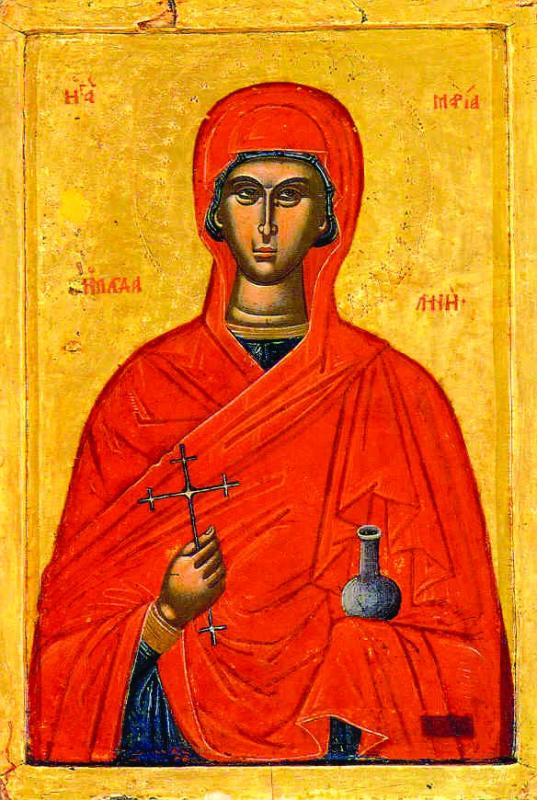
Maria Magdalena

- Maria Magdalena von Österreich (1587–1631), Erzherzogin von Österreich, durch Heirat Großherzogin von Toskana
- Maria Magdalena von Österreich (1689–1743), Erzherzogin von Österreich
- Maria Maximiliana von Bayern (1552–1614), Prinzessin von Bayern

##### Maria O
- María Ólafsdóttir (* 1993), isländische Sängerin

##### Maria P
- Maria Palaiologina, byzantinische Prinzessin, Gemahlin des Ilchans Abaga
- Maria Palaiologina Kantakuzene, bulgarische Zarin
- Maria Pawlowna (1786–1859), Großherzogin von Sachsen-Weimar-Eisenach
- Maria Pia von Neapel-Sizilien (1849–1882), Prinzessin von Neapel-Sizilien
- Maria Pia von Savoyen (1847–1911), Prinzessin von Italien und Königin von Portugal

##### Maria S
- Maria Serafina del Sacro Cuore (1849–1911), italienische Ordensgründerin und Selige
- María Sólrún Sigurðardóttir (* 1965), isländische Regisseurin

##### Maria T
- Maria Teresa von Luxemburg (* 1956), luxemburgische Großherzogin
- Maria Teresa von Spanien (1638–1683), Königin von Frankreich, Frau des Sonnenkönigs Ludwig XIV.
- María Thelma Smáradóttir (* 1993), isländische Schauspielerin
- Maria Theresia (1717–1780), Erzherzogin von Österreich, Königin von Ungarn und BöhmenMaria Theresia (1717–1780)

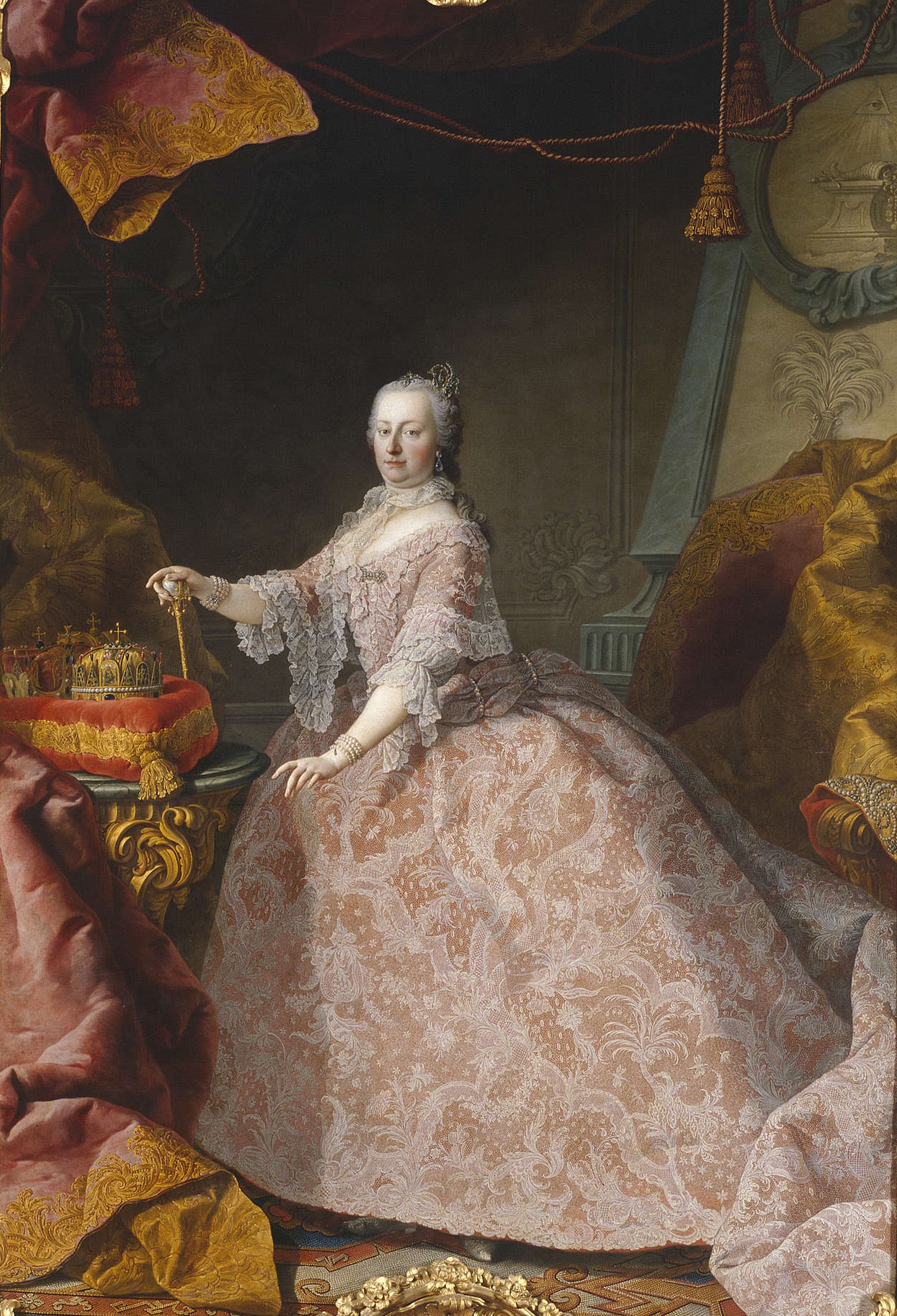
Maria Theresia (1717–1780)

- Maria Theresia Elisabeth von Österreich (1762–1770), Tochter Joseph II. und der Isabella von Bourbon-Parma
- Maria Theresia Rafaela von Spanien (1726–1746), spanische Prinzessin aus dem Hause Bourbon und durch Heirat Dauphine von Frankreich
- Maria Theresia von Neapel-Sizilien (1772–1807), durch Heirat letzte Kaiserin des Heiligen Römischen Reiches und erste Kaiserin von Österreich
- Maria Theresia von Österreich (1767–1827), Erzherzogin von Österreich und Prinzessin von Sachsen
- Maria Theresia von Österreich (1816–1867), Gemahlin von Ferdinand II. von Bourbon, König beider Sizilien
- Maria Theresia von Österreich-Este (1773–1832), durch Heirat Königin von Sardinien-Piemont
- Maria Theresia von Österreich-Este (1817–1886), Herzogin von Bordeaux, Gräfin von Chambord
- Maria Theresia von Österreich-Toskana (1801–1855), Königin von Sardinien-Piemont
- Maria Theresia von Österreich-Toskana (1862–1933), österreichische Erzherzogin
- Maria Theresia von Portugal (1793–1874), portugiesische Adelige
- Maria Theresia von Savoyen (1756–1805), Gräfin von Artois; Gemahlin des späteren französischen Königs Karl X.
- Maria Theresia von Savoyen (1803–1879), Tochter von König Viktor Emanuel I.
- Maria Theresia von Spanien (1882–1912), Infantin von Spanien

##### Maria V
- Maria Viktorovna (* 1986), russisch-US-amerikanische Webvideoproduzent und ASMR-Künstlerin
- Maria Vittoria dal Pozzo (1847–1876), Königin von Spanien (1870–1873) und Herzogin von Aosta (1863–1876)
- Maria vom heiligen Ignatius (1774–1837), französische katholische Ordensgründerin und Ordensfrau
- Maria vom heiligen Petrus (1816–1848), französische römisch-katholische Ordensfrau, Karmelitin
- Maria vom Leiden unseres Herrn Jesus Christus (1866–1912), italienische Selige und Mystikerin
- Maria vom Sakrament Jesu (1868–1959), mexikanische Ordensfrau und Heilige der katholischen Kirche
- María von Ágreda (1602–1665), Visionärin und Äbtissin des Franziskanerinnenkonvents in Agreda
- Maria von Ägypten, ägyptische Einsiedlerin und HeiligeMaria von Ägypten

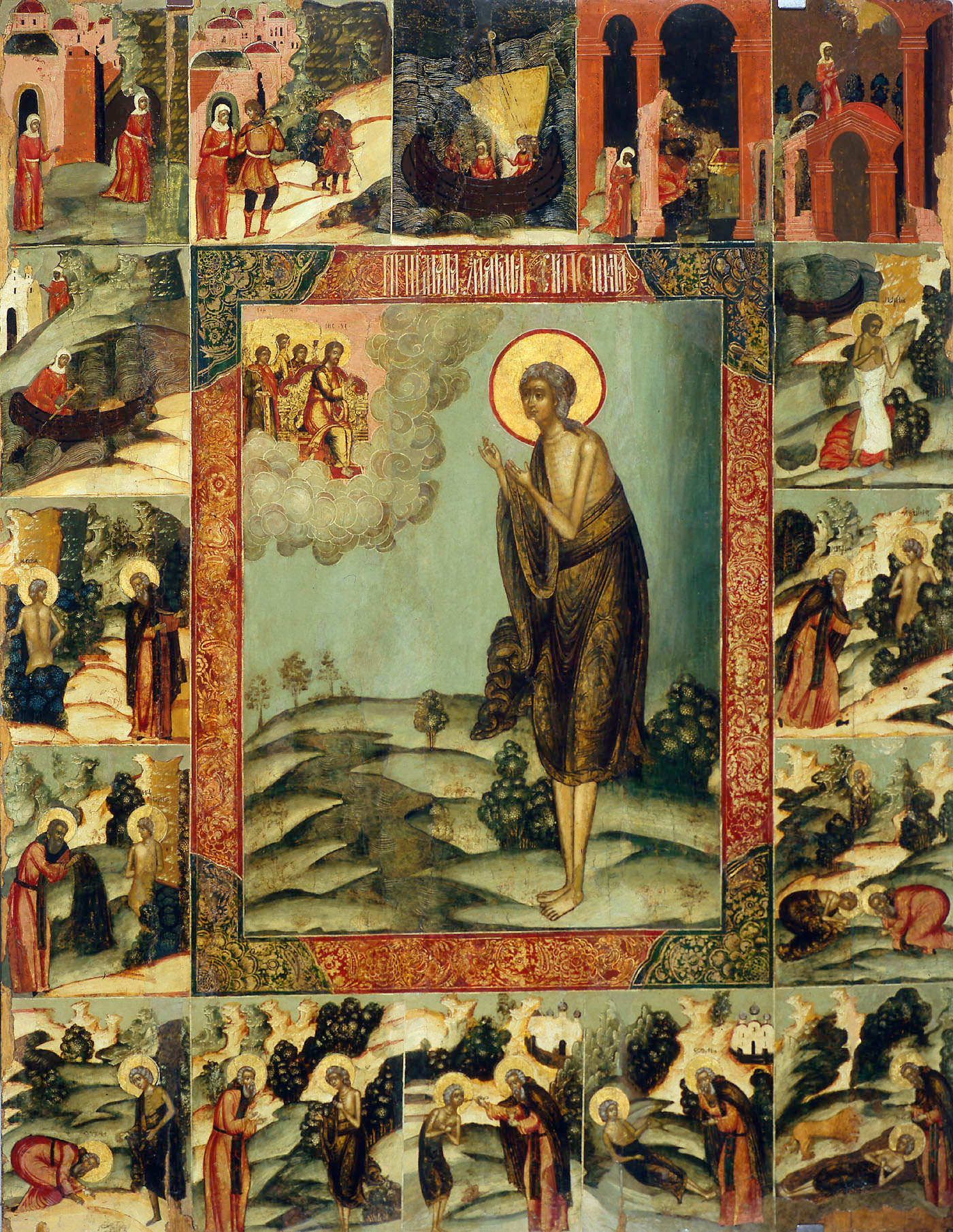
Maria von Ägypten

- Maria von Antiochia (1145–1183), Prinzessin von Antiochia, Kaiserin von Byzanz
- Maria von Antiochia-Armenien (* 1215), Prinzessin von Antiochia, Thronprätendentin von Armenien, Herrin von Toron
- Maria von Antiochien, Tochter des Fürsten Bohemund IV. von Antiochia, Titularkönigin von Jerusalem
- Maria von Aragon († 1445), Königin von Kastilien und León
- Maria von Aragón (1482–1517), Prinzessin von Aragón und Kastilien
- Maria von Artois († 1365), Gräfin von Namur; Regentin von Namur
- Maria von Baden (1473–1519), Äbtissin von Lichtenthal
- Maria von Bayern (1872–1954), Prinzessin von Bayern
- Maria von Bethanien, Gestalt im Neuen Testament der BibelMaria von Bethanien

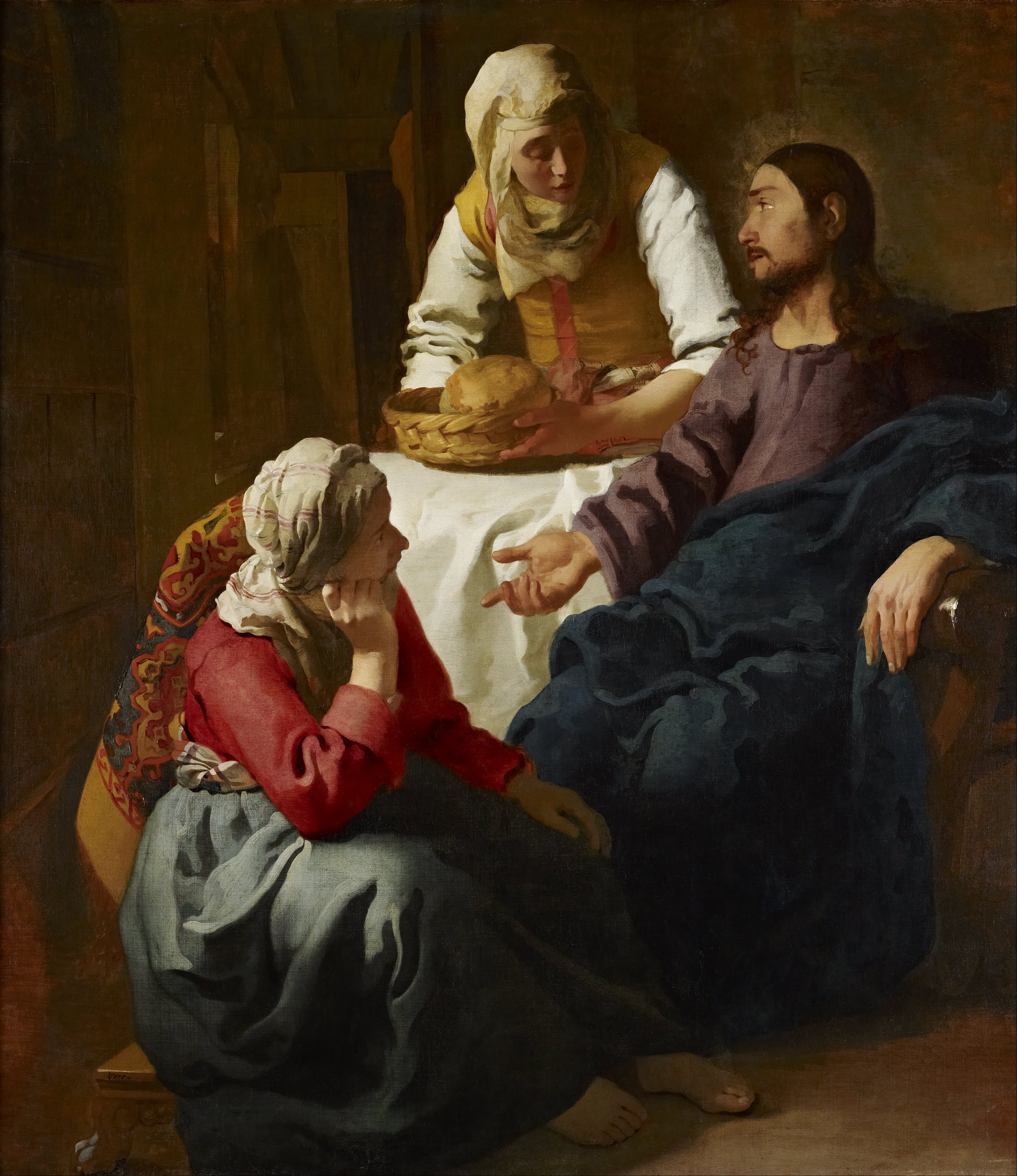
Maria von Bethanien

- Maria von Beuthen († 1317), Königin von Ungarn, Kroatien und Dalmatien
- Maria von Böhmen, Markgräfin von Baden und Verona
- Maria von Brabant (1190–1260), deutsche Kaiserin als Ehefrau des Kaisers Otto IV.
- Maria von Brabant (1226–1256), durch Heirat Herzogin von Bayern
- Maria von Brabant (1254–1321), Königin von Frankreich
- Maria von Braunschweig-Wolfenbüttel (1521–1539), Äbtissin von Gandersheim
- Maria von Braunschweig-Wolfenbüttel (1566–1626), Herzogin von Sachsen-Lauenburg
- Maria von Brienne (1225–1275), lateinische Kaiserin von Konstantinopel
- Maria von Bulgarien, Kaiserin des lateinischen Reichs von Konstantinopel
- Maria von Burgund († 1463), Ehefrau des Grafen und Herzogs Adolf II. von Kleve–Mark
- Maria von Burgund (1457–1482), Herzogin von BurgundMaria von Burgund (1457–1482)

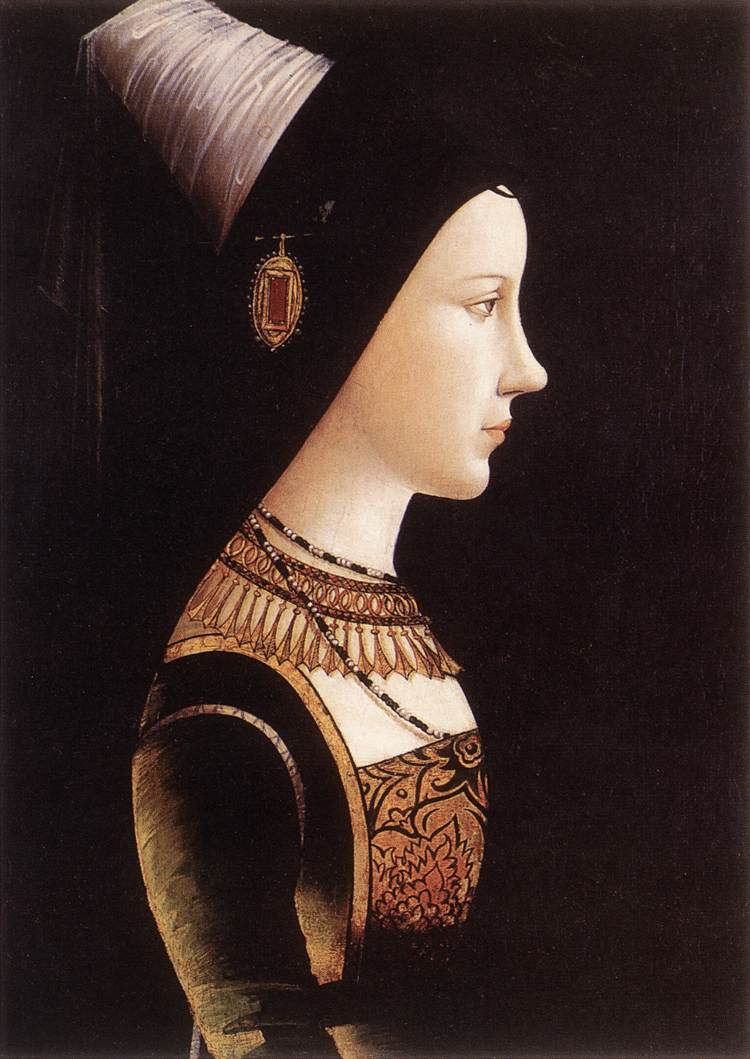
Maria von Burgund (1457–1482)

- Maria von Courtenay, byzantinische Kaiserin (1219–1222), lateinische Regentin von Konstantinopel (1228)
- Maria von den Wundern Jesu (1891–1974), spanische unbeschuhte Karmelitin, Heilige
- Maria von der Passion (1839–1904), französische römisch-katholische Ordensgründerin und Missionarin (seliggesprochen)
- Maria von Eicken (1571–1636), Ehefrau des Markgrafen Eduard Fortunat von Baden
- Maria von Geldern (* 1380), Herzogin von Geldern
- Maria von Geldern († 1463), Königin von Schottland
- Maria von Griechenland und Dänemark (1876–1940), Großfürstin Maria Georgijewna Romanow
- Maria von Großbritannien, Irland und Hannover (1723–1772), Landgräfin von Hessen-Kassel
- Maria von Großbritannien, Irland und Hannover (1776–1857), britische Prinzessin aus dem Haus Hannover
- Maria von Jülich (1491–1543), Tochter von Herzog Wilhelm von Jülich-Berg und Sibylle von Brandenburg
- Maria von Kastilien, Königin von Aragon (1401–1458), Königin von Aragon
- Maria von Kleve (1426–1486), Herzogin von Orléans
- Maria von Lothringen (1674–1724), Fürstin von Monaco
- Maria von Luxemburg (1304–1324), Königin von Frankreich
- Maria von Montferrat († 1212), Königin von Jerusalem
- Maria von Montpellier (1182–1213), französische Adelige, Königin von Aragonien
- Maria von Nassau (1539–1599), Gräfin von Nassau
- Maria von Navarra († 1347), Königin von Aragón
- Maria von Oignies († 1213), Begine, Inspiratorin des Jakob von Vitry, Heilige
- Maria von Oranien-Nassau (1556–1616), Tochter des Fürsten Wilhelm I. von Oranien-Nassau, Gräfin von Hohenlohe-Neuenstein
- Maria von Österreich (1531–1581), Erzherzogin von Österreich
- Maria von Österreich (1584–1649), habsburgische Erzherzogin und Nonne
- Maria von Portugal (1313–1357), Königin von Kastilien
- Maria von Portugal (1521–1577), portugiesische Infantin
- Maria von Portugal (1527–1545), portugiesische Prinzessin, Ehefrau des spanischen Königs Philipp II.
- Maria von Portugal (1538–1577), Erbprinzessin von Parma und Piacenza
- Maria von Rumänien (1900–1961), Königin des Königreiches der Serben, Kroaten und SlowenenMaria von Rumänien (1900–1961)

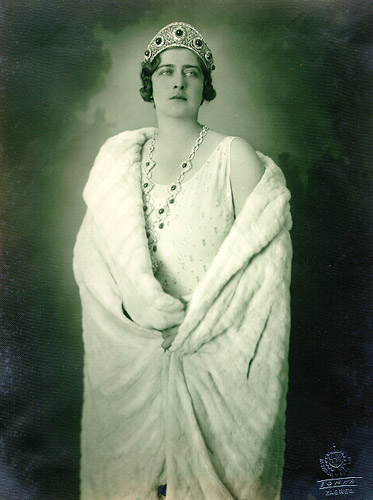
Maria von Rumänien (1900–1961)

- Maria von Sachsen (1515–1583), Herzogin von Pommern
- Maria von Sachsen (1796–1865), Großherzogin der Toskana
- Maria von Sachsen-Weimar (1571–1610), Äbtissin des Stifts Quedlinburg
- Maria von Savoyen (1411–1469), Herzogin von Mailand
- Maria von Sizilien (1362–1401), Königin von Sizilien
- Maria von Spanien (1528–1603), Infantin von Spanien und durch Heirat Kaiserin des Heiligen Römischen Reiches
- Maria von Staufen (1201–1235), Prinzessin der Staufer
- Maria von Trapezunt († 1439), Gattin des byzantinischen Kaisers Johannes VIII. Palaiologos
- Maria von Ungarn (1257–1323), Königin von Neapel
- Maria von Ungarn (1505–1558), Erzherzogin von Österreich, Prinzessin von Kastilien, Königin von Böhmen und Ungarn
- Maria von Witebsk, erste Ehefrau von Algirdas, dem späteren Großfürst Litauens

##### Maria Y
- María Yazpik, José (* 1970), mexikanischer SchauspielerJosé María Yazpik (* 1970)

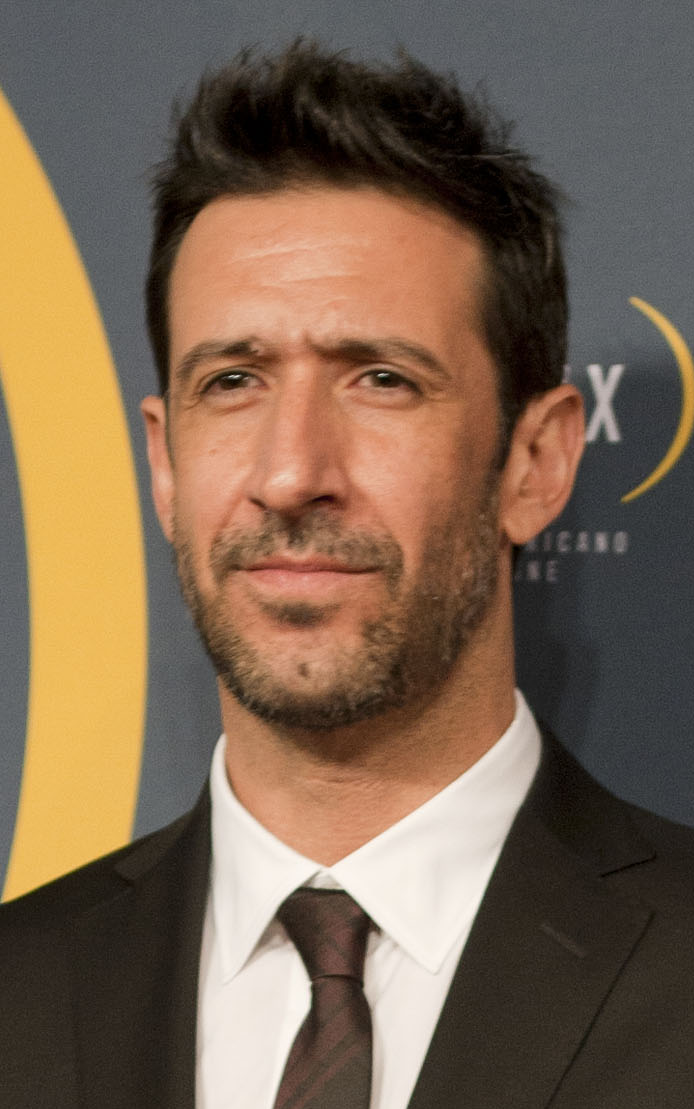
José María Yazpik (* 1970)

#### Maria,
- Maria, Agenor (1927–1997), brasilianischer Politiker, Abgeordneter und Bundessenator
- Maria, Bodo (* 1943), deutscher Sänger
- Maria, Cara Santa (* 1983), US-amerikanische Wissenschaftsjournalistin
- María, Dulce (* 1985), mexikanische Schauspielerin, Sängerin und Songwriterin
- Maria, Emi (* 1987), japanische Sängerin des J-pops
- María, Isidoro de (1815–1906), uruguayischer Künstler
- Maria, Jaroslav (1870–1942), tschechischer Jurist, Anwalt und Schriftsteller jüdischer Herkunft
- Maria, Michaël (* 1995), niederländischer Fußballspieler curaçaischer Abstammung
- Maria, Paola (* 1993), italienische Webvideoproduzentin
- Maria, Tatjana (* 1987), deutsche TennisspielerinTatjana Maria (* 1987)

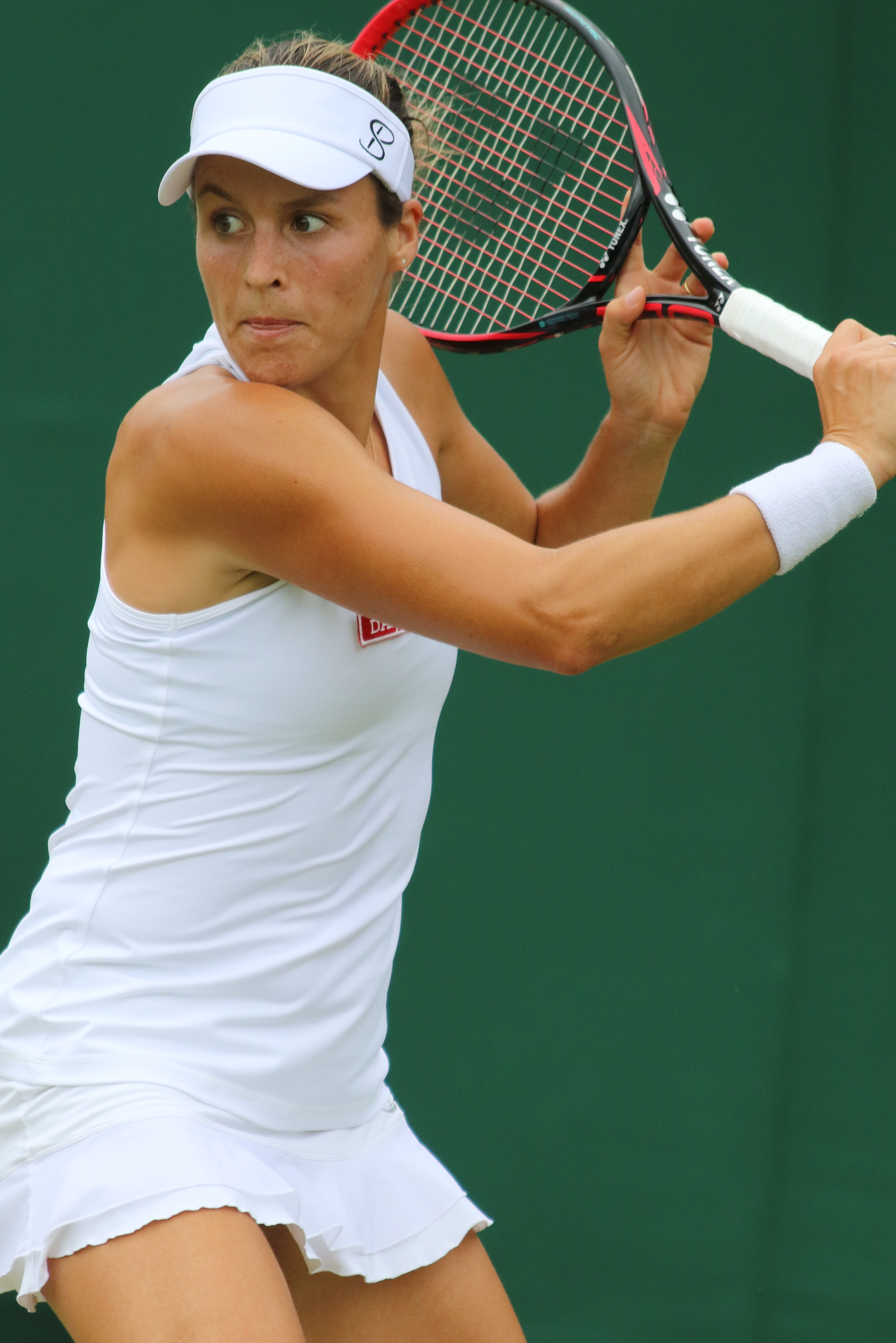
Tatjana Maria (* 1987)

- Maria, Thomas Walter (* 1971), deutscher Saxophonist, Komponist, Arrangeur und Sänger
- Maria, Victor Saúde (1939–1999), guinea-bissauischer Politiker, Premierminister von Guinea-Bissau

#### Maria-

##### Maria-A
- Maria-Adelheid (1894–1924), Großherzogin von Luxemburg (1912–1919)

##### Maria-E
- Maria-Eugen vom Kinde Jesus (1894–1967), römisch-katholischer Ordenspriester, Seliger

##### Maria-L
- Maria-Luise von Hannover-Cumberland (1879–1948), Prinzessin von Großbritannien und Irland, Herzogin zu Braunschweig und Lüneburg

#### Mariac
- Mariaca, Fernando (* 1959), spanischer Gewichtheber
- Mariacher, Hans (1910–1985), österreichischer Skispringer
- Mariacher, Heinz (* 1955), österreichischer Kletterer
- Mariacher, Heribert (* 1965), österreichischer Politiker (FPÖ), Landtagsabgeordneter in Tirol
- Mariacher, Stephan (1860–1937), österreichischer Zisterzienser, Abt des Stiftes Stams (1895 bis 1937)

#### Mariad
- Mariadoss, Devadass Ambrose (1947–2024), indischer Geistlicher, römisch-katholischer Bischof von Tanjore

#### Mariag
- Mariage, Léa (* 2000), deutsche Synchronsprecherin

#### Marial
- Marial, Augustino, sudanesischer Boxer
- Marial, Guor (* 1984), sudanesischer Marathonläufer
- Marialva, António Luís de Meneses, 1. Marquês de (1603–1675), portugiesischer Feldherr der Restauraçao

#### Mariam
- Mariam al-Asturlabi, Astronomin aus Aleppo
- Mariam Eradze (* 1998), isländische Handballspielerin und Volleyballspielerin
- Mariam Ibrahim Farah, dschibutische Politikerin
- Mariam uz-Zamani (1542–1623), Gattin des Großmoguls Akbar; Mutter des Thronfolger JahangirMariam uz-Zamani (1542–1623)

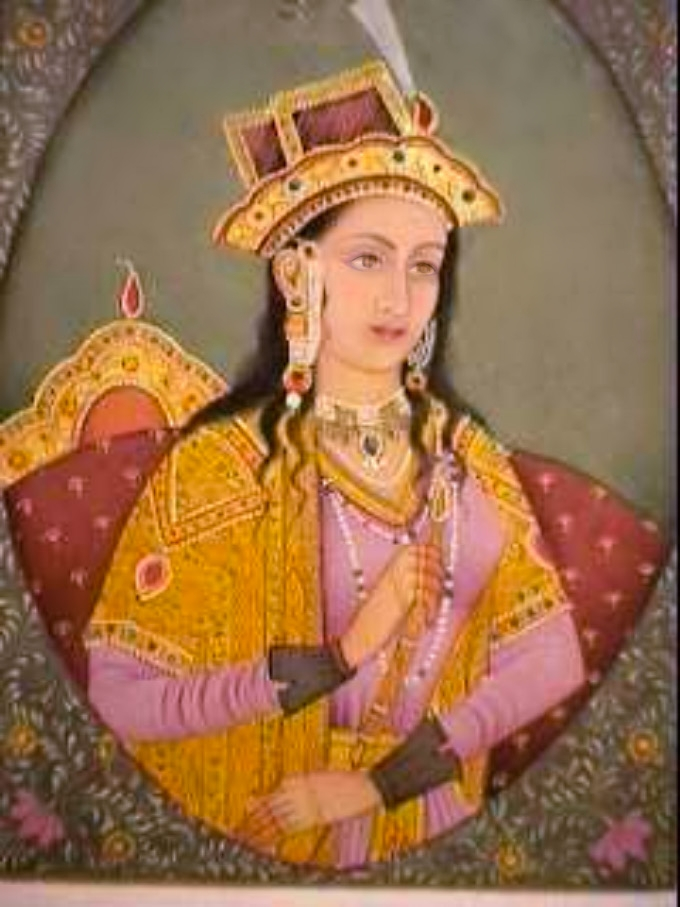
Mariam uz-Zamani (1542–1623)

- Mariamne, Schwester des Apostels Philippus in der griechischen Überlieferung die
- Mariamne, Tochter des Simon Boethos, dritte Frau Herodes des Großen
- Mariamne I. († 29 v. Chr.), Prinzessin der Hasmonäer-Dynastie, zweite Frau Herodes des Großen

#### Marian
- Marian von Bardowick († 782), Diakon und Glaubensbote an der unteren Elbe, Heiliger
- Marian, Bazil (1922–2008), rumänischer Fußballspieler und -trainer
- Marian, Charlotte (* 1937), deutsche Schlagersängerin
- Marian, Edwin (1928–2018), deutscher Schauspieler
- Marian, Ferdinand (1859–1942), österreichischer Opernsänger (Bass), Gesangspädagoge und Theaterregisseur
- Marian, Ferdinand (1902–1946), österreichischer Schauspieler
- Marian, Friedrich (1817–1869), böhmischer Chemiker
- Marian, Johannes (* 1962), österreichischer Pianist und Universitätsprofessor für Klavier
- Marian, Lara (* 1987), deutsche Schauspielerin
- Marian, Michèle (* 1963), deutsche Schauspielerin
- Marian, Nèle (1906–2005), kongolesisch-belgische Schriftstellerin, Dichterin und Journalistin
- Marian, Radu (* 1977), moldauischer Sopranist
- Marian, Teodor (* 1904), rumänischer Rugbyspieler
- Mariana de Jesús de Paredes y Flores (1618–1645), Ordensfrau, Heilige, Jungfrau
- Mariana, Juan de (1536–1624), spanischer Jesuit, Historiker und StaatstheoretikerJuan de Mariana (1536–1624)

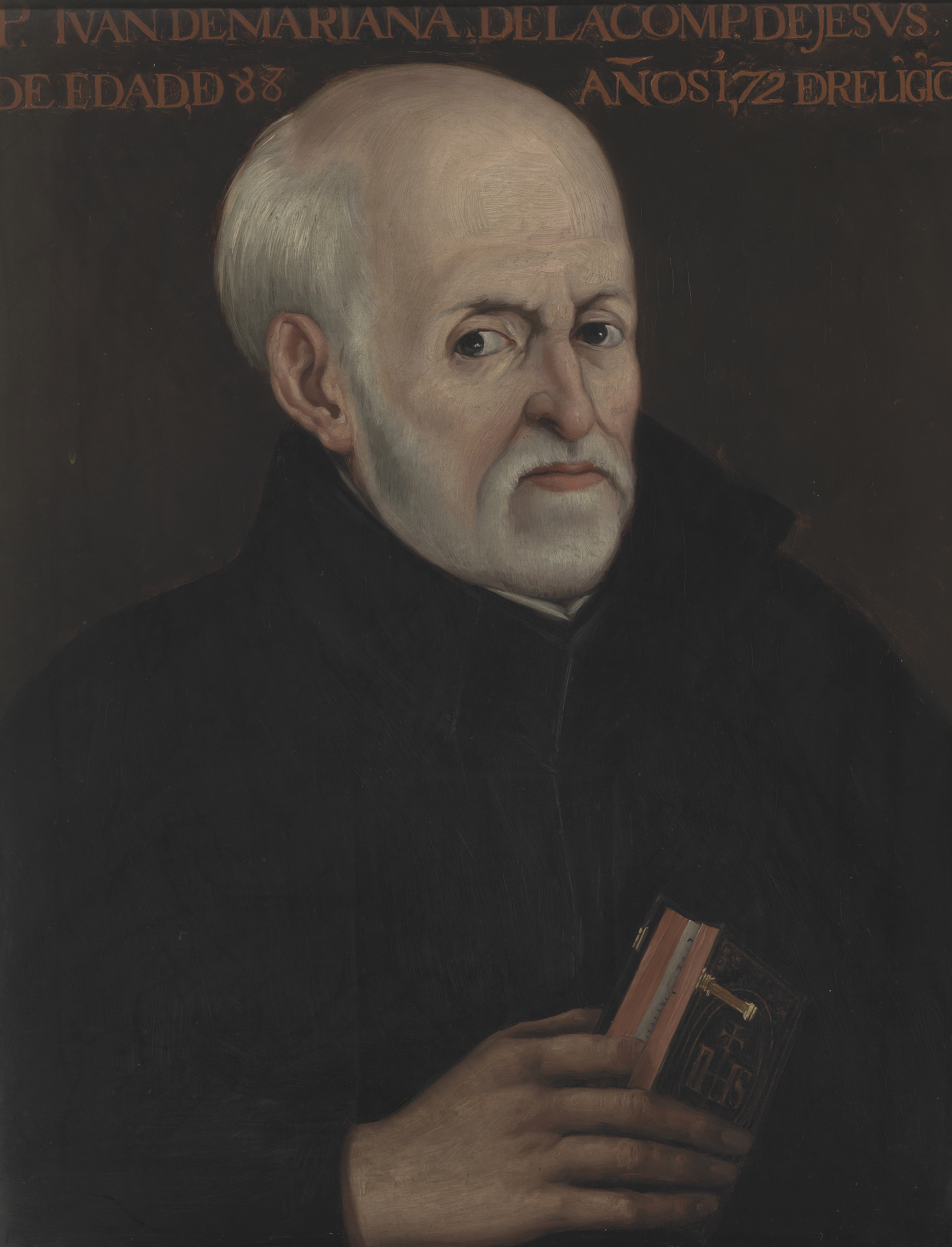
Juan de Mariana (1536–1624)

- Marianelli, Dario (* 1963), italienischer Filmmusikkomponist
- Mariani Campolieti, Virginia (1869–1941), italienische Pianistin, Dirigentin und Komponistin
- Mariani, Angelo (1821–1873), italienischer Komponist und Dirigent
- Mariani, Ashley (* 1994), US-amerikanische Volleyballspielerin
- Mariani, Carlo Maria (1931–2021), italienischer Maler
- Mariani, Carolina (* 1972), argentinische Judoka
- Mariani, Domenico (1863–1939), italienischer Geistlicher, Kardinal der römisch-katholischen Kirche
- Mariani, Felice (* 1954), italienischer Judoka
- Mariani, Fiorella, italienische Regisseurin
- Mariani, Giorgio (1946–2011), italienischer Fußballspieler
- Mariani, Giovanni (1919–1991), italienischer Geistlicher, römisch-katholischer Erzbischof und vatikanischer Diplomat
- Mariani, Giuseppe, italienischer Filmschaffender
- Mariani, Giuseppe (1681–1731), italienischer Architekt
- Mariani, Isacco (1892–1925), italienischer Motorradrennfahrer
- Mariani, Lucio (1865–1924), italienischer Klassischer Archäologe
- Mariani, Marco (* 1968), italienischer Curler
- Mariani, Matilde (* 2002), italienische Tennisspielerin
- Mariani, Maurizio (* 1982), italienischer Fußballschiedsrichter
- Mariani, Orazio (1915–1981), italienischer Leichtathlet
- Mariani, Roberto (1893–1946), argentinischer Schriftsteller
- Mariani, Scott (* 1968), schottischer Musiker, Journalist und Schriftsteller
- Mariani, Thierry (* 1958), französischer Politiker, MdEP
- Marianín (* 1946), spanischer Fußballspieler
- Marianne von Oranien-Nassau (1810–1883), Prinzessin der Niederlande und von PreußenMarianne von Oranien-Nassau (1810–1883)

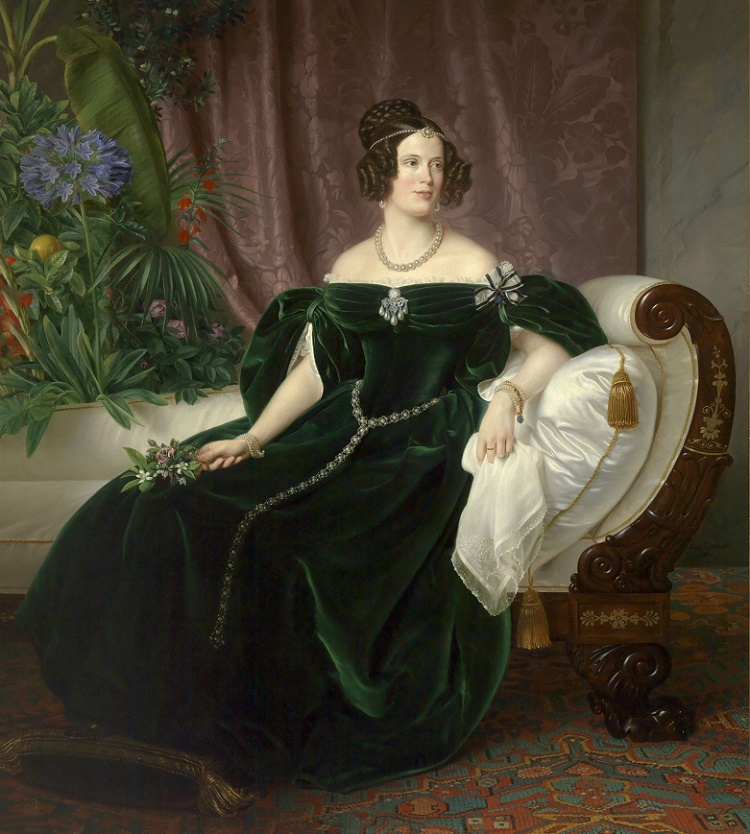
Marianne von Oranien-Nassau (1810–1883)

- Mariano (* 1986), brasilianischer Fußballspieler
- Mariano (* 1993), spanisch-dominikanischer Fußballspieler
- Mariano I. Salusio I. († 1058), Judike von Cagliari
- Mariano, Armindo Soares (1947–2023), indonesisch-osttimoresischer Politiker
- Mariano, Arthur (* 1993), brasilianischer Kunstturner
- Mariano, Arthur da Silva (* 1997), brasilianischer Beachvolleyballspieler
- Mariano, Brian (* 1985), niederländischer Sprinter
- Mariano, Charlie (1923–2009), amerikanischer Saxophonist
- Mariano, Fernando Henrique (* 1967), brasilianischer Fußballspieler
- Mariano, Gabriel (1928–2002), kap-verdischer Schriftsteller
- Mariano, Guy (* 1976), US-amerikanischer Skateboard-Fahrer
- Mariano, Patricio G. (1877–1935), philippinischer Dramatiker, Dichter, Journalist, Schriftsteller, Revolutionär, Komponist, Musiker und Maler
- Marianowicz, Antoni (1923–2003), polnischer Diplomat, Journalist und Schriftsteller
- Marianowicz, Martin (* 1955), deutscher Orthopäde, Medizinunternehmer und Buchautor
- Marianowska, Barbara (1947–2012), polnische Politikerin, Mitglied des Sejm
- Marianus, Statthalter der Provinz Achaea
- Marianus Scottus († 1081), irischer Mönch, Gelehrter und Klostergründer
- Marianus Scotus (* 1028), mittelalterlicher irischer Chronist

#### Mariap
- Mariappa, Adrian (* 1986), jamaikanischer Fußballspieler

#### Marias
- Marías Aguilera, Julián (1914–2005), spanischer Philosoph
- Marías, Javier (1951–2022), spanischer SchriftstellerJavier Marías (1951–2022)

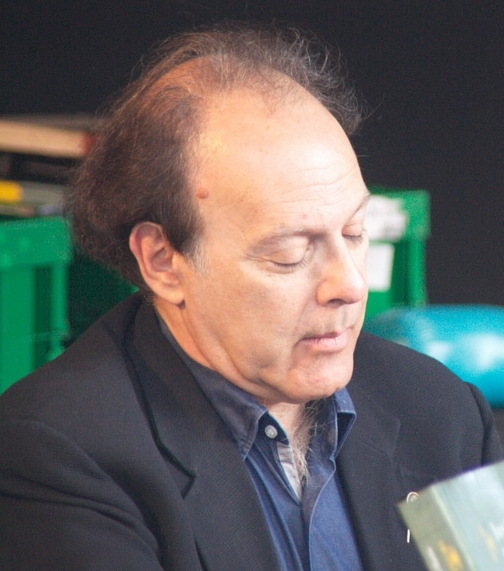
Javier Marías (1951–2022)

- Marias, Notis (* 1957), griechischer Politiker
- Mariaselvam, Pablo (1897–1954), indischer Ordensgeistlicher, Bischof von Vellore
- Mariássy, Andreas (1759–1846), k. k. Feldzeugmeister und Ritter des Maria Theresia-Ordens

#### Mariat
- Mariat, René (1911–1969), französischer Politiker, Mitglied der Nationalversammlung
- Mariátegui Arellano, José Carlos (1929–2006), peruanischer Diplomat
- Mariátegui Chiappe, Sandro (1921–2013), peruanischer Politiker
- Mariátegui, José Carlos (1894–1930), peruanischer Journalist, Autor, Philosoph und Politiker marxistischer Ideengehalte

#### Mariau
- Mariaux, Franz (1898–1986), deutscher Journalist und Schriftsteller
- Mariaux, Walter (1894–1963), deutscher Jesuit

### Marib
- Maribelle (* 1960), niederländische Sängerin

### Maric
- Marić, Aleks (* 1984), australischer Basketballspieler
- Maric, Aleksandar (* 1999), österreichischer Fußballspieler
- Marić, Alisa (* 1970), serbische Schachspielerin und Politikerin
- Maric, Dave (* 1970), britischer Komponist und Pianist
- Maric, Dean (* 1989), österreichischer Fußballspieler
- Marić, Enver (* 1948), jugoslawischer FußballtorhüterEnver Marić (* 1948)

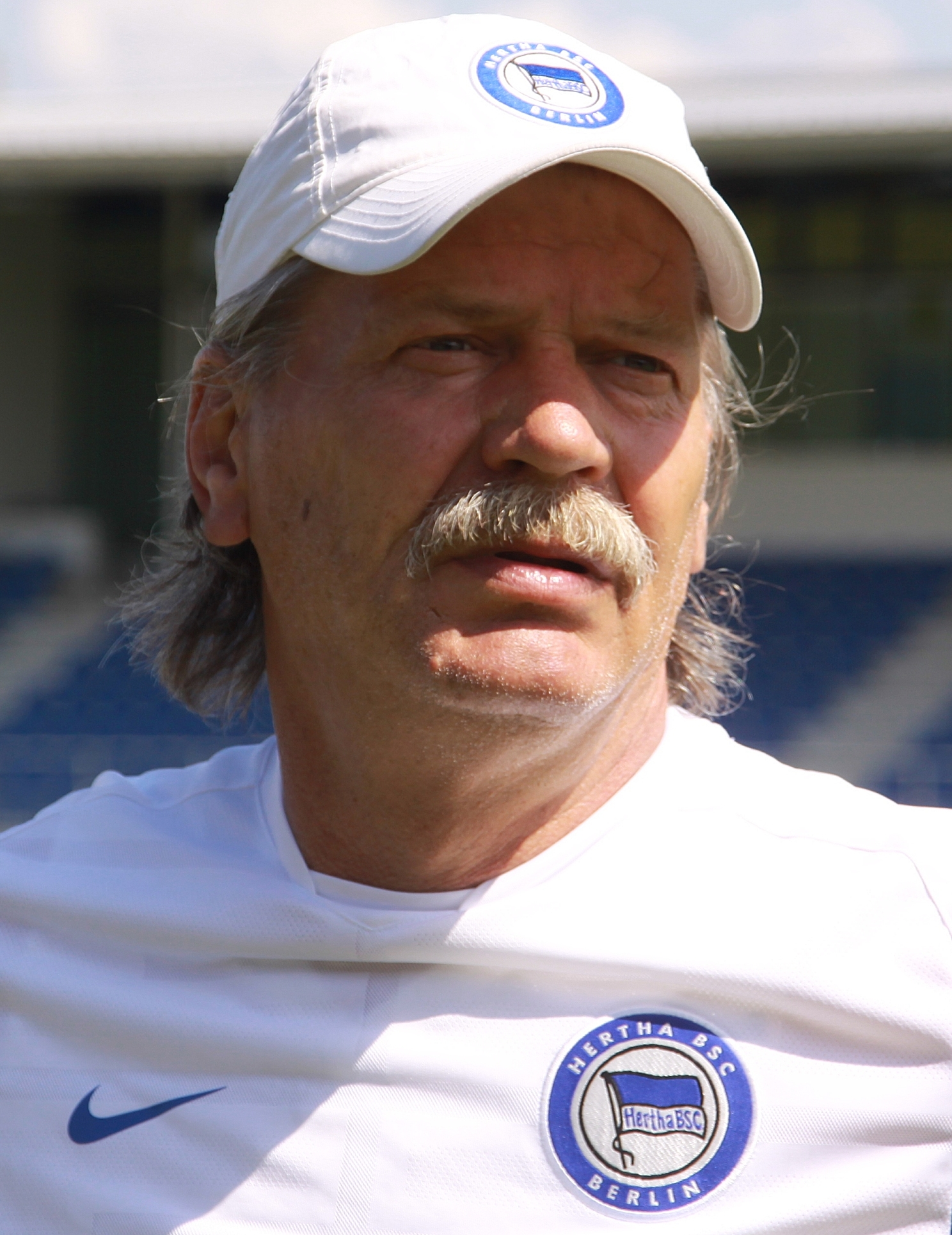
Enver Marić (* 1948)

- Marić, Jago (* 1979), kroatischer Fußballspieler
- Marič, Janez (* 1975), slowenischer Biathlet
- Marić, Leo (* 1974), jugoslawischer Fußballspieler
- Marić, Lieserl (* 1902), Tochter von Mileva Marić und Albert Einstein
- Marić, Ljubica (1909–2003), serbische Komponistin
- Marić, Ljubomir (* 1950), serbischer Politiker und Bürgermeister von Ćuprija
- Maric, Luca (* 1965), deutscher Schauspieler serbischer Herkunft
- Marič, Luka (* 2001), slowenischer Fußballspieler
- Marić, Luka (* 2002), österreichischer Fußballspieler
- Marić, Marijo (* 1977), kroatischer Fußballspieler und -trainer
- Marić, Marino (* 1990), kroatischer Handballspieler
- Marić, Marko (* 1996), kroatischer Fußballspieler
- Marić, Mateo (* 1998), bosnischer Fußballspieler
- Marić, Mijat (* 1984), Schweizer Fussballspieler
- Marić, Milan (* 1990), serbischer Filmschauspieler
- Marić, Mileva (1875–1948), Erste Ehefrau von Albert EinsteinMileva Marić (1875–1948)

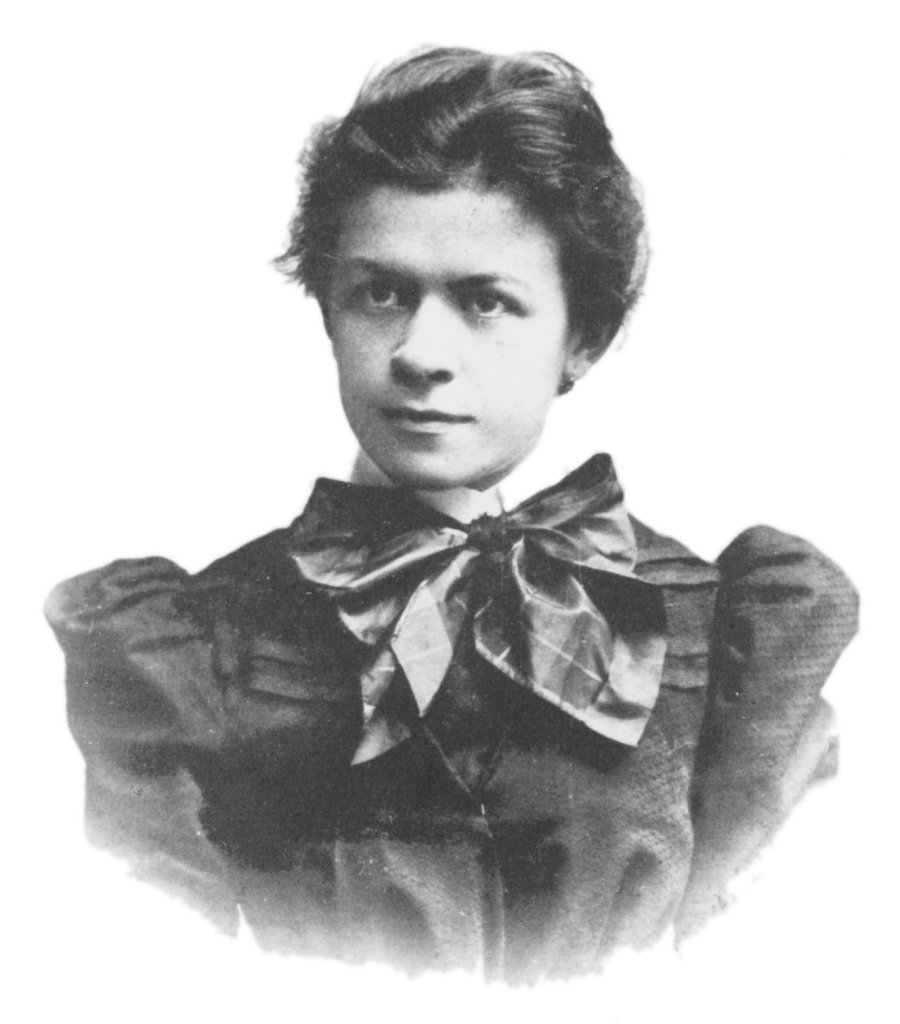
Mileva Marić (1875–1948)

- Marič, Milidrag (* 1983), slowenischer Fußballspieler
- Marić, Miloš (* 1982), serbischer Fußballspieler
- Marić, Rudolf (1927–1990), jugoslawischer Schachmeister und Autor
- Marić, Silvio (* 1975), kroatischer Fußballspieler und -trainer
- Marić, Tomislav (* 1973), kroatischer Fußballspieler und -trainerTomislav Marić (* 1973)

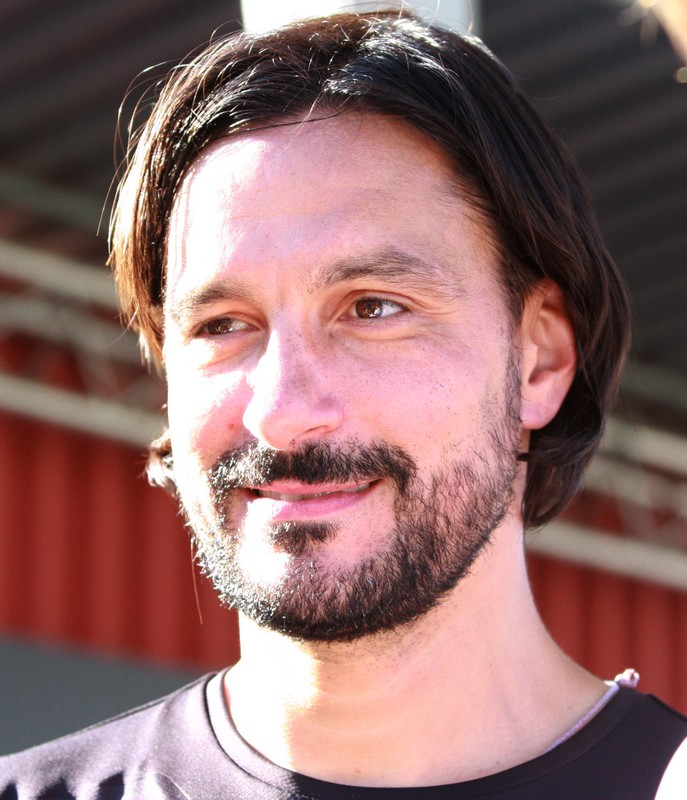
Tomislav Marić (* 1973)

- Marić, Žana (* 1989), kroatische Handballspielerin
- Marica, Ciprian (* 1985), rumänischer Fußballspieler
- Marican, Mohd Hassan (* 1952), malaysischer Unternehmer
- Maricel, deutsche Musicaldarstellerin und Popsängerin
- Maricevich Fleitas, Aníbal (1917–1996), paraguayischer römisch-katholischer Bischof
- Marichal, Juan (* 1937), dominikanischer Baseballspieler
- Marichal, Nicolás (* 2001), uruguayischer Fußballspieler
- Marichal, Robert (1904–1999), französischer Historiker, Altphilologe, Romanist und Mediävist
- Marichal, Thierry (* 1973), belgischer Radrennfahrer
- Marichalar, Jaime de (* 1963), spanischer Adliger, Ehemann von Elena von Spanien (1995–2010)
- Maričić, Miran (* 1997), kroatischer Sportschütze
- Maricic, Tomas (* 1995), australisch-kroatischer Fußballspieler
- Maričić, Veljko (1907–1973), jugoslawischer Schauspieler
- Maricich, Maria (* 1961), US-amerikanische Skirennläuferin
- Maricle, Sherrie (* 1963), amerikanische Jazz-Schlagzeugerin und Komponistin

### Marid
- Marida, Sklavin und Konkubine des Abbasiden-Kalifen Harun ar-Raschid und Mutter des Abbasiden-Kalifen al-Muʿtasim
- Maridor, Alexis (1848–1909), Schweizer Schriftsteller
- Maridueña, Xolo (* 2001), US-amerikanischer FilmschauspielerXolo Maridueña (* 2001)

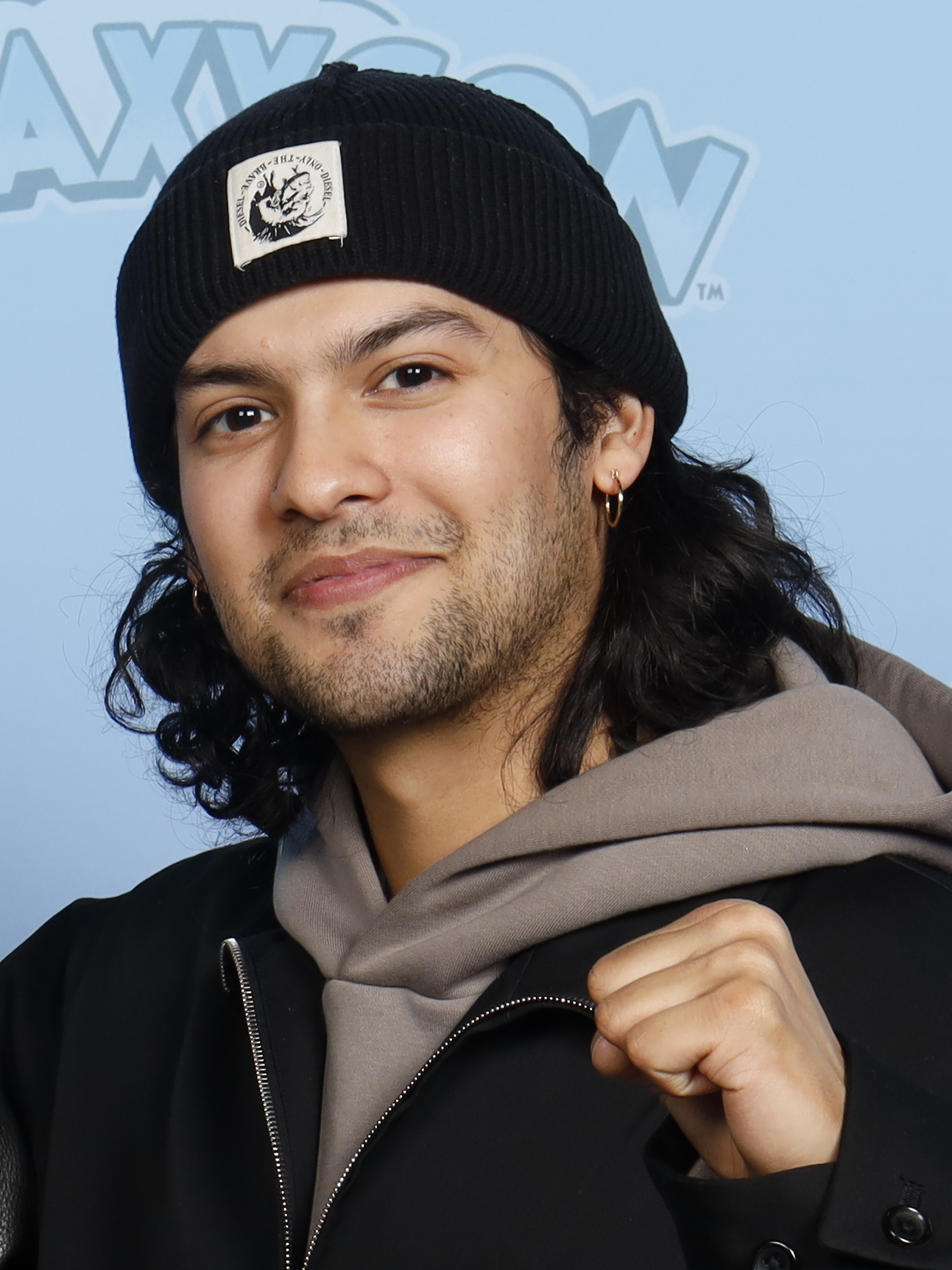
Xolo Maridueña (* 2001)

### Marie
- Marie († 1547), Gräfin von Saint-Pol, Marle, Soissons und Conversano
- Marie (1878–1948), Mitglied des herzoglichen Hauses Mecklenburg-Strelitz
- Marie (1949–1990), französische Chansonsängerin
- Marie Alexandra von Baden (1902–1944), badische Prinzessin und durch Heirat ein Mitglied des Hauses Hessen
- Marie Amalie von Baden († 1888), badische Prinzessin und Duchess of Hamilton
- Marie Anna von Sachsen-Altenburg (1864–1918), Prinzessin von Sachsen-Altenburg und durch Heirat Fürstin zu Schaumburg-Lippe
- Marie Anne de Bourbon (1666–1739), durch Heirat Fürstin von Conti
- Marie Antoinette zu Mecklenburg (1884–1944), Herzogin zu Mecklenburg
- Marie Catherine Brignole (1737–1813), Fürstin von Monaco und von Condé
- Marie Christine d’Orléans (1813–1839), französische Prinzessin und Herzogin von Württemberg
- Marie Clothilde von Frankreich (1759–1802), französische Prinzessin, durch Heirat Königin von Sardinien-Piemont
- Marie Clotilde von Savoyen (1843–1911), Prinzessin von Italien
- Marie d’Anjou (1404–1463), französische Königin, Ehefrau Karls VII.Marie d’Anjou (1404–1463)

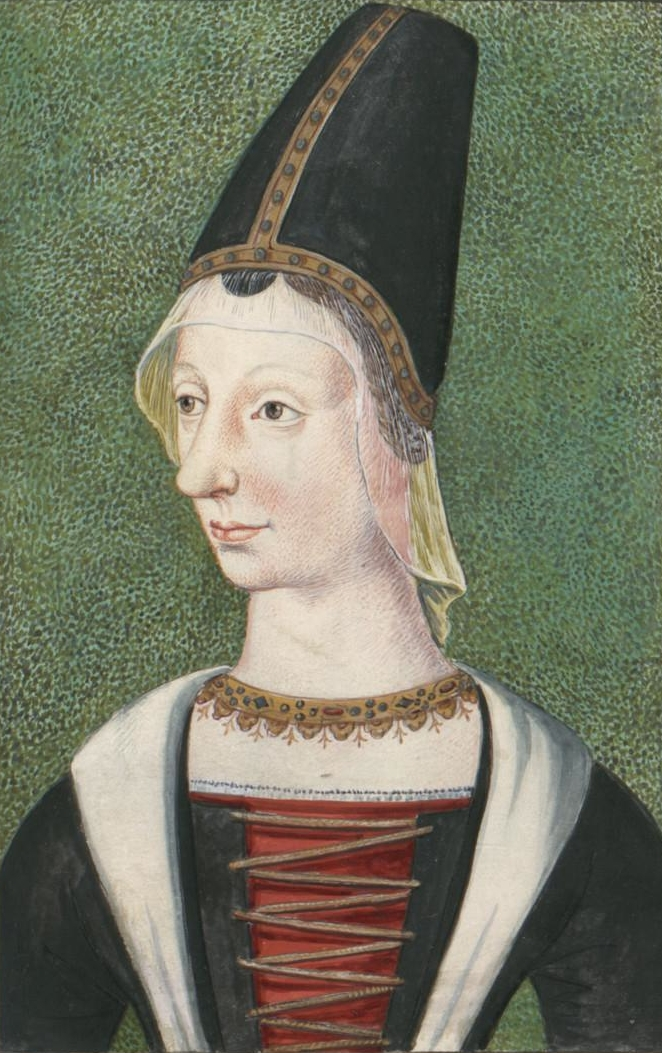
Marie d’Anjou (1404–1463)

- Marie de Champagne (1145–1198), Regentin der Champagne
- Marie de Coucy (1366–1405), Gräfin von Soissons, Baroness von Coucy, Herrin von Marle und Oisy
- Marie de France, französischsprachige Dichterin
- Marie de la Croix (1840–1917), französische Ordensschwester und Mystikerin
- Marie de l’Incarnation (1599–1672), französische Nonne, Mystikerin und Missionarin
- Marie de Montgascon (1376–1437), französische Adlige
- Marie de Ponthieu († 1250), Gräfin von Ponthieu
- Marie d’Orléans (1457–1493), französische Prinzessin und durch Heirat Gräfin von Étampes und Vizegräfin von Narbonne
- Marie d’Orléans (1865–1909), französische Prinzessin, Prinzessin von Dänemark
- Marie Eleonore von Anhalt-Dessau (1671–1756), Fürstin Radziwiłł
- Marie Eleonore von Brandenburg (1607–1675), Prinzessin von Brandenburg sowie Pfalzgräfin und Regentin von Simmern (1655–1658)
- Marie Eleonore von Jülich-Kleve-Berg (1550–1608), durch Heirat Herzogin von Preußen
- Marie Elisabeth von Braunschweig-Wolfenbüttel (1638–1687), Herzogin von Sachsen-Eisenach und Sachsen-Coburg-Gotha
- Marie Elisabeth von Hessen-Darmstadt (1656–1715), Herzogin von Sachsen-Römhild
- Marie Elisabeth von Sachsen-Meiningen (1853–1923), deutsche Adelige, Prinzessin von Sachsen-Meiningen und Komponistin
- Marie Elisabeth von Schleswig-Holstein-Gottorf (1634–1665), Landgräfin von Hessen-Darmstadt
- Marie Elisabeth von Schleswig-Holstein-Gottorf (1678–1755), Äbtissin des Stifts Quedlinburg
- Marie Elisabeth zu Mecklenburg (1646–1713), Prinzessin aus dem Haus Mecklenburg-Schwerin, Äbtissin von Gandersheim
- Marie Euphrosine von Pfalz-Zweibrücken-Kleeburg (1625–1687), Gräfin De la Gardie
- Marie France (* 1946), französische Sängerin und Schauspielerin
- Marie Friederike von Hessen-Kassel (1768–1839), deutsche Adlige
- Marie Hedwig von Hessen-Darmstadt (1647–1680), Herzogin von Sachsen-Meiningen
- Marie Henriette von Österreich (1836–1902), Königin der Belgier
- Marie José von Belgien (1906–2001), belgische Adelige, Tochter des belgischen Königs Albert I., letzte Königin von ItalienMarie José von Belgien (1906–2001)
- Marie Line, französische Sängerin

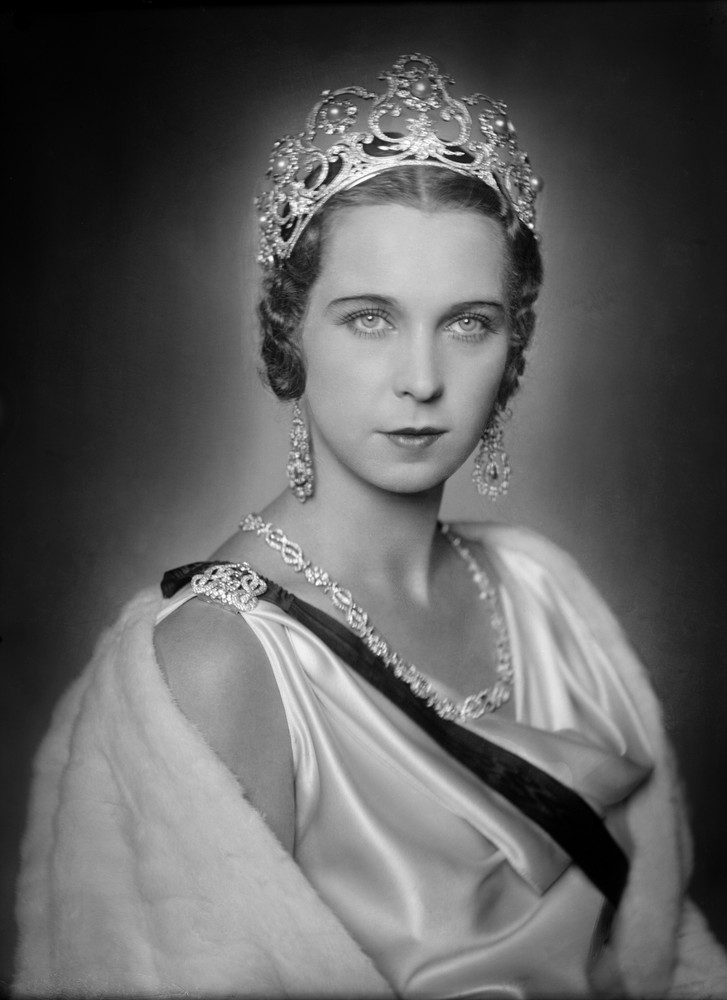
Marie José von Belgien (1906–2001)

- Marie Louise d’Orléans (1662–1689), französische Adelige, spanische Königin
- Marie Louise Élisabeth de Bourbon (1727–1759), Prinzessin von Frankreich und Herzogin von Parma
- Marie Louise Élisabeth d’Orléans (1695–1719), französische Prinzessin und Herzogin von Berry
- Marie Louise von Bourbon-Parma (1870–1899), Prinzessin von Parma und Fürstin von Bulgarien
- Marie Louise von Schleswig-Holstein-Sonderburg-Augustenburg (1872–1956), Mitglied der britischen königlichen Familie
- Marie Luise von Hessen-Kassel (1688–1765), Prinzessin von Hessen-Kassel, durch Heirat Fürstin von Nassau-Dietz und Prinzessin von Oranien
- Marie Madeleine (1881–1944), deutsche Schriftstellerin und Lyrikerin
- Marie N (* 1973), lettische Pop- und Musical-Sängerin
- Marie Sophie von der Pfalz (1666–1699), Pfalzgräfin von der Pfalz, durch Heirat Königin von Portugal
- Marie Therese (1927–1994), niederländisch-deutsche Gründerin des Ordens Communio in Christo
- Marie Thérèse Charlotte de Bourbon (1778–1851), Herzogin von Angoulême (ab 1799), Dauphine (1824–1830/36) und Titularkönigin von Frankreich (1836–1844)
- Marie Therese von Braganza (1855–1944), Prinzessin von Bragança und Infantin von Portugal
- Marie Therese von Österreich-Este (1849–1919), Erzherzogin von Österreich-Este, Prinzessin von Modena und Königin von Bayern (1913–1918)
- Marie Theresia von Österreich (1845–1927), Mitglied des österreichischen Herrscherhauses Habsburg-Lothringen
- Marie Valerie von Österreich (1868–1924), Erzherzogin von Österreich, österreichische KaisertochterMarie Valerie von Österreich (1868–1924)

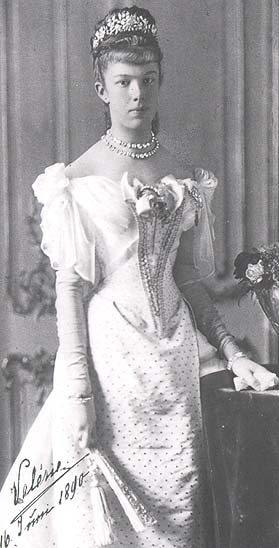
Marie Valerie von Österreich (1868–1924)

- Marie von Baden (1782–1808), Prinzessin von Baden und durch Heirat Herzogin von Braunschweig
- Marie von Baden (1865–1939), Prinzessin von Baden, durch Heirat Herzogin von Anhalt
- Marie von Brandenburg-Kulmbach (1519–1567), Kurfürstin von der Pfalz
- Marie von Champagne († 1204), Gräfin von Flandern und lateinische Kaiserin von Konstantinopel
- Marie von Châtillon-Blois († 1404), Herzogin von Anjou, Herrin von Guise
- Marie von Dänemark (* 1976), dänische Adelige, Prinzessin von Dänemark
- Marie von Edinburgh (1875–1938), deutsche Ehefrau von Ferdinand von Hohenzollern-Sigmaringen, Königin von RumänienMarie von Edinburgh (1875–1938)

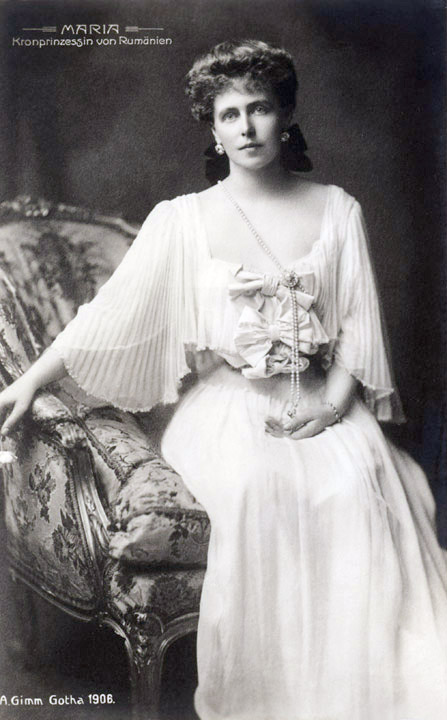
Marie von Edinburgh (1875–1938)

- Marie von Hessen-Darmstadt (1874–1878), Prinzessin von Hessen-Darmstadt
- Marie von Hessen-Kassel (1767–1852), deutsche Prinzessin, durch Heirat Königin von Dänemark
- Marie von Hessen-Kassel (1804–1888), Herzogin von Sachsen-Meiningen
- Marie von Mecklenburg-Schwerin (1856–1929), deutsch-österreichische Fürstin und Archäologin
- Marie von Oranien-Nassau (1642–1688), niederländische Prinzessin aus dem Haus Oranien, durch Heirat Pfalzgräfin von Simmern
- Marie von Oranien-Nassau (1841–1910), deutsch-niederländische Adelige
- Marie von Preußen (1579–1649), Markgräfin von Brandenburg-Bayreuth
- Marie von Preußen (1825–1889), Königin von Bayern
- Marie von Preußen (1855–1888), Mitglied aus dem Haus Hohenzollern und die Großnichte des Kaisers Wilhelm I.
- Marie von Sachsen-Altenburg (1818–1907), Prinzessin von Sachsen-Altenburg und durch Heirat die letzte Königin von Hannover
- Marie von Sachsen-Altenburg (1845–1930), Fürstin von Schwarzburg-Sondershausen
- Marie von Sachsen-Altenburg (1854–1898), Prinzessin von Preußen
- Marie von Sachsen-Weimar-Eisenach (1808–1877), Frau von Carl von Preußen
- Marie von Sachsen-Weimar-Eisenach (1849–1922), Prinzessin Reuß zu Köstritz
- Marie von Schwarzburg-Rudolstadt (1850–1922), Prinzessin von Schwarzburg-Rudolstadt; Großherzogin von Mecklenburg [-Schwerin]
- Marie von und zu Liechtenstein (1940–2021), liechtensteinische Adelige, Ehefrau des Fürsten von LiechtensteinMarie von und zu Liechtenstein (1940–2021)

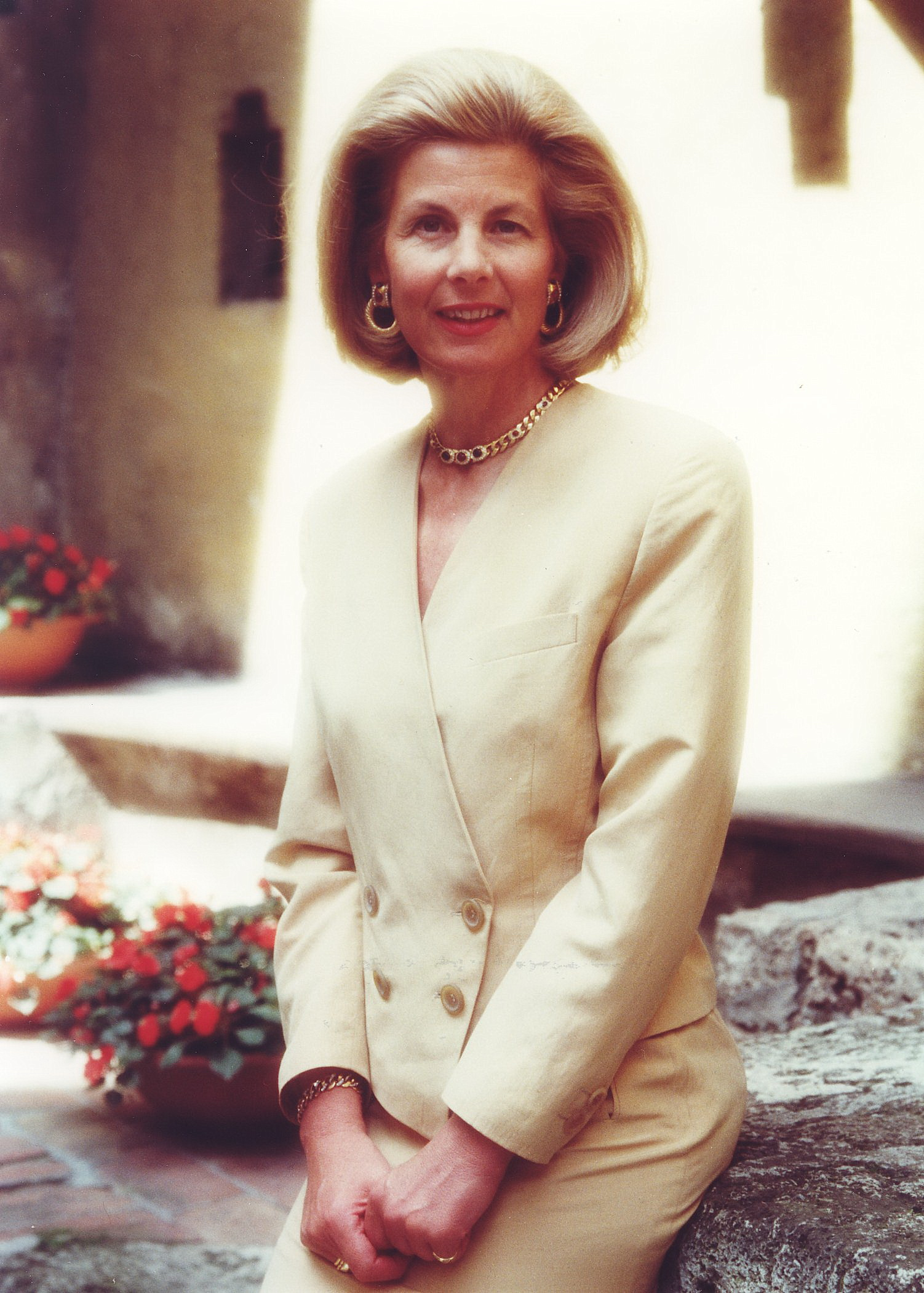
Marie von und zu Liechtenstein (1940–2021)

- Marie von Württemberg (1799–1860), Herzogin von Sachsen-Coburg und Gotha
- Marie von Württemberg (1818–1888), Landgräfin von Hessen-Philippsthal
- Marie Zéphyrine (1750–1755), Prinzessin von Frankreich, Tochter von Louis Ferdinand de Bourbon, dauphin de Viennois
- Marie zu Mecklenburg (1803–1862), Herzogin zu Mecklenburg, durch Heirat Herzogin von Sachsen-Altenburg
- Marie zu Mecklenburg (1854–1920), Großfürstin von Russland
- Marie zu Waldeck und Pyrmont (1857–1882), erste Ehefrau König Wilhelm II. von Württemberg
- Marie, Albert (* 1957), seychellischer Langstreckenläufer
- Marie, André (1897–1974), französischer Politiker der Radikalen Partei
- Marie, André-Jacques (* 1925), französischer Leichtathlet
- Marie, Ariana (* 1993), US-amerikanische Pornodarstellerin
- Marie, Aurelius (1904–1995), dominicanischer Politiker
- Marie, Constance (* 1965), US-amerikanische Schauspielerin
- Marie, Daisy (* 1984), US-amerikanische Pornodarstellerin und Model
- Marie, Jadah (* 2005), US-amerikanische Schauspielerin und Sängerin
- Marie, Jean-Étienne (1917–1989), französischer Komponist
- Marie, Max (* 2004), deutscher Fußballspieler
- Marie, Maximilien (1819–1891), französischer Mathematiker und Mathematikhistoriker
- Marie, Phoenix (* 1981), amerikanische PornodarstellerinPhoenix Marie (* 1981)

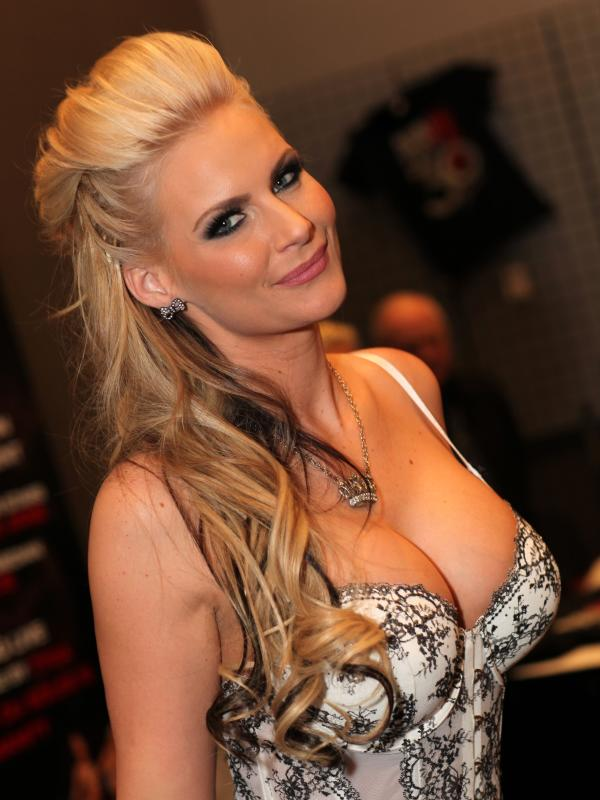
Phoenix Marie (* 1981)

- Marie, Pierre (1853–1940), französischer Neurologe
- Marie, René (1890–1971), französischer Autorennfahrer
- Marie, René (* 1955), US-amerikanische Jazz-Sängerin
- Marie, Rose (1923–2017), US-amerikanische Komikerin und Schauspielerin
- Marie, Thierry (* 1963), französischer Radrennfahrer
- Marie, Yannick (* 1985), französischer Bahn- und Straßenradrennfahrer
- Marie-Antoinette (1755–1793), Königin von Frankreich und NavarraMarie-Antoinette von Österreich-Lothringen (1755–1793)

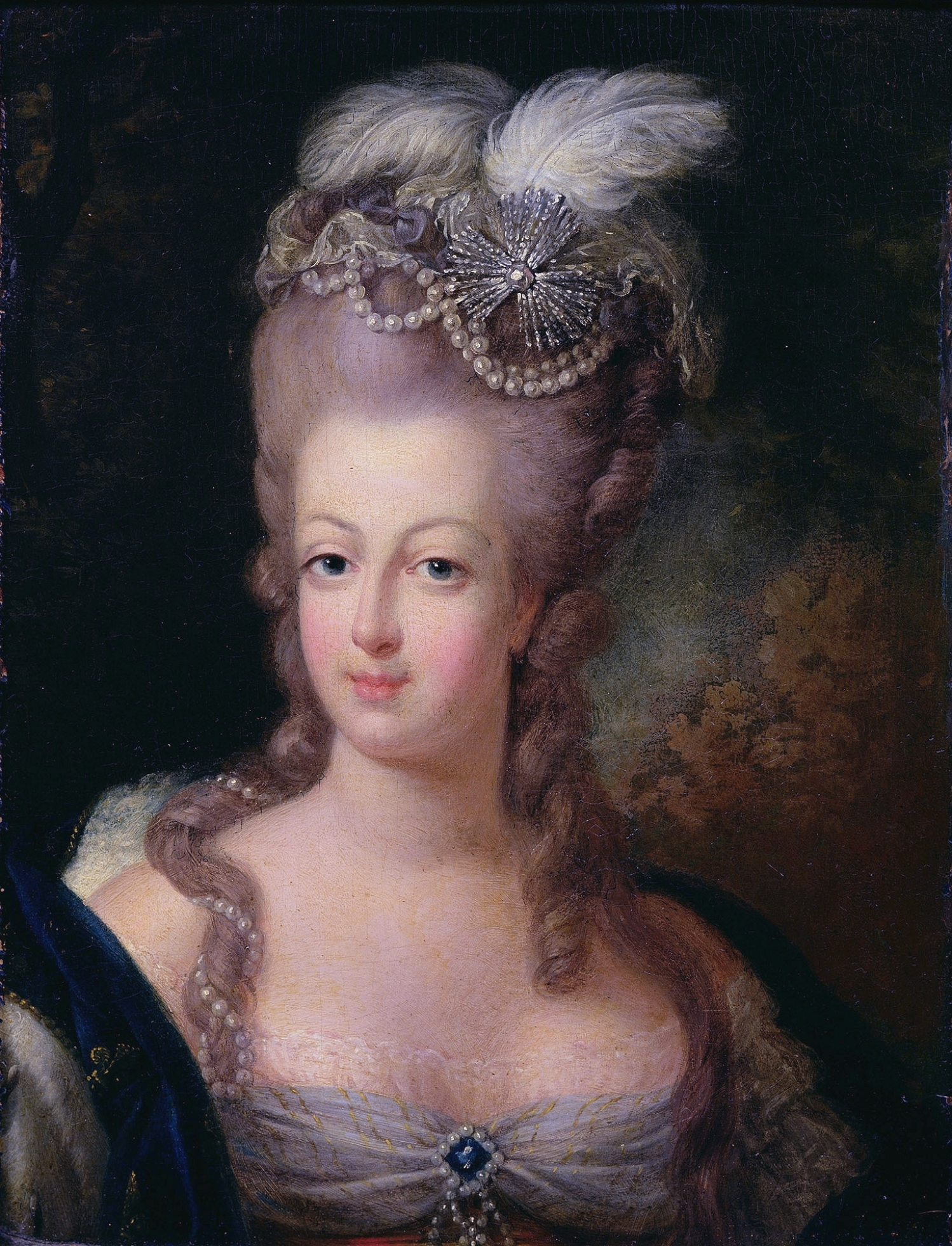
Marie-Antoinette von Österreich-Lothringen (1755–1793)

- Marie-Aurore de Saxe (1748–1821), Gräfin von Horn
- Marie-Benoît, Père (1895–1990), französischer Kapuziner und Gerechter unter den Völkern
- Marie-Chantal von Griechenland (* 1968), britische Ehefrau des griechischen Thronfolgers im Exil Paul von Griechenland
- Marie-Elisabeth de Valois (1572–1578), einziges Kind des französischen Königs Karl IX. (Frankreich) und Elisabeth von Österreich
- Marie-Esmeralda von Belgien (* 1956), belgische Journalistin, Autorin, Dokumentarfilmerin und Mitglied der Belgischen Krone
- Marie-Eugénie de Jésus (1817–1898), französische Nonne, Ordensgründerin und Heilige
- Marie-Louise von Österreich (1791–1847), Ehefrau Napoleons I.
- Marie-Louise von Savoyen-Carignan (1749–1792), französische Hofdame, Vertraute der Marie-Antoinette
- Marie-Mai (* 1984), kanadische Sängerin
- Marie-Rose, Bruno (* 1965), französischer Leichtathlet und Olympiateilnehmer
- Marie-Sainte, Maurice (1928–2017), französischer Geistlicher, römisch-katholischer Erzbischof von Saint-Pierre und Fort-de-France
- Marie-Stéphane, Sister (1888–1985), kanadische Musikpädagogin und Komponistin
- Marie-Thérèse (1667–1672), Prinzessin von Frankreich und Navarra
- Marie-Therese vom Herzen Jesu (1809–1863), französische römisch-katholische Ordensfrau, Selige
- Marie-Victoire de Noailles (1688–1766), französische Adlige
- Marielle, Jean-Pierre (1932–2019), französischer SchauspielerJean-Pierre Marielle (1932–2019)

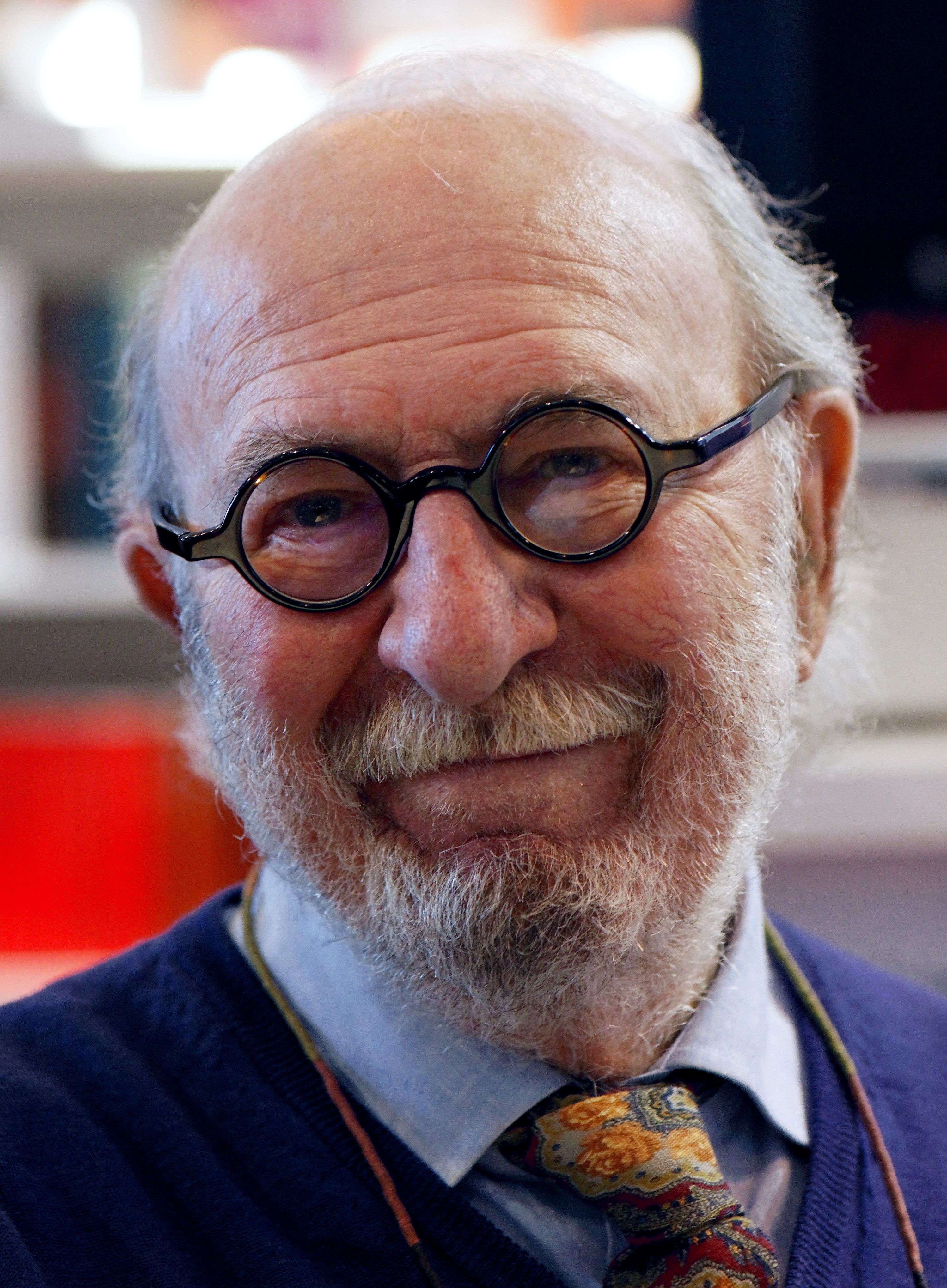
Jean-Pierre Marielle (1932–2019)

- Marieluz Garcés, Pedro (* 1780), peruanischer römisch-katholischer Ordenspriester, Märtyrer des Beichtgeheimnisses
- MarieMarie (* 1984), deutsche Harfenistin und Singer-Songwriterin
- Mariemma (1917–2008), spanische Ballett- und Flamenco-Tänzerin
- Marien, Christian (* 1975), deutscher Jazz- und Improvisationsmusiker (Schlagzeug)
- Mariën, Christof (* 1977), belgischer Straßenradrennfahrer
- Mariën, Hanna (* 1982), belgische Sprinterin
- Mariën, Marcel (1920–1993), belgischer Schriftsteller, Künstler, Fotograf und Kunstkritiker französischer Sprache
- Marien, Robert (* 1981), deutscher Fußballfunktionär
- Marienburg, Georg Friedrich (1820–1881), Sprachforscher und Heimatkundler der Siebenbürger Sachsen
- Marienburg, Lukas Joseph (1770–1821), siebenbürgisch-sächsischer Historiker, Lehrer und Pfarrer
- Marienfeld, Angelika (* 1954), deutsche Juristin, Verwaltungsbeamtin und Politikerin (SPD)
- Marienfeld, Claire (* 1940), deutsche Politikerin (CSU, CDU), MdB
- Marienfeld, Julie (* 2007), deutsche Kinderdarstellerin
- Marienfeld, Stephan (* 1966), deutscher Bildhauer
- Marienfeld, Werner (1908–1989), evangelischer Pfarrer
- Marienfeld, Werner (* 1941), deutscher Fußballspieler
- Marienhof, Anatoli Borissowitsch (1897–1962), russischer Schriftsteller
- Marienthal, Eli (* 1986), US-amerikanischer Bühnen-/Filmschauspieler und SynchronsprecherEli Marienthal (* 1986)

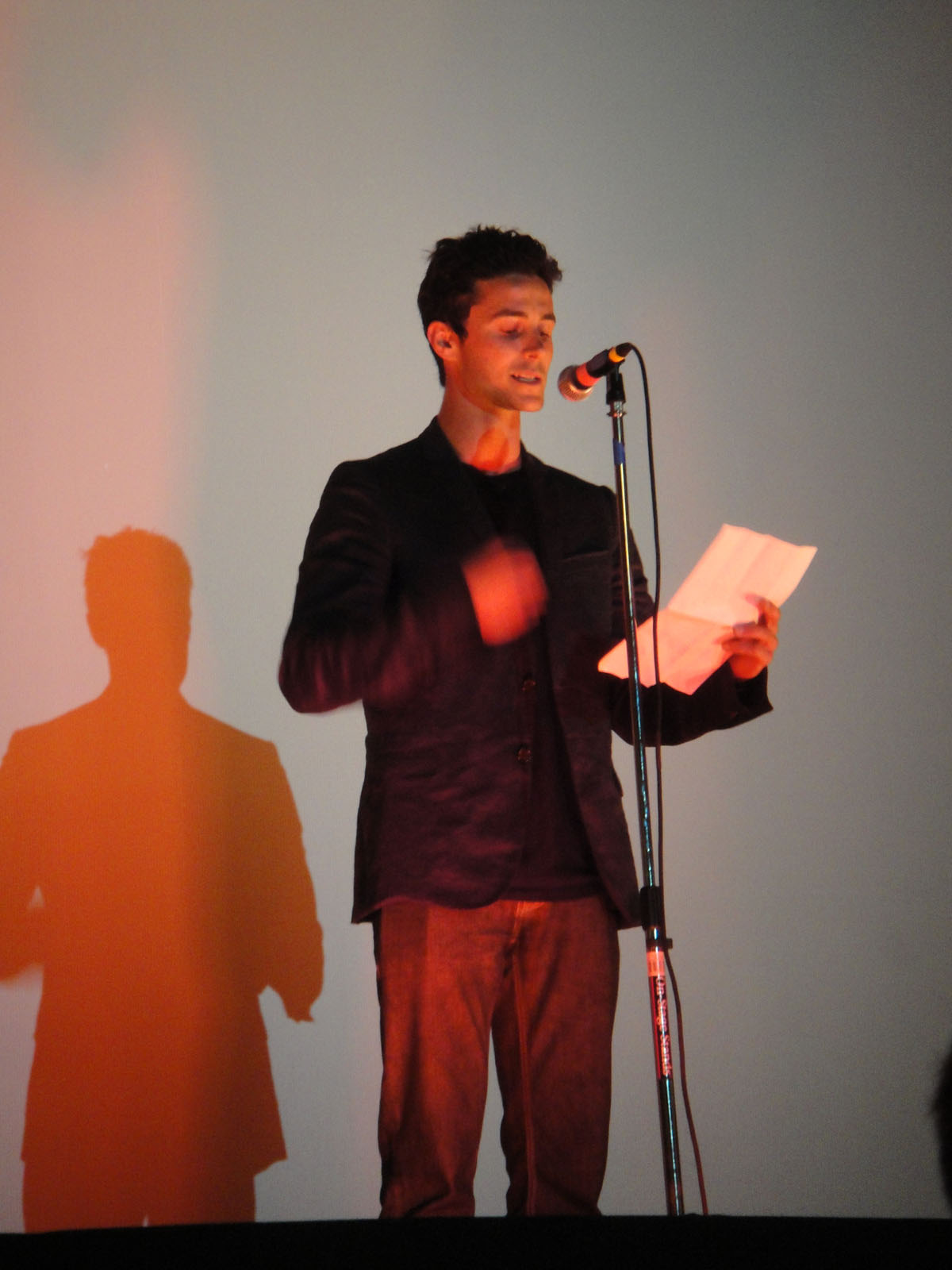
Eli Marienthal (* 1986)

- Marienthal, Eric (* 1957), US-amerikanischer Saxophonist
- Marienthal, Ernst Siegmund von, sächsischer Beamter
- Marienwerder, Johannes (1343–1417), deutscher Theologe
- Marier, Albert (1895–1971), kanadischer Sänger
- Marier, Céline (1871–1940), kanadische Sängerin und Gesangspädagogin
- Marieschi, Michele (1710–1744), italienischer Maler
- Mariétan, Ignace (1882–1971), Schweizer Geistlicher und Naturwissenschaftler
- Mariétan, Joseph (1874–1943), Abt der Abtei Saint-Maurice und Bischof von Bethlehem
- Mariétan, Pierre (1935–2025), Schweizer Komponist
- Mariéton, Paul (1862–1911), französischer Schriftsteller und Okzitanist
- Mariette, Auguste (1821–1881), französischer ÄgyptologeAuguste Mariette (1821–1881)

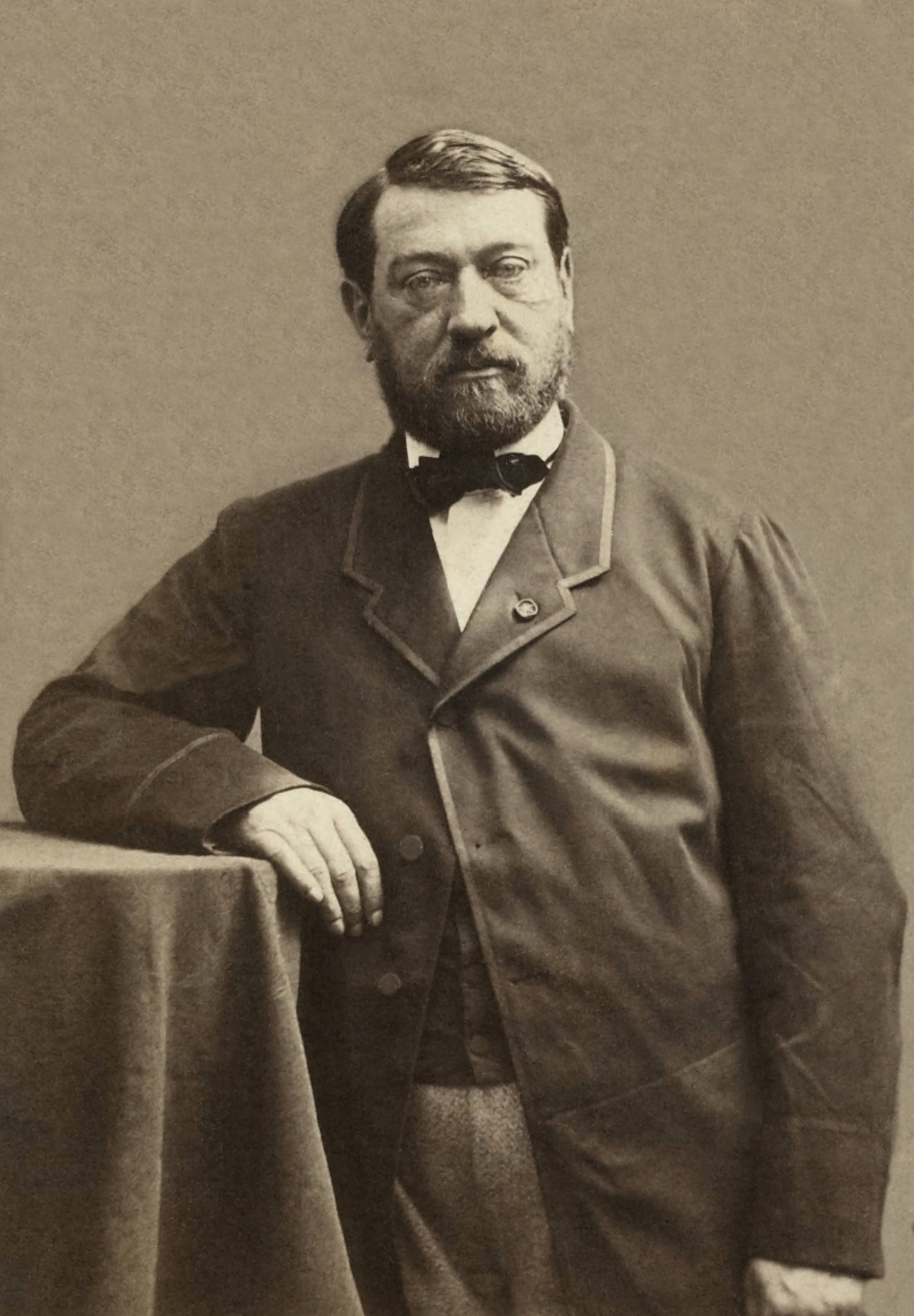
Auguste Mariette (1821–1881)

- Mariette, Denis (1666–1741), französischer Buchdrucker, Verleger und Buchhändler
- Mariette, Pierre-Jean (1694–1774), französischer Stecher, Sammler & Kunstkritiker
- Mariev, Sergei (* 1976), deutscher Byzantinist

### Marig
- Mariga, Joram (1927–2000), simbabwischer Bildhauer
- Mariga, McDonald (* 1987), kenianischer Fußballspieler
- Marighella, Carlos (1911–1969), brasilianischer Revolutionär und Theoretiker der Stadtguerilla
- Marigil, René (1928–2009), spanischer Radrennfahrer
- Marignac, Jean Charles Galissard de (1817–1894), Schweizer Chemiker
- Marignan, Robert (1910–1985), französischer Politiker
- Marignano, Renzo (1923–1987), italienischer Schauspieler
- Marigny de Grilleau (1855–1942), französischer Mathematiker, professioneller Glücksspieler
- Marigny, Enguerrand de († 1315), Kammerherr des französischen Königs Philipp IV.
- Marigny, Gaspard de Bernard de (1754–1794), französischer Offizier und General

### Marih
- Mariha (* 1981), deutsche Schauspielerin und Singer-Songwriterin
- Marihart, Johann (* 1950), österreichischer Manager

### Marii
- Mariini, Pascal (* 1960), französischer Fußballspieler

### Marij
- Marija (* 1982), bulgarische Popfolk-Sängerin
- Marija Mstislawna († 1179), Fürstin der Kiewer Rus
- Marija Temrjukowna († 1569), tscherkessische Prinzessin und Zarin von Russland
- Marija von Bulgarien, byzantinische Protovestiärin und Ehefrau von Andronikos Dukas und Mutter von Kaiserin Irene Dukaina
- Marijac (1908–1994), französischer Comiczeichner
- Marijana, Maja (* 1972), serbische Folk-/Turbo-Folk-Sängerin
- Marijanović, Robert (* 1980), deutscher Dartspieler
- Marijke (* 1979), deutsche Sängerin
- Marijnen, Franz (1943–2022), belgischer Regisseur und Theaterleiter
- Marijnen, Victor (1917–1975), niederländischer Politiker (Ministerpräsident 1963–1965)
- Marijnissen, Jan (* 1952), niederländischer Politiker (SP)
- Marijnissen, Lilian (* 1985), niederländische Politikerin
- Marijpol (* 1982), deutsche Comiczeichnerin und Illustratorin

### Marik
- Marik, Anton (* 1940), österreichischer Dirigent
- Marik, Christoph (* 1977), österreichischer Degenfechter
- Marik, György (1924–1988), ungarischer Fußballspieler und -trainer
- Mařík, Michal (* 1975), tschechischer Eishockeytorhüter
- Marik, René (* 1970), deutscher Puppenspieler, Musiker und SchauspielerRené Marik (* 1970)

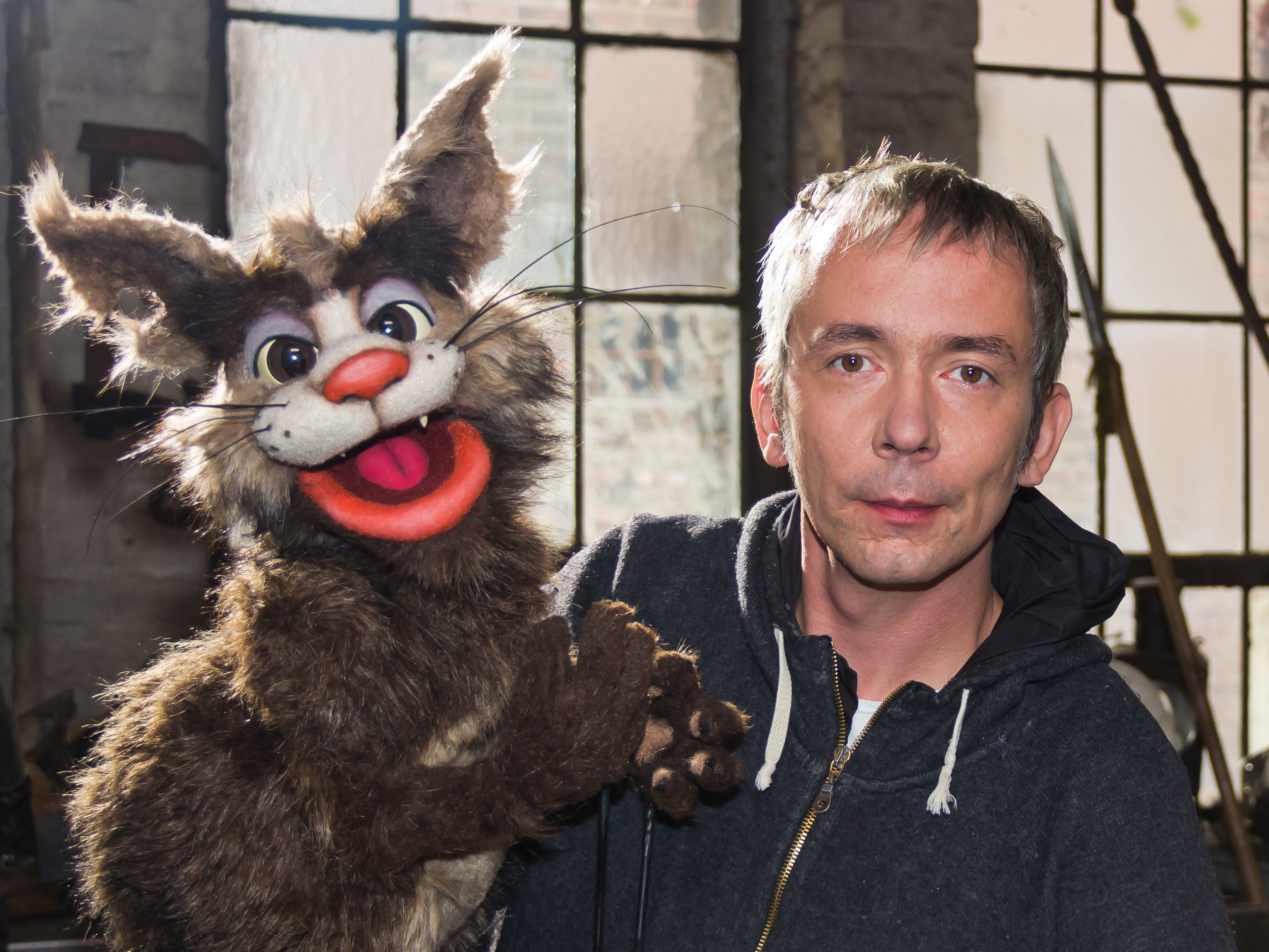
René Marik (* 1970)

- Marik, Rudolf (1900–1976), österreichischer Schauspieler
- Marik, Susanne (* 1966), österreichische Sängerin, Entertainerin und Schauspielerin
- Mariko, Bourama (* 1979), malischer Judoka
- Mariko, Fati (* 1964), nigrische Sängerin
- Mariko, Kélétigui (1921–1997), nigrischer Autor und Manager
- Mariko, Oumar (* 1959), malischer Politiker
- Marikong, Lamin (* 1970), gambischer Leichtathlet
- Maříková, Simona (* 1996), tschechische Biathletin

### Maril
- Marila, Mika (* 1973), finnischer Skirennläufer
- Mariles Cortés, Humberto (1913–1972), mexikanischer Springreiter
- Marilhat, Prosper (1811–1847), französischer Maler
- Marillac, Charles de († 1560), französischer Kleriker, Politiker und Diplomat
- Marillac, Jean-Louis de († 1632), französischer Heerführer und Staatsmann
- Marillac, Luise von (1591–1660), Ordensgründerin der Vinzentinerinnen („Töchter der christlichen Liebe“)Luise von Marillac (1591–1660)

Luise von Marillac (1591–1660)

- Marillac, Michel de (1560–1632), französischer Staatsmann im Frankreich des Ancien Régime
- Marillat, Yan (* 1994), französischer Fußballtorwart
- Marilley, Étienne (1804–1889), Schweizer römisch-katholischer Geistlicher und Bischof von Lausanne-Genf
- Marillier, Clément-Pierre (1740–1808), französischer Illustrator
- Marillier, Garance (* 1998), französische Schauspielerin und Musikerin
- Marillier, Juliet (* 1948), neuseeländische Autorin
- Marilungo, Guido (* 1989), italienischer Fußballspieler
- Marilyn (* 1962), englischer Sänger

### Marim
- Marimi, Kobi (* 1991), israelischer Sänger
- Marimón, Onofre (1923–1954), argentinischer Automobilrennfahrer
- Marimoutou, Gwendal (* 1995), französischer Schauspieler und Sänger
- Marimuthu, Gomathi (* 1989), indische Leichtathletin

### Marin
- Marín de San Martín, Luis (* 1961), spanischer römisch-katholischer Geistlicher, Kurienbischof
- Marín Del Solar, Mercedes (1804–1866), chilenische Autorin
- Marín Estrada, Pablo Antón (* 1966), spanischer Autor
- Marín Gómez, Adrián (* 1997), spanischer Fußballspieler
- Marín González de Poveda, Tomás (1650–1703), spanischer Offizier, Kolonialadministrator und Gouverneur von Chile
- Marín i Ramos, Ferran (* 1974), spanischer Herausgeber und Autor
- Marin La Meslée, Edmond (1912–1945), französischer Pilot
- Marín López, Iván Antonio (* 1938), kolumbianischer Geistlicher, emeritierter römisch-katholischer Erzbischof von Popayán
- Marín Muñoz, Antonio (* 1970), spanischer Schriftsteller
- Marín Ríos, Vladimir (* 1979), kolumbianischer Fußballspieler
- Marín Sánchez, Ricardo (* 1998), mexikanischer Fußballspieler
- Marín Tarroch, Lluís (* 1988), andorranischer Snowboarder
- Marin, Anaïs (* 1977), französische Politologin und Osteuropaexpertin
- Marin, Andreea (* 1974), rumänischer Fernsehmoderator
- Marín, Andreu, spanischer Handballschiedsrichter
- Marin, Aneta (* 1957), rumänische Ruderin
- Marin, Antonio (* 2001), kroatischer Fußballspieler
- Marin, Auguste (1860–1904), französischer Schriftsteller okzitanischer und französischer Sprache
- Marín, Bárbaro (* 1959), kubanischer Schauspieler
- Marin, Bernd (* 1948), österreichischer Sozialwissenschaftler
- Marin, Biagio (1891–1985), italienischer Dichter
- Marin, Bruno (* 1941), italienischer Ordensgeistlicher, Abtpräses der Kongregation von Subiaco
- Marin, Carlo Antonio (1745–1815), venezianischer Geschichtsschreiber
- Marín, Carlos (1968–2021), spanischer Sänger
- Marín, Carolina (* 1993), spanische Badmintonspielerin
- Marin, Cheech (* 1946), amerikanischer SchauspielerCheech Marin (* 1946)

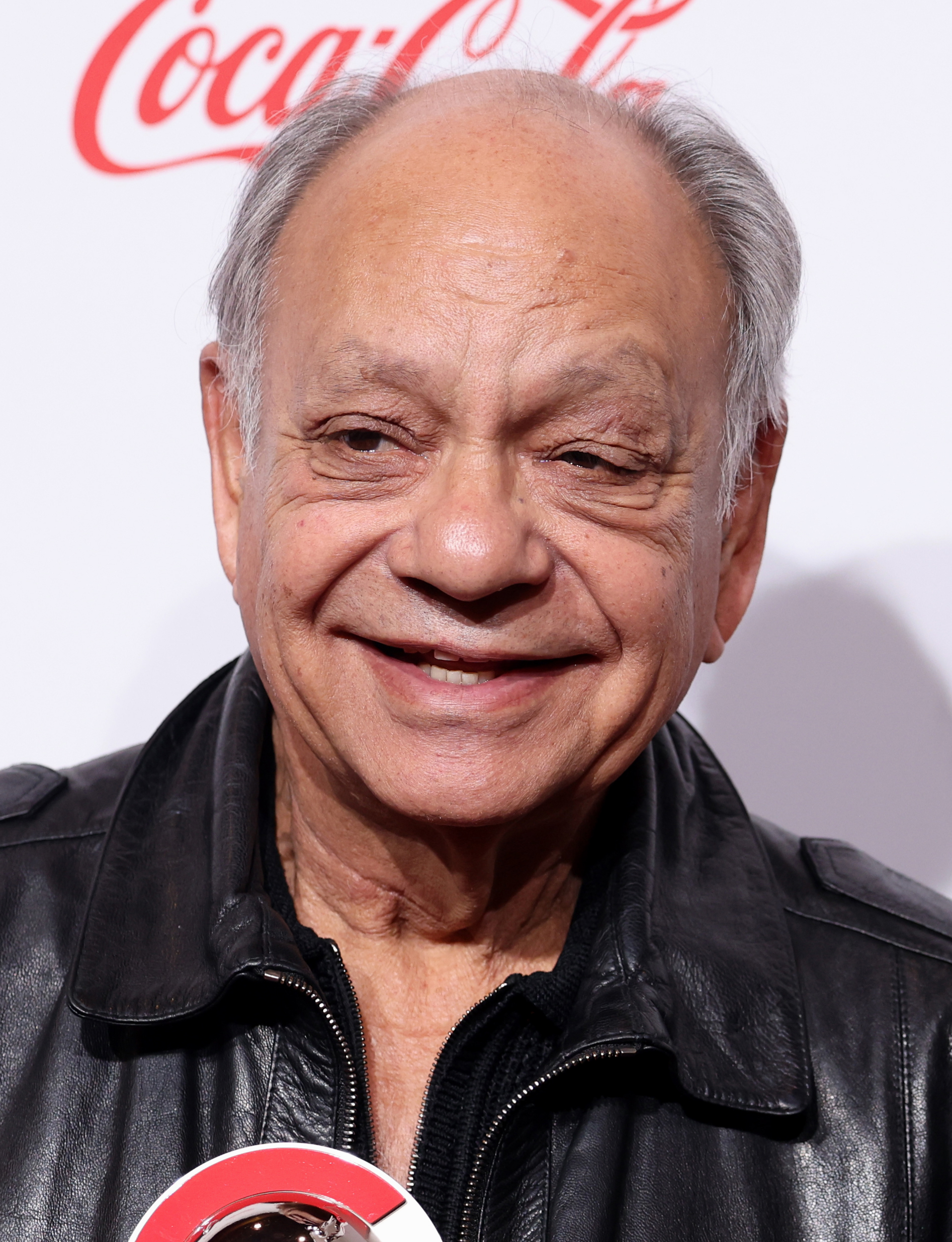
Cheech Marin (* 1946)

- Marin, Christian (1929–2012), französischer Schauspieler und Musiker
- Marin, Claire (* 1974), französische Philosophin, Schriftstellerin und Dozentin für Philosophie
- Marin, Claudiu (* 1972), rumänischer Ruderer
- Marin, Corneliu (* 1953), rumänischer Säbelfechter
- Marin, Dalia, österreichische Volkswirtschaftlerin
- Marin, Edwin L. (1899–1951), US-amerikanischer Filmregisseur
- Marín, Félix Fermín (* 1952), paraguayischer Fußballspieler
- Marin, Florencio, belizischer Politiker, Oppositionsführer, Minister
- Marin, Florin (* 1953), rumänischer Fußballspieler und -trainer
- Marín, Francisco (1920–1983), spanischer Kameramann
- Marin, Georg (1946–2025), österreichischer Schauspieler
- Marín, Germán (1934–2019), chilenischer Journalist und Schriftsteller
- Marín, Gladys (1937–2005), chilenische Politikerin
- Marín, Gloria (1919–1983), mexikanische Schauspielerin
- Marín, Guadalupe (1895–1983), mexikanische Muse, Modell und Schriftstellerin
- Marín, Guillermo (1938–2018), argentinischer Schauspieler
- Marín, Hedgardo (* 1993), mexikanischer Fußballspieler
- Marin, Horst (* 1932), deutscher Politiker (SPD), MdL
- Marin, Ion (* 1960), rumänisch-österreichischer Dirigent und Musikpädagoge
- Marin, Jacopo (* 1984), italienischer Leichtathlet
- Marin, Jacques (1919–2001), französischer SchauspielerJacques Marin (1919–2001)

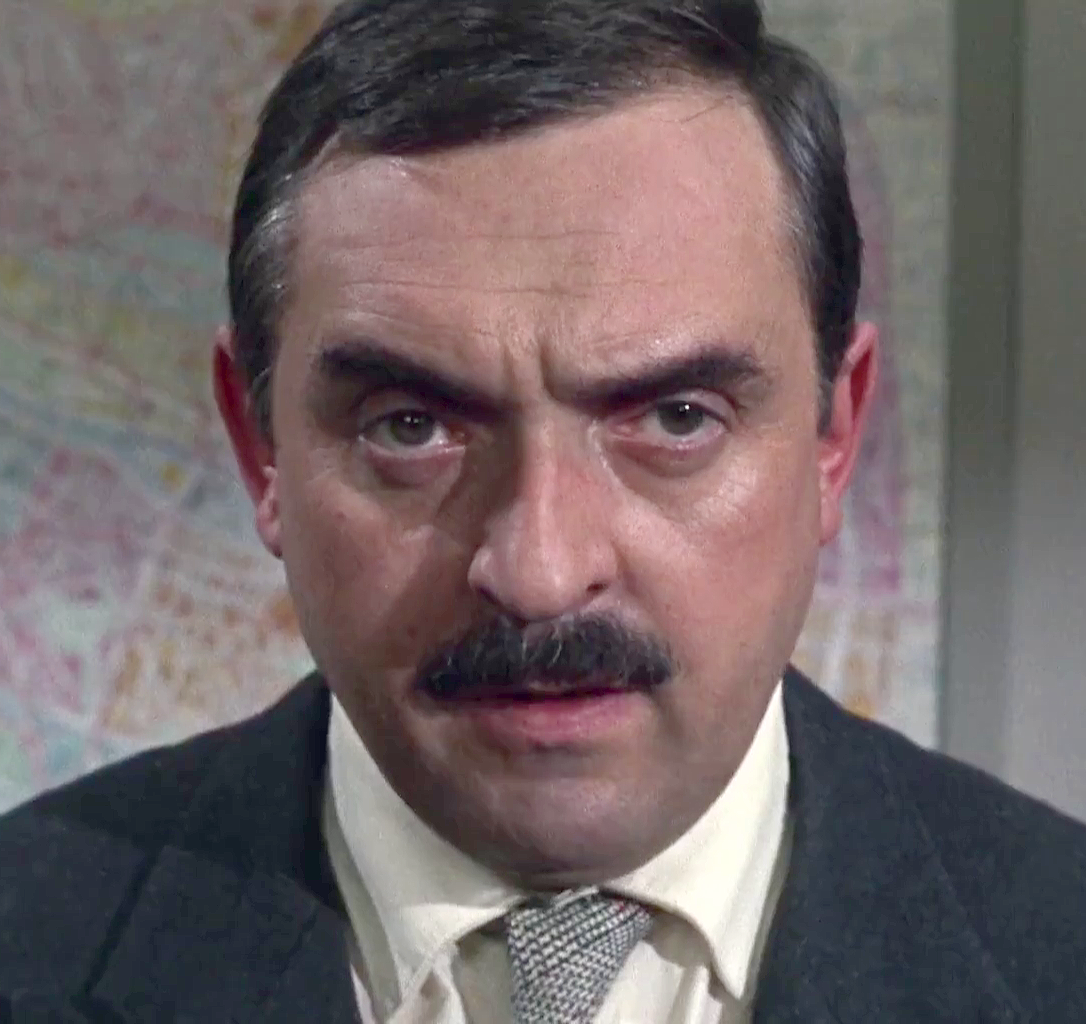
Jacques Marin (1919–2001)

- Marin, Jacques-Barthélémy (1772–1848), französischer General der Infanterie
- Marin, Jean (1909–1995), französischer Journalist und Widerstandskämpfer, Vorsitzender der Agence France-Presse (1954–1975)
- Marin, Jean-Yves (* 1955), französischer Mittelalterarchäologe und Museumsdirektor
- Marin, Jeronim (* 1975), kroatischer Ordensgeistlicher, Abtpräses der Slawischen Benediktinerkongregation, Prior von Ćokovac
- Marín, Jimmy (* 1997), costa-ricanischer Fußballspieler
- Marin, John (1870–1953), US-amerikanischer Maler und Architekt
- Marín, José (* 1950), spanischer Geher
- Marín, José Escolástico († 1846), Supremo Director von El Salvador
- Marín, José Gaspar (1772–1839), chilenischer Anwalt und Politiker
- Marin, José Maria (1932–2025), brasilianischer Politiker und Fußballfunktionär
- Marín, Juan (* 1962), spanischer Unternehmer und Politiker der Partei Ciudadanos
- Marín, Juan Antonio (* 1975), costa-ricanischer Tennisspieler
- Marin, Louis (1871–1960), französischer Politiker, Mitglied der Nationalversammlung
- Marin, Louis (1931–1992), französischer Philosoph, Historiker, Semiotiker, Kunsthistoriker und -kritiker
- Marin, Luca (* 1986), italienischer Schwimmer
- Marín, Luis (* 1974), costa-ricanischer Fußballspieler
- Marín, Luis (* 1983), chilenischer Fußballtorhüter
- Marin, Maguy (* 1951), französische Choreografin und Tänzerin
- Marín, Manolo, spanischer Flamenco-Tänzer und Choreograf
- Marín, Manuel (1949–2017), spanischer Politiker, Präsident der Europäischen Kommission
- Marín, Manuel (* 1951), mexikanischer Bildhauer
- Marin, Marco (* 1963), italienischer Säbelfechter und Olympiasieger
- Marin, Marcus (* 1966), deutscher Fußballspieler
- Marin, Marius (* 1998), rumänischer Fußballspieler
- Marin, Marko (* 1989), jugoslawisch-deutscher FußballspielerMarko Marin (* 1989)

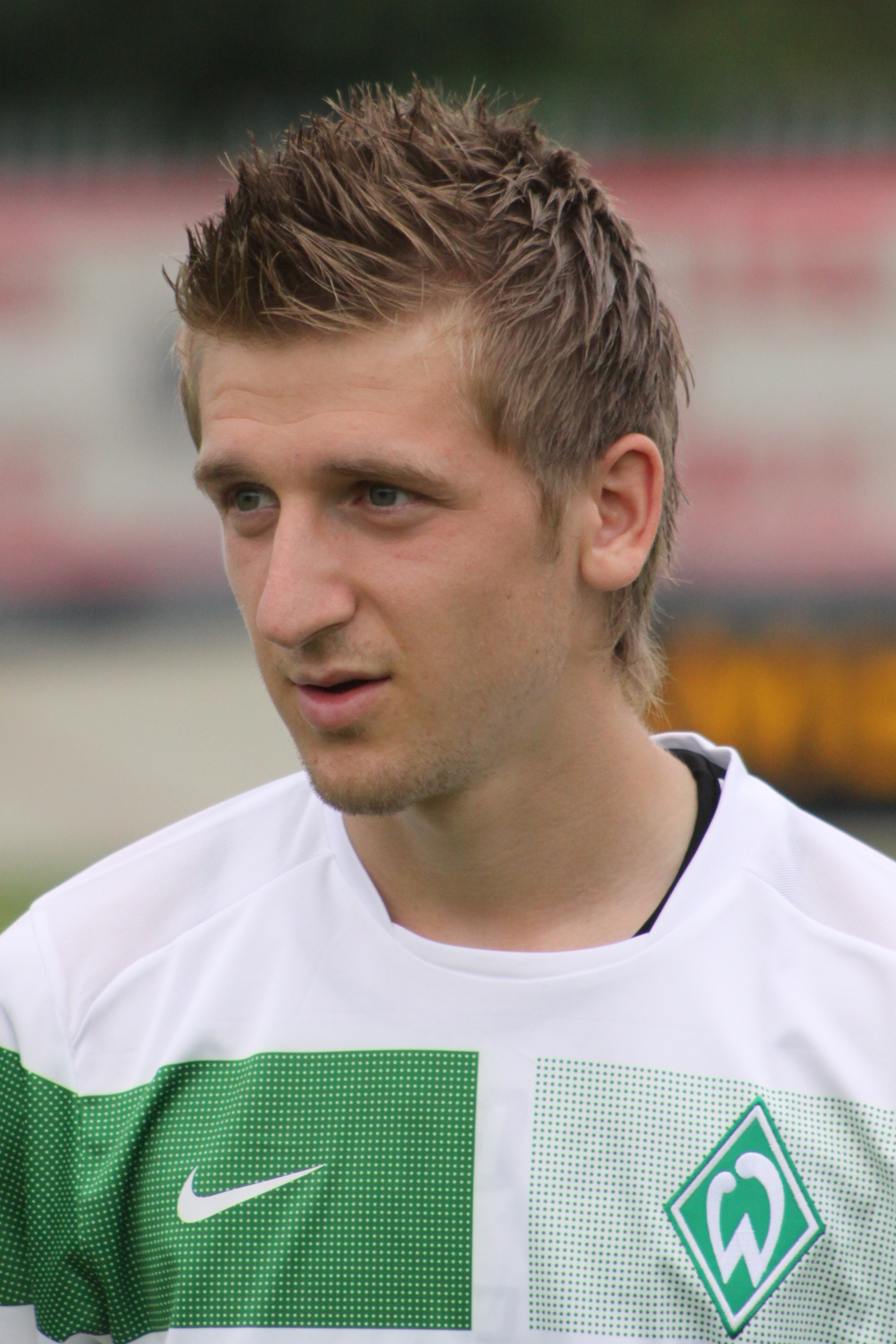
Marko Marin (* 1989)

- Marin, Matej (1980–2021), slowenischer Radrennfahrer
- Marin, Mauricio (* 1994), deutscher Basketballspieler
- Marin, Michel-Ange (1697–1767), französischer Ordenspriester, Theologe und Autor
- Marín, Miguel (1945–1991), argentinischer Fußballspieler
- Marin, Mihail (* 1965), rumänischer Schachspieler
- Marin, Nicolas (* 1980), französischer Fußballspieler
- Marín, Orlando (1942–2014), kolumbianischer Fußballspieler
- Marín, Pedro (* 2004), kolumbianischer Mittelstreckenläufer
- Marin, Petre (* 1973), rumänischer Fußballspieler
- Marin, Răzvan (* 1996), rumänischer Fußballspieler
- Marin, Rosario (* 1958), US-amerikanische Regierungsbeamtin
- Marin, Sanna (* 1985), finnische PolitikerinSanna Marin (* 1985)

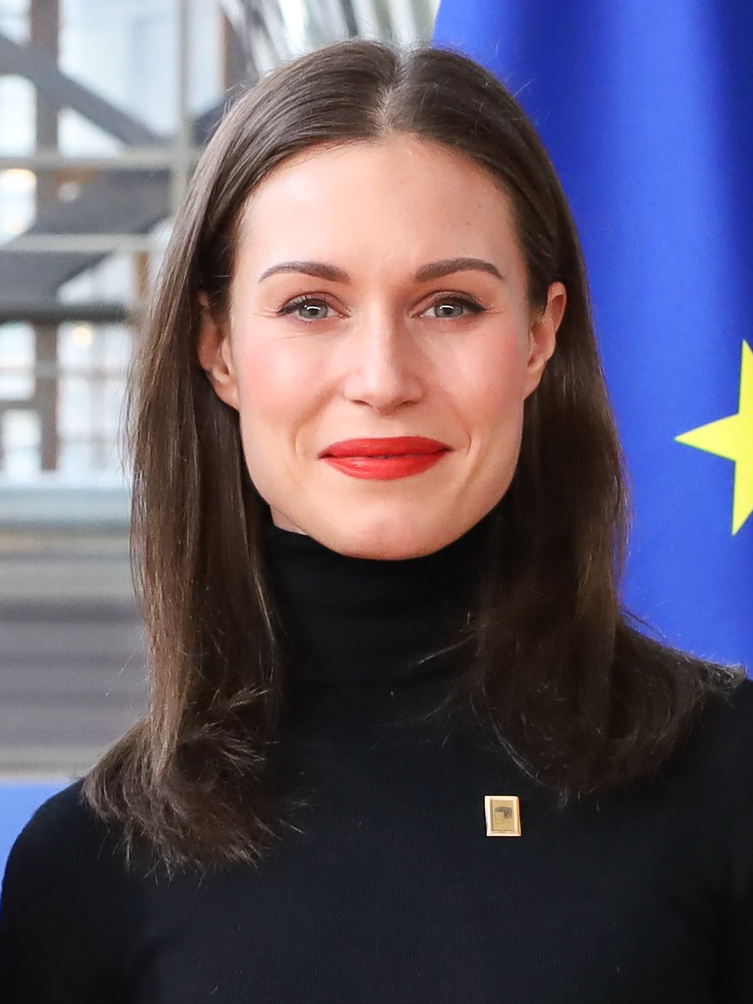
Sanna Marin (* 1985)

- Marin, Șerban (* 1968), rumänischer Mediävist
- Marín, Valentí (1872–1936), spanischer Notar, Schachspieler, Schachkomponist und Sachbuchautor
- Marin-Cudraz, Frédéric (* 1974), französischer Skirennläufer
- Marin-Lavigne, Louis Stanislas (1797–1860), französischer Maler und Lithograf
- Marin-Marie (1901–1987), französischer Schriftsteller und Marinemaler

#### Marina
- Marina (* 1985), britische Singer-SongwriterinMarina (* 1985)

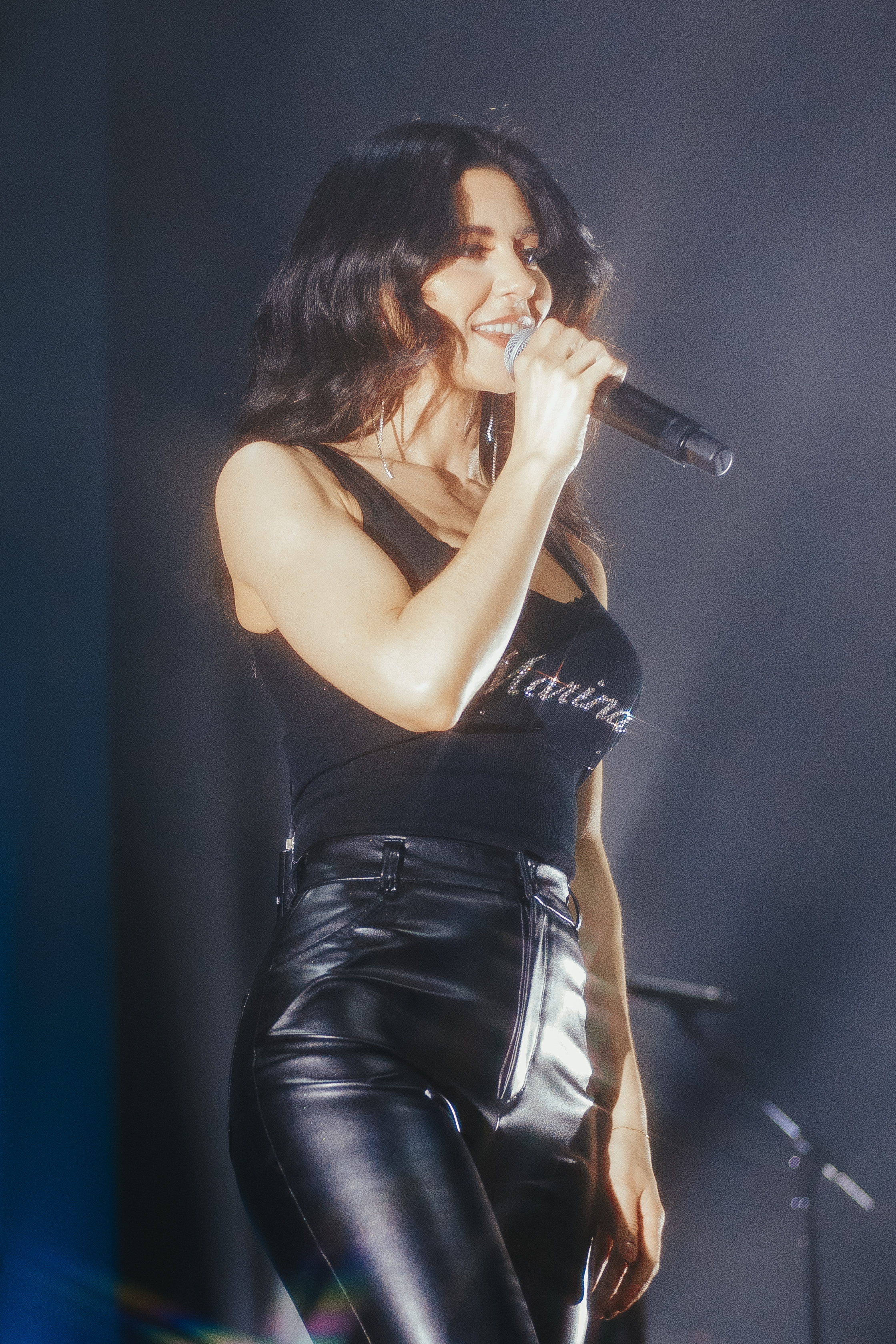
Marina (* 1985)

- Marina von Bithynien, frühchristliche Jungfrau
- Marina, Alcide Giuseppe (1887–1950), italienischer Ordensgeistlicher, römisch-katholischer Erzbischof und Diplomat des Heiligen Stuhls
- Marina, Anya (* 1976), US-amerikanische Singer-Songwriterin
- Marina, Duchess of Kent (1906–1968), griechische Prinzessin, durch Ehe britische Prinzessin
- Marina, Enver (* 1977), albanischer Fußballtorhüter
- Marina, Imca (* 1941), niederländische Schlagersängerin
- Marina, Marcelle (* 1955), libanesische Schauspielerin
- Marina, Ninoslav (* 1974), Informationswissenschaftler
- Marinac, Martin (* 1979), österreichischer Skirennläufer und Trainer
- Marinaj, Gjekë (* 1965), albanischer Schriftsteller
- Marinaki, Maria (* 1957), griechische Diplomatin
- Marinakis, Evangelos (* 1967), griechischer Reeder und Fußballfunktionär
- Marinakis, Nikolaos (* 1993), griechischer Fußballspieler
- Marinakou, Anastasia (* 1996), griechische Leichtathletin
- Marinali, Orazio (1643–1720), italienischer Bildhauer des Spätbarock
- Marinangeli, Domenico (1831–1921), italienischer Geistlicher
- Marinangeli, Sergio (* 1980), italienischer Radrennfahrer
- Marinaro, Michael (* 1992), kanadischer Eiskunstläufer
- Marinas, Jeremy (* 1989), US-amerikanischer Stuntman und Schauspieler
- Marinatos, Spyridon (1901–1974), griechischer Archäologe

#### Marinc
- Marinca, Anamaria (* 1978), rumänische SchauspielerinAnamaria Marinca (* 1978)

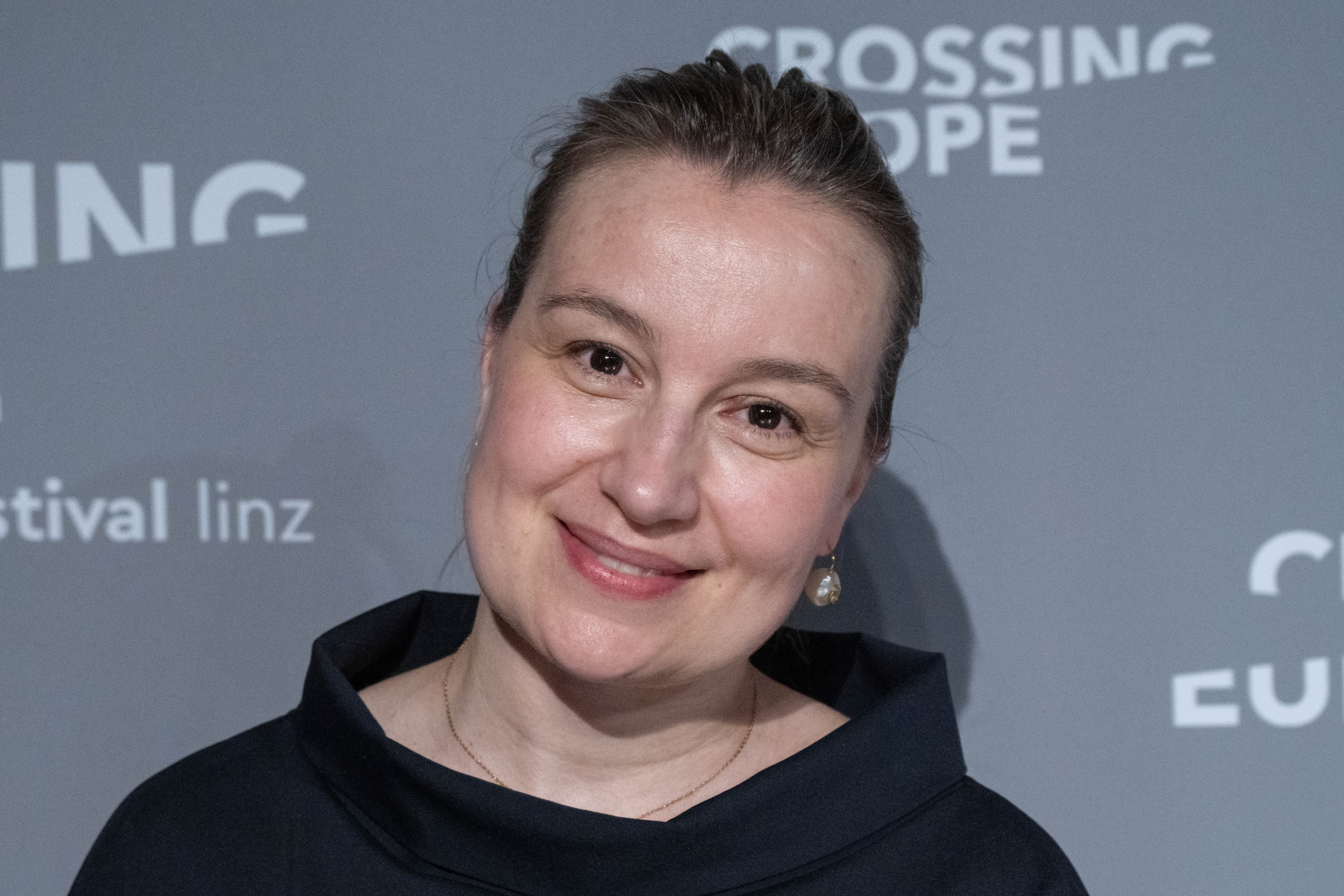
Anamaria Marinca (* 1978)

- Marinček, Borut (1915–2004), jugoslawisch-schweizerischer Metallurg und Hochschullehrer
- Marinchenko, Svetlana (* 1989), russische Jazzmusikerin (Piano, Komposition)
- Marincic, Franjo (1950–2022), deutscher Schauspieler
- Marinčič, Katarina (* 1968), slowenische Schriftstellerin, Literaturwissenschaftlerin und Übersetzerin
- Marinčin, Martin (* 1992), slowakischer Eishockeyspieler

#### Marine
- Mariné, Jorge (1941–2025), spanischer Radrennfahrer
- Marineau, Dennis (* 1962), kanadischer Bobfahrer
- Mařinec, Vlastimil (* 1957), tschechischer Leichtathlet
- Marinella (* 1938), griechische Sängerin
- Marinella, Lucretia (1571–1653), italienische Autorin
- Marinelli, Aldo (1413–1451), lateinischer Dichter des Humanismus
- Marinelli, Anthony (* 1959), US-amerikanischer Filmkomponist
- Marinelli, Carlos (* 1982), argentinischer Fußballspieler
- Marinelli, Danko (* 1987), kroatischer Skirennläufer
- Marinelli, Francesco (1935–2024), italienischer Geistlicher, römisch-katholischer Erzbischof von Urbino-Urbania-Sant’Angelo in Vado
- Marinelli, Giorgio (1922–1993), italienischer Geologe, Petrograph und Vulkanologe
- Marinelli, Jacques (1925–2025), französischer Radrennfahrer
- Marinelli, Karl von (1745–1803), österreichischer Schauspieler und Schriftsteller
- Marinelli, Luca (* 1984), italienischer SchauspielerLuca Marinelli (* 1984)

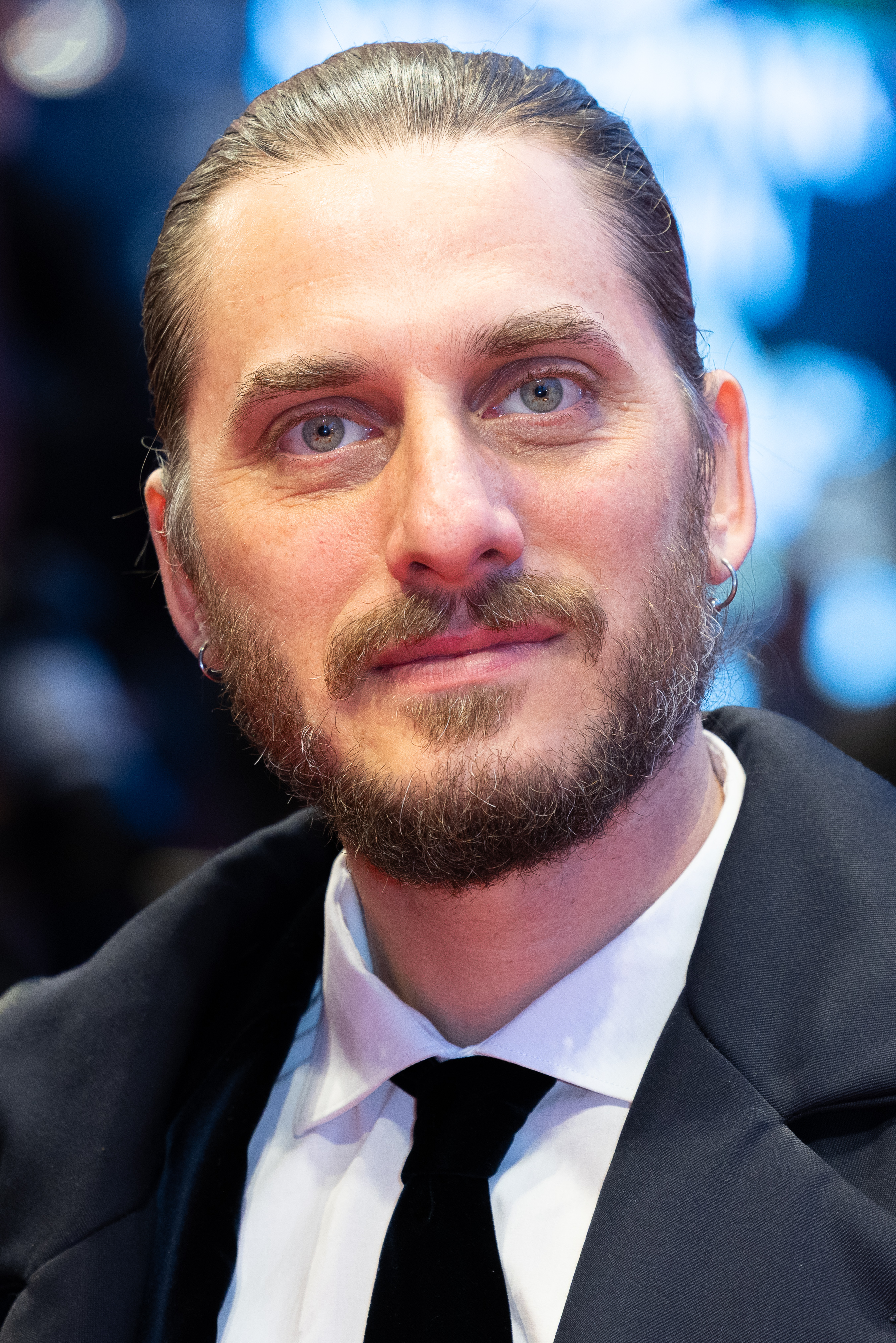
Luca Marinelli (* 1984)

- Marinelli, Lydia (1965–2008), wissenschaftliche Autorin zur Geschichte der Psychoanalyse
- Marinelli, Ursula (* 1975), österreichische Kunsthistorikerin
- Marinelli, Wilhelm (1894–1973), österreichischer Zoologe, Anatom und Volksbildner
- Marinello, Peter (* 1950), schottischer Fußballspieler
- Marinello, Ricardo (* 1988), deutscher Sänger
- Marinello, Sandra (* 1983), deutsche Badmintonspielerin
- Mariner, Francesc (1720–1789), katalanischer Organist und Komponist
- Mariner, Paul (1953–2021), englischer Fußballspieler und -trainer
- Mariner, Sandra (* 1974), österreichische Naturbahnrodlerin
- Mariner, Wastl (1909–1989), österreichischer Alpinist
- Marinescu, Alexandra (* 1982), rumänische Kunstturnerin
- Marinescu, Constantin (* 1923), rumänischer Fußballspieler
- Marinescu, Gheorghe (1863–1938), rumänischer Neurologe und Neuropathologe
- Marinescu, Ion (* 1928), rumänischer Politiker (PMR/PCR)
- Marinescu, Laurențiu (* 1984), rumänischer Fußballspieler
- Marinescu, Lucian (* 1972), rumänischer Fußballspieler
- Marinescu, Marian-Jean (* 1952), rumänischer Politiker und MdEP für Rumänien
- Marinescu, Medeea (* 1974), rumänische Theater- und Filmschauspielerin
- Marinescu, Mihai (1917–2000), rumänischer Politiker (PCR)
- Marinescu, Mihai (* 1989), rumänischer Automobilrennfahrer
- Marinescu, Tecla (* 1960), rumänische Kanutin
- Marinescu, Teodor (* 1922), rumänischer Politiker (PCR) und Botschafter
- Marinescu, Vasile (* 1976), rumänischer Fußballschiedsrichterassistent
- Marinesko, Alexander Iwanowitsch (1913–1963), sowjetischer U-Boot-Kommandant im Zweiten WeltkriegAlexander Iwanowitsch Marinesko (1913–1963)

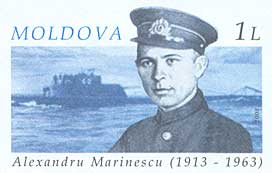
Alexander Iwanowitsch Marinesko (1913–1963)

- Marinetti, Adriano (1875–1954), italienischer General und Politiker
- Marinetti, Anna (* 1955), italienische Linguistin
- Marinetti, Filippo Tommaso (1876–1944), italienischer Dichter

#### Maring
- Maring, Albert (1883–1943), deutscher römisch-katholischer Priester und Jesuit
- Maring, Christine (1933–2024), deutsche Politikerin (SPD), MdHB und MdB
- Maring, Ludwig (1820–1893), Schweizer Architekt, Direktionsarchitekt der Schweizerischen Centralbahn, Grossrat der Stadt Basel
- Maringer, Albert (* 1945), deutsch-kanadischer Manager und Hochschullehrer
- Maringer, Dominik (* 1978), österreichischer Schauspieler
- Maringer, Emile (* 1905), luxemburgischer Fußballspieler
- Maringer, Johannes (1902–1981), deutscher Prähistoriker
- Maringer, Josef (1862–1950), österreichischer Politiker (CSP), Landtagsabgeordneter
- Maringer, Ludwig (1867–1938), deutscher Kaufmann und Spion
- Maringgi, Tonny (1959–2019), indonesischer Tischtennisspieler und -trainer
- Maringh, Hortense von (1931–1995), deutsche Juristin

#### Marinh
- Marinho (* 1990), brasilianischer Fußballspieler
- Marinho e Pinto, António (* 1950), portugiesischer Rechtsanwalt und Politiker, MdEP
- Marinho, Francisco (1952–2014), brasilianischer Fußballspieler
- Marinho, Irineu (1876–1925), brasilianischer Journalist
- Marinho, Javan, brasilianischer Fußballspieler
- Marinho, Margarida (* 1963), portugiesische Schauspielerin und Kinderbuchautorin
- Marinho, Matheus Bonifacio Saldanha (* 1999), brasilianischer Fußballspieler
- Marinho, Roberto (1904–2003), brasilianischer Medienunternehmer
- Marinho, Roberto Irineu (* 1947), brasilianischer Medienunternehmer
- Marinho, Rodriguinho (* 1988), brasilianischer Fußballspieler
- Marinho, Samarone, brasilianischer Sozialwissenschaftler
- Marinho, Tiffani (* 1999), brasilianische Sprinterin

#### Marini
- Marini, Antonio (1788–1861), italienischer Maler, Graveur und Restaurator
- Marini, Biagio (1594–1663), italienischer Violinist und Komponist
- Marini, Bruno (* 1958), italienischer Saxophonist und HAmmondorgel-Spieler
- Marini, Domenico de’ († 1635), Bischof von Albenga, Erzbischof von Genua und Patriarch von Jerusalem
- Marini, Enrico (* 1969), italienischer Comiczeichner
- Marini, Fiorenzo (1914–1991), italienischer Degenfechter
- Marini, Franco (1933–2021), italienischer Politiker (PD), Mitglied der Camera dei deputati, MdEP
- Marini, Franco (1935–2014), italienischer Schauspieler, Regisseur und Autor (Südtirol)
- Marini, Giampiero (* 1951), italienischer Fußballspieler und -trainer
- Marini, Gilles (* 1976), französisch-US-amerikanischer SchauspielerGilles Marini (* 1976)

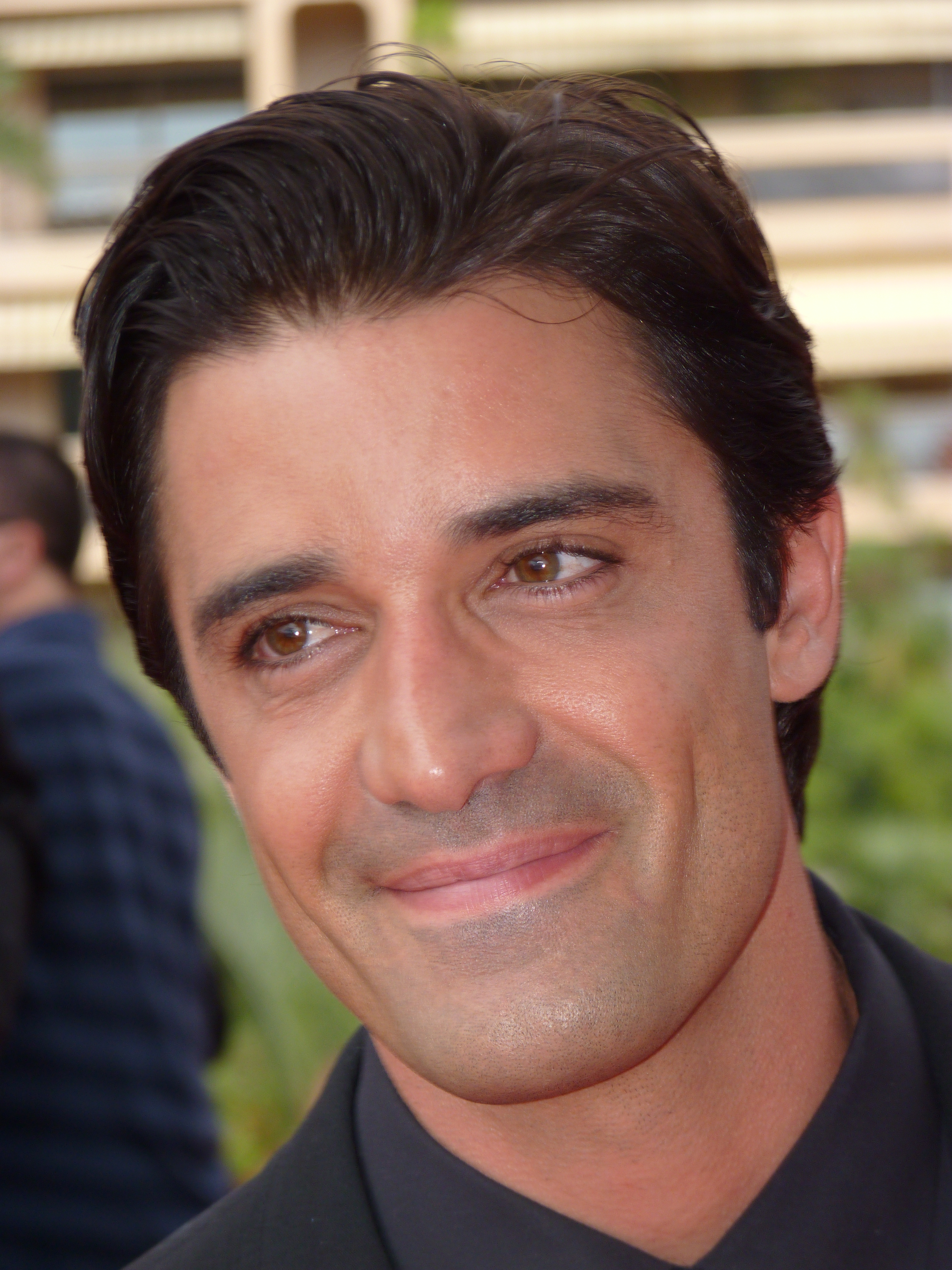
Gilles Marini (* 1976)

- Marini, Giovanna (1937–2024), italienische Cantautrice (Liederdichterin) und Musikethnologin
- Marini, Girolamo († 1553), italienischer Architekt und Militäringenieur
- Marini, Graziano (* 1957), italienischer Maler und Bildhauer
- Marini, Guido (* 1965), italienischer Geistlicher, römisch-katholischer Bischof von Tortona, zuvor Zeremonienmeister der Liturgischen Feiern des Papstes
- Marini, Hector (* 1957), kanadischer Eishockeyspieler
- Marini, Leo (1920–2000), argentinischer Sänger
- Marini, Lou (* 1945), US-amerikanischer Jazzmusiker und Filmkomponist
- Marini, Luca (* 1997), italienischer MotorradrennfahrerLuca Marini (* 1997)

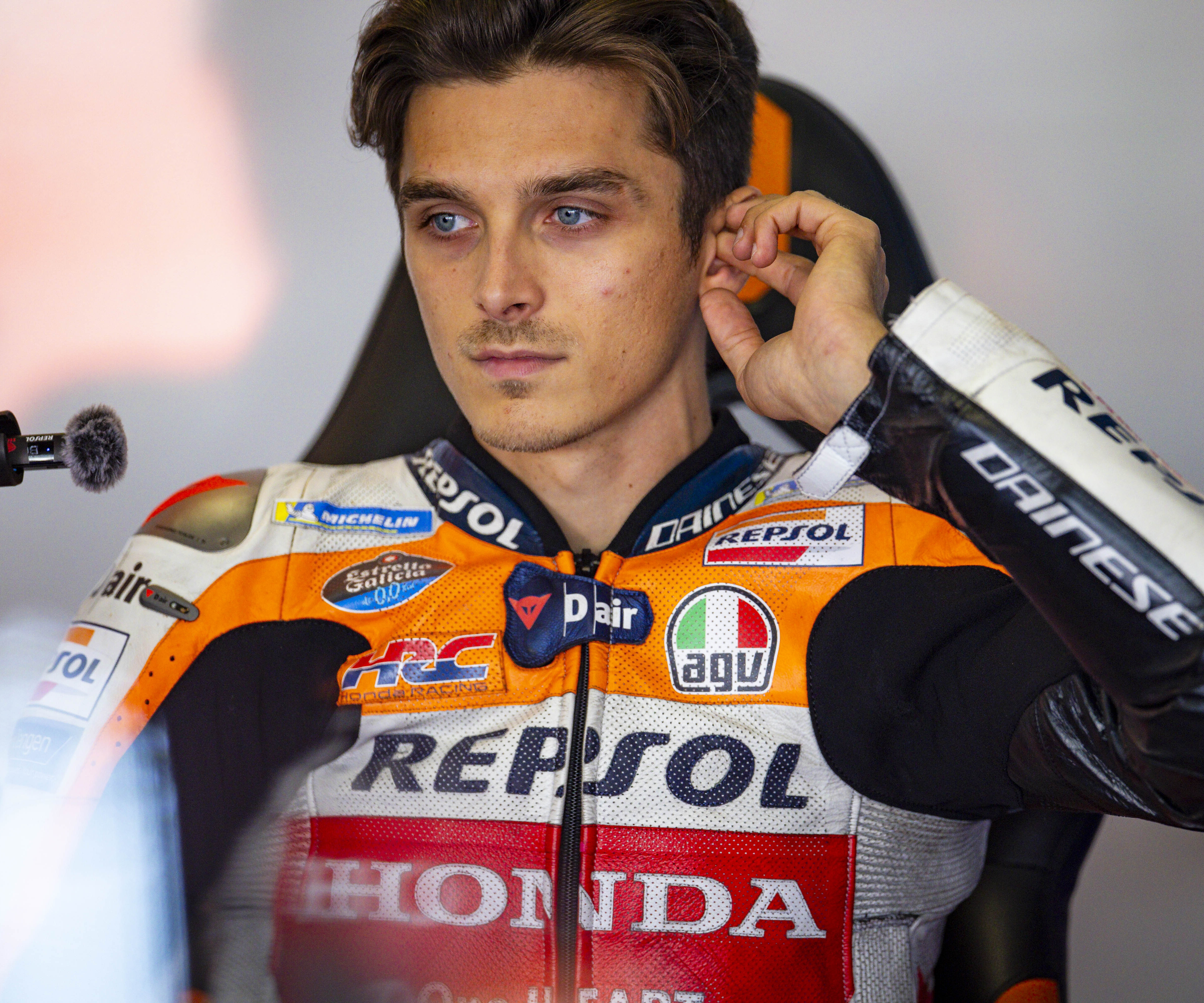
Luca Marini (* 1997)

- Marini, Marino (1901–1980), italienischer Bildhauer und Grafiker
- Marini, Marino (1924–1997), italienischer Pianist, Bandleader und Sänger
- Marini, Nicolò (1843–1923), italienischer Kardinal der römisch-katholischen Kirche
- Marini, Pablo (* 1967), argentinischer Fußballspieler und -trainer
- Marini, Piero (* 1942), italienischer Geistlicher, Kurienerzbischof der römisch-katholische Kirche
- Marini, Pietro (1794–1863), italienischer Kardinal
- Marini, Stefan (* 1965), Schweizer Fußballspieler und -trainer
- Marini, Tommaso (* 2000), italienischer Florettfechter
- Marinian, römischer Jurist
- Marinianus († 268), Sohn des römischen Kaisers Gallienus
- Marinić Kragić, Jerko (* 1991), kroatischer Wasserballspieler
- Marinić, Jagoda (* 1977), deutsche Schriftstellerin, Theaterautorin und JournalistinJagoda Marinić (* 1977)

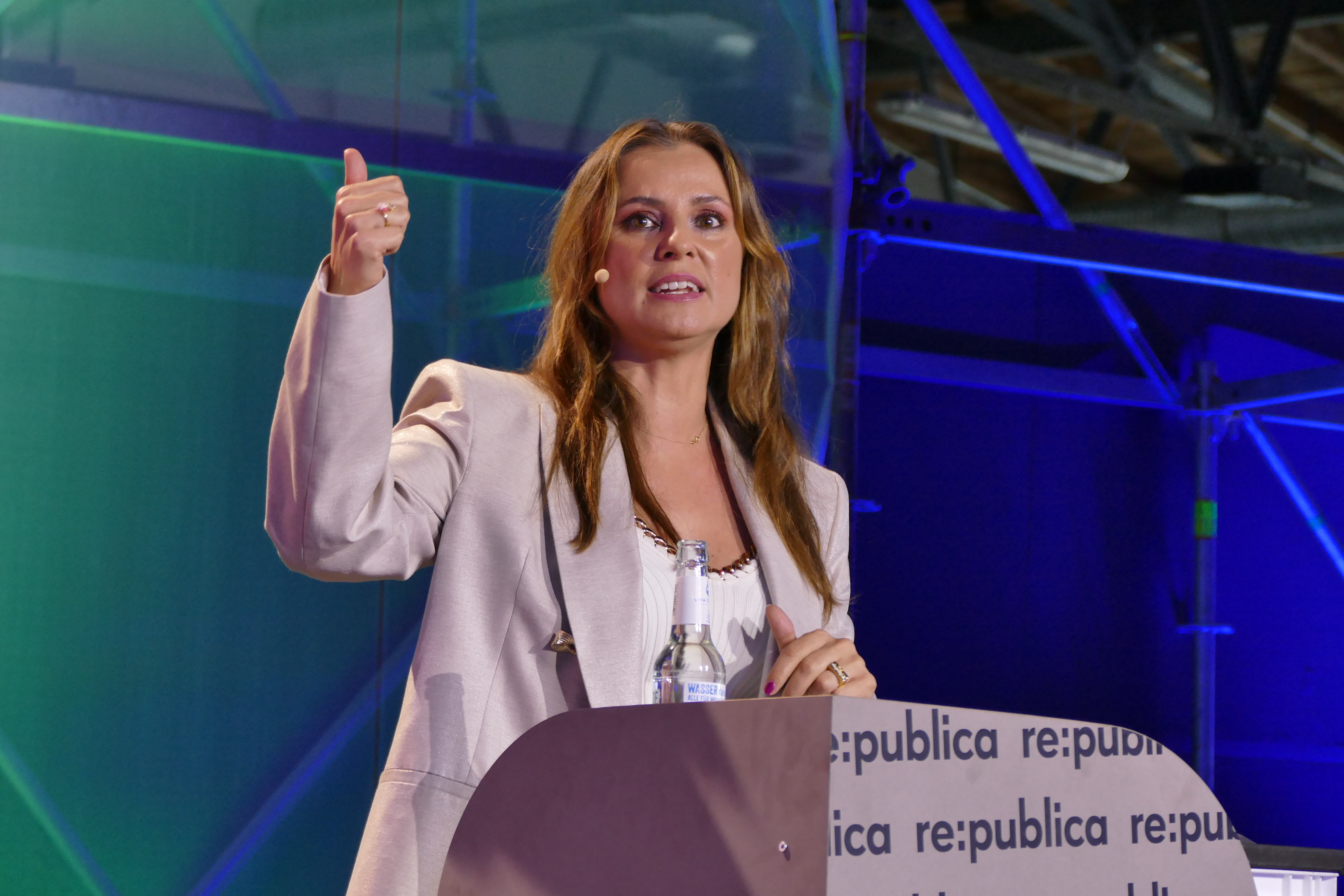
Jagoda Marinić (* 1977)

- Marinica, Nicolae (1952–2009), österreichischer Bildhauer und Maler
- Marinier, Gérard (1899–1937), französischer Autorennfahrer
- Marinin, Maxim Wiktorowitsch (* 1977), russischer Eiskunstläufer
- Marinina, Alexandra (* 1957), russische Krimi-Schriftstellerin
- Marinios, spätantiker Steinmetz

#### Marink
- Marinko, Max (1916–1975), jugoslawischer, tschechischer und kanadischer Tischtennisspieler
- Marinko, Miha (1900–1983), jugoslawischer Politiker
- Marinković, Bojana (* 1996), serbische Tennisspielerin
- Marinkovic, Branko (* 1967), bolivianischer Politiker
- Marinković, Goran (* 1979), serbischer Fußballspieler
- Marinković, Karlo (* 2004), kroatischer Eishockeyspieler
- Marinković, Matea (* 2004), kroatische Eishockeyspielerin
- Marinkovic, Michael (* 1991), deutscher Fußballspieler
- Marinković, Nenad (* 1988), serbischer Fußballspieler
- Marinković, Ranko (1913–2001), kroatischer Schriftsteller
- Marinković, Vanja (* 1997), serbischer Basketballspieler
- Marinković, Vojislav (1876–1935), jugoslawischer Politiker
- Marinkovits, Herbert (* 1958), österreichischer Komponist und Klaviermusiker

#### Marino
- Mariño de Lobeira, Pedro (1528–1594), Chronist des Königreich Chile (1528–1594)
- Marino Zorzi († 1312), Doge von Venedig (1311–1312)
- Marino, Alberto (1923–1989), argentinischer Tangosänger und -komponist
- Marino, Angie (* 1990), US-amerikanische BMX-Freestyle-Fahrerin
- Marino, Antonio (* 1942), argentinischer Geistlicher und emeritierter römisch-katholischer Bischof von Mar del Plata
- Marino, Calogero (* 1955), italienischer Geistlicher, Bischof von Savona-Noli
- Marino, Carlo Antonio († 1735), italienischer Komponist und Violinist
- Marino, Cristina (* 1991), italienische Schauspielerin und Model
- Marino, Dado (1915–1989), US-amerikanischer Boxer
- Marino, Dan (* 1961), US-amerikanischer American-Football-QuarterbackDan Marino (* 1961)

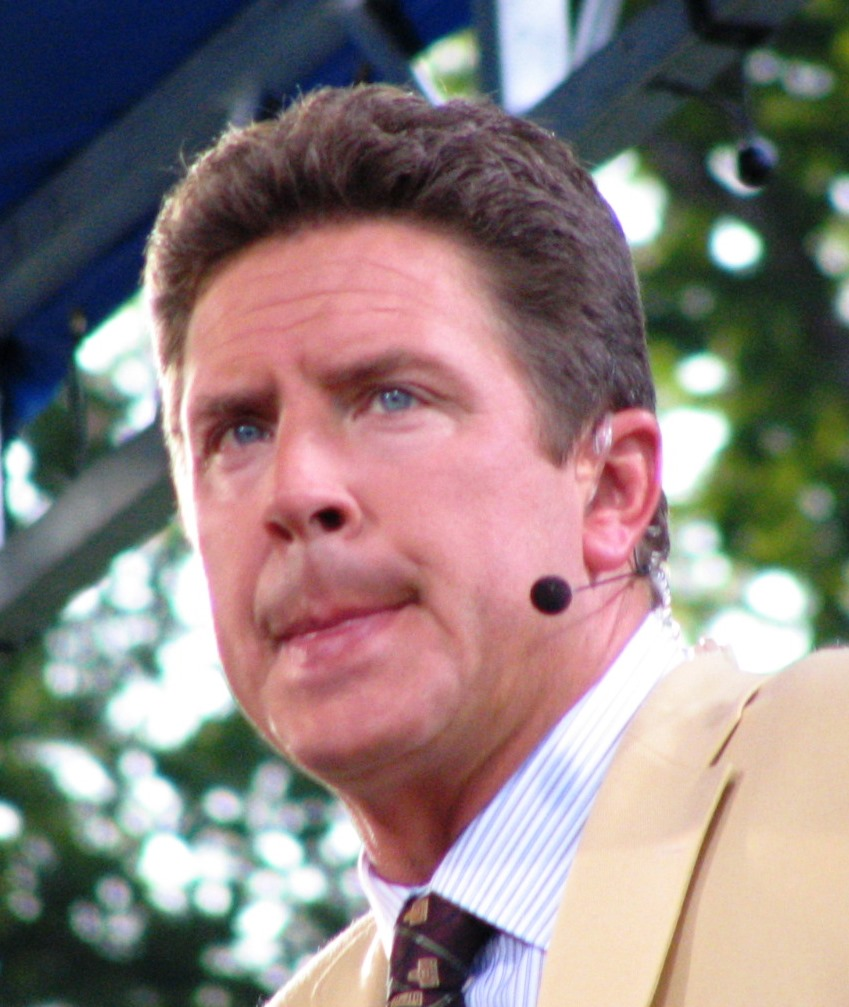
Dan Marino (* 1961)

- Marino, Danny (1936–2003), italienisch-tunesischer Sänger
- Mariño, Diego (* 1990), spanischer Fußballtorhüter
- Marino, Emanuele Valerio (1925–2018), italienischer Dokumentarfilmer
- Marino, Eugene Antonio (1934–2000), US-amerikanischer Ordensgeistlicher, Erzbischof von Atlanta
- Marino, Francesco (* 1955), italienischer Geistlicher, römisch-katholischer Bischof von Nola
- Marino, Frank (* 1954), kanadischer Gitarrist italienisch-arabischer Abstammung
- Marino, Gary O. (* 1945), amerikanischer Unternehmer im Schienenverkehr
- Marino, Giambattista (1569–1625), italienischer Dichter
- Marino, Giuliana (* 1986), deutsch-italienisches ModelGiuliana Marino (* 1986)

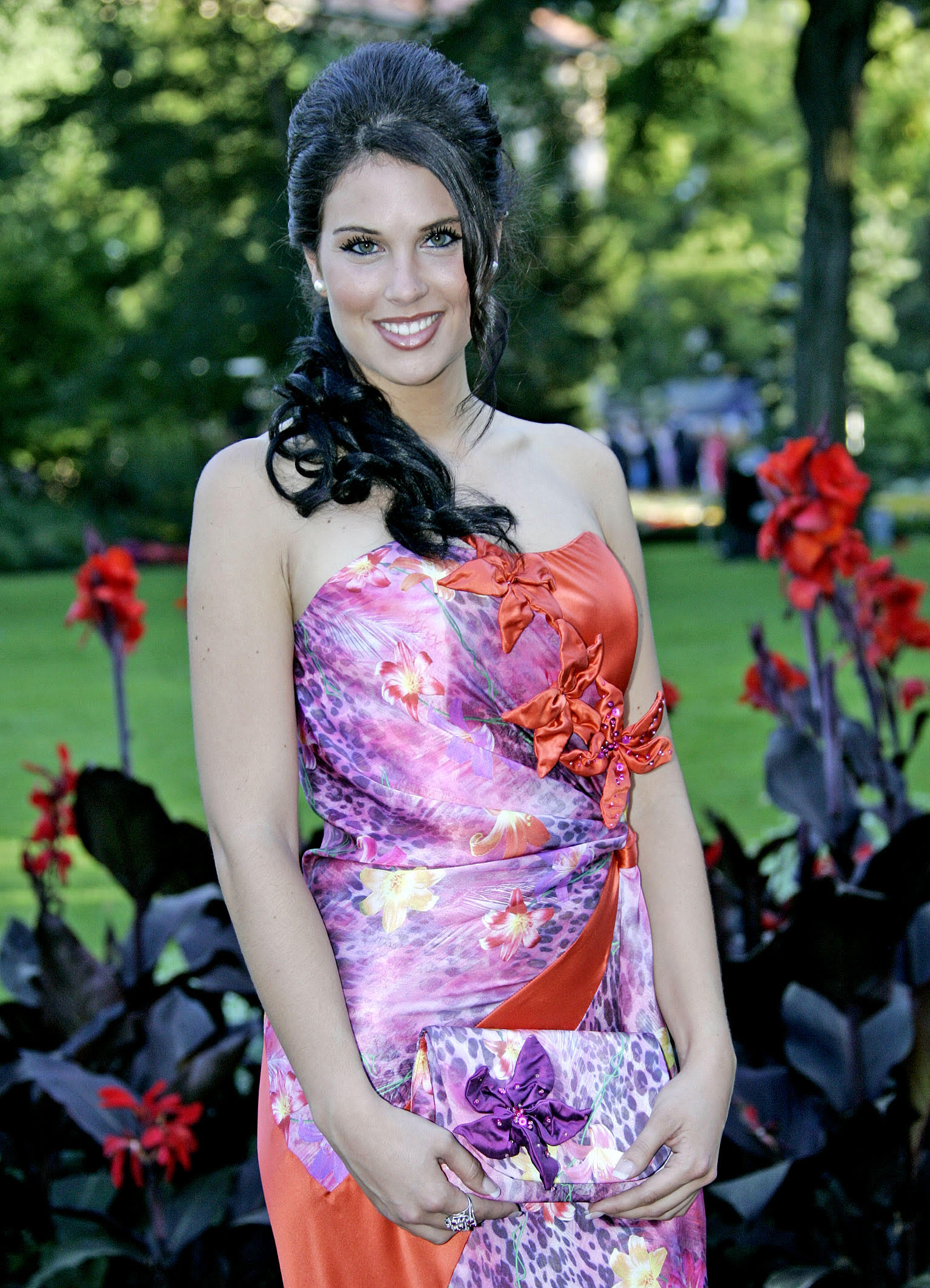
Giuliana Marino (* 1986)

- Marino, Guillermo (* 1981), argentinischer Fußballspieler
- Marino, Ignazio (* 1955), italienischer Chirurg und Politiker des Partito Democratico
- Marino, Jean-Marc (* 1983), französischer Radrennfahrer
- Marino, John (* 1997), US-amerikanischer Eishockeyspieler
- Marino, Joseph Salvador (* 1953), US-amerikanischer Geistlicher, römisch-katholischer Erzbischof und emeritierter Präsident der Päpstlichen Diplomatenakademie
- Marino, Julia (* 1992), paraguayische Freestyle-Skisportlerin
- Marino, Julia (* 1997), US-amerikanische Snowboarderin
- Marino, Ken (* 1968), US-amerikanischer Schauspieler, Comedian, Regisseur und DrehbuchautorKen Marino (* 1968)

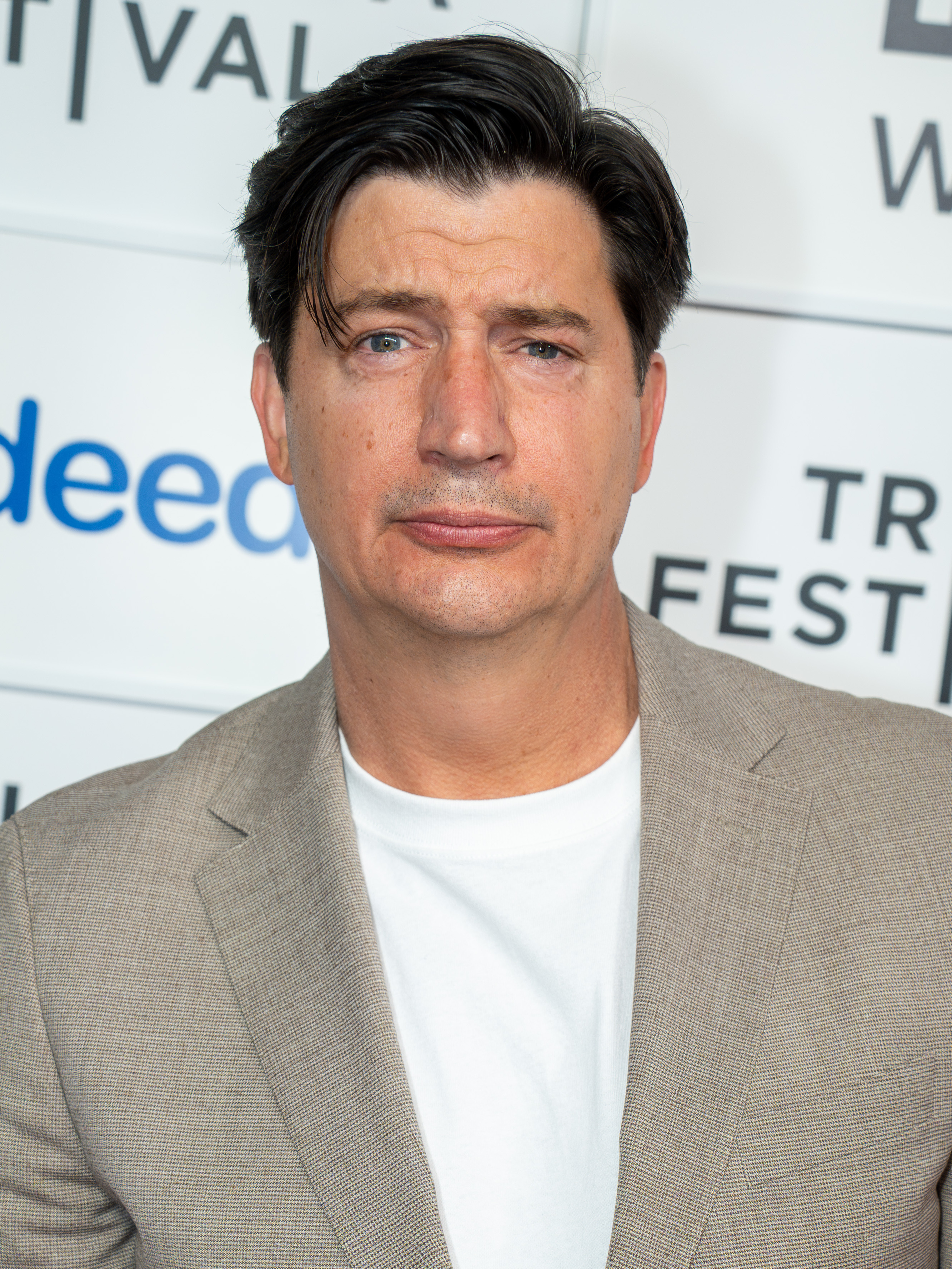
Ken Marino (* 1968)

- Marino, Laura (* 1993), französische Wasserspringerin
- Marino, Luca (* 2005), deutsch-italienischer Fußballspieler
- Marino, Massimo (* 1954), italienischer Radrennfahrer
- Marino, Mauricio De (* 1985), uruguayischer Gewichtheber
- Marino, Mike, amerikanischer Maskenbildner
- Marino, Nino (* 1935), italienischer Schriftsteller, Drehbuchautor und Filmregisseur
- Mariño, Osvaldo (1923–2007), uruguayischer Schwimmer und Wasserballspieler
- Marino, Peter (* 1949), US-amerikanischer Architekt, Innenarchitekt und Kunstsammler
- Marino, Rebecca (* 1990), kanadische Tennisspielerin
- Mariño, Samuel (* 1993), venezolanischer Sopranist
- Marino, Stefano (* 2004), deutsch-italienischer Fußballspieler
- Marino, Ted Boy (1939–2012), italienisch-brasilianischer Wrestler, Komiker, Schauspieler und TV-Moderator
- Marino, Tom (* 1952), US-amerikanischer Politiker
- Marino, Tony (1912–1937), US-amerikanischer Boxer
- Marino, Tony (* 1957), US-amerikanischer Jazzmusiker (Kontrabass)
- Marino, Umberto (* 1952), italienischer Dramatiker, Drehbuchautor und Filmregisseur
- Mariño, Yoel (* 1975), kubanischer Straßenradrennfahrer
- Marinoni, Andrea (* 1955), italienischer Endurosportler
- Marinoni, Attilio (1892–1940), italienischer Automobilrennfahrer
- Marinoni, Giovanni, italienischer Maler
- Marinoni, Giovanni (1490–1562), italienischer Seliger
- Marinoni, Johann Jakob (1676–1755), österreichischer Mathematiker, Astronom und Kartograph italienischer Herkunft
- Marinos, griechischer Arzt und Anatom
- Marinos von Neapolis, spätantiker griechischer Philosoph
- Marinos von Tyros, griechischer Geograph
- Marinos, Alexander (* 1972), deutscher Journalist, Chefredakteur und Kommunikationswissenschaftler
- Marinos, Stergos (* 1987), griechischer Fußballspieler
- Marinot, Maurice (1882–1960), französischer Maler und Glasmaler
- Marinou, Sophia (* 1884), griechische Tennisspielerin
- Marinov, Michael (1939–2000), sowjetisch-israelischer Physiker
- Marinov, Nikolay (* 1973), bulgarischer Politologe
- Marinovic, Adrian (* 2005), österreichischer Fußballspieler
- Marinovic, Luka (* 1983), serbischer Handball- und Beachhandballspieler
- Marinović, Marko (* 1983), serbischer Basketballspieler
- Marinovic, Nikola (* 1976), jugoslawisch-österreichischer Handballtorwart
- Marinović, Petra (* 2001), kroatische Handballspielerin
- Marinovic, Stefan (* 1991), neuseeländischer Fußballspieler
- Marinovic, Walter (1929–2021), österreichischer Gymnasiallehrer, Publizist, Revisionist und Autor
- Marinovich, Greg (* 1962), südafrikanischer Fotojournalist und Filmemacher
- Marinovich, Todd (* 1969), US-amerikanischer Footballspieler
- Marinow, Christo (* 1987), bulgarischer Ringer
- Marinow, Dimityr (1846–1940), bulgarischer Ethnograph
- Marinow, Iwajlo (* 1960), bulgarischer Boxer
- Marinow, Martin (* 1967), bulgarischer Kanute
- Marinow, Nikola (1879–1948), bulgarischer Maler
- Marinow, Sewdalin (* 1968), bulgarischer Gewichtheber
- Marinow, Stefan (1931–1997), bulgarischer Physiker
- Marinow, Wesselin (* 1961), bulgarischer Pop- und Estrada-Sänger
- Marinowa, Jana (* 1978), bulgarische Schauspielerin, Fernsehmoderatorin, Stuntfrau, Filmproduzentin und Model
- Marinowa, Sofi (* 1975), bulgarische Popfolk-Sängerin
- Marinowa, Teresa (* 1977), bulgarische Dreispringerin und Olympiasiegerin
- Marinowa, Wiktorija (1988–2018), bulgarische Investigativjournalistin und Fernsehmoderatorin
- Marinozzi, Domenico Crescentino (1926–2024), römisch-katholischer Bischof, Apostolischer Vikar von Soddo-Hosanna

#### Marins
- Marins, José Mojica (1936–2020), brasilianischer Filmregisseur und Schauspieler
- Marinšek, Jaka, slowenischer Bogenbiathlet
- Marinšek, Nik (* 1999), slowenischer Fußballspieler
- Marinsky, Jacob A. (1918–2005), US-amerikanischer Chemiker

#### Marinu
- Marinucci, Vinicio (1916–2001), italienischer Drehbuchautor und Filmregisseur
- Marinus († 366), Nationalheiliger San MarinosMarinus († 366)

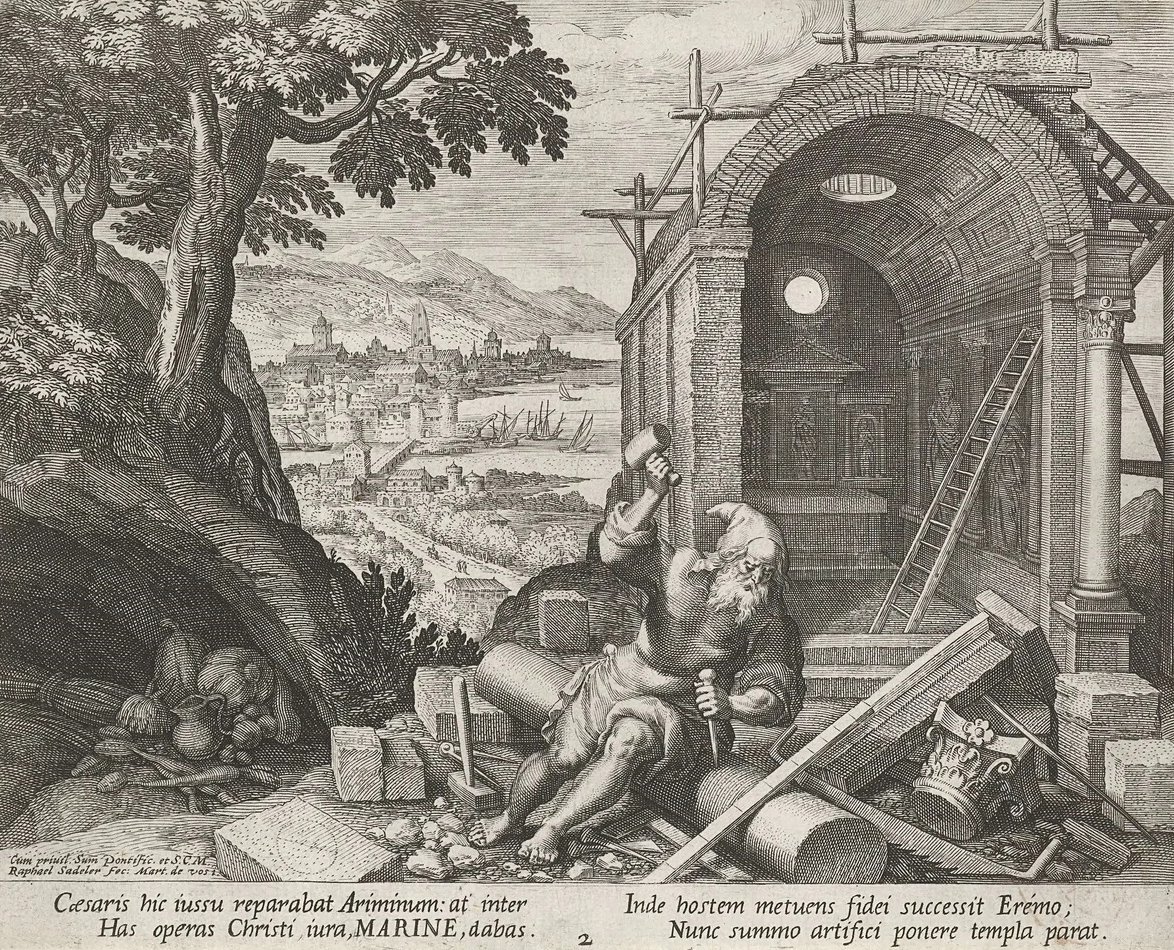
Marinus († 366)

- Marinus († 697), Wanderbischof und Heiliger der römisch-katholischen Kirche
- Marinus de Fregeno († 1482), italienischer Geistlicher, Bischof von Cammin
- Marinus I. († 884), Papst
- Marinus II. († 946), Papst (942–946)
- Marinus von Bomarzo, Bischof von Bomarzo, päpstlicher Legat und Bibliothekar
- Marinus, Hennie (1938–2018), niederländischer Radrennfahrer

### Mario
- Mario (1810–1883), italienischer Opernsänger
- Mário (* 1985), angolanischer Fußballspieler
- Mario (* 1986), US-amerikanischer R&B-SängerMario (* 1986)

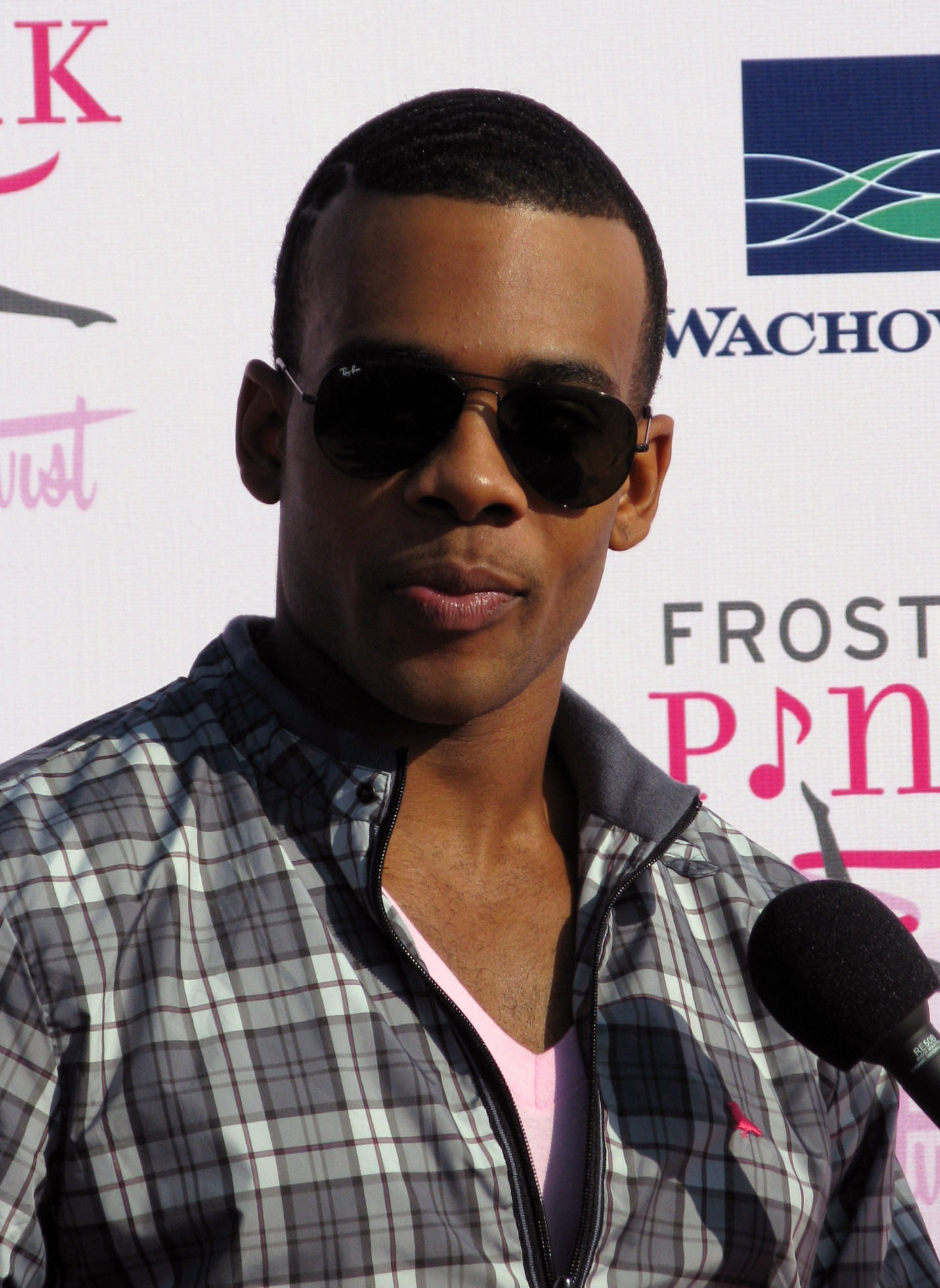
Mario (* 1986)

- Mario zu Gammerslewe, Johann von, Mitglied der Fruchtbringenden Gesellschaft
- Mario, Disco King (* 1956), US-amerikanischer Hip-Hop-Pionier
- Mário, Zé (* 1949), brasilianischer Fußballspieler und -trainer
- Mario-Maler, griechischer Vasenmaler
- Marion du Fresne, Marc-Joseph (1724–1772), französischer Entdecker
- Marion, Alain (1938–1998), französischer Flötist und Musikpädagoge
- Marion, Brock (* 1970), US-amerikanischer American-Football-Spieler
- Marion, Charles (1887–1944), französischer Dressurreiter
- Marion, Charles Stanislas (1758–1812), französischer Brigadegeneral der Infanterie
- Marion, Ed (1927–2008), US-amerikanischer Schiedsrichter im American Football
- Marion, Edna (1906–1957), US-amerikanische Stummfilmschauspielerin
- Marion, Frances (1888–1973), US-amerikanische Drehbuchautorin
- Marion, Francis (1732–1795), Offizier der KontinentalarmeeFrancis Marion (1732–1795)

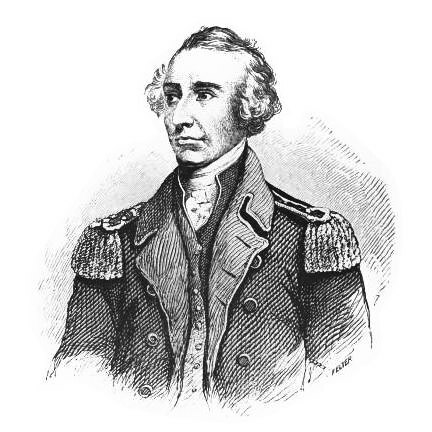
Francis Marion (1732–1795)

- Marion, Georg (1866–1935), deutscher Opernsänger (Tenor), Opernregisseur und Gesangspädagoge
- Marion, George junior (1899–1968), US-amerikanischer Drehbuchautor, Zwischentitelschreiber und Liedtexter
- Marion, Georges, französischer Jazzmusiker (Schlagzeug)
- Marion, Henriette (1845–1921), deutsche Opernsängerin (Sopran), Komponistin und Gesangspädagogin
- Marion, Jean-Luc (* 1946), französischer Philosoph, Schüler Derridas
- Marion, Kitty (1871–1944), US-amerikanische, auch im Vereinigten Königreich wirkende Suffragette westfälischer Herkunft
- Marion, Klaus (* 1962), deutscher Autor und Satiriker
- Marion, Luciano (1928–1993), italienischer Ruderer
- Marion, Madeleine (1929–2010), französische Schauspielerin
- Marion, Marcel (1857–1940), französischer Historiker und Hochschullehrer
- Marion, Marqus (* 2004), dänischer Basketballspieler
- Marion, Oskar (1894–1986), österreichischer Schauspieler und Filmproduktionsleiter
- Marion, Pierre (1921–2010), französischer Beamter und Geheimdienstfunktionär
- Marion, Robert (1766–1811), US-amerikanischer Politiker
- Marion, Scotty, US-amerikanischer Gleitschirmpilot
- Marion, Shawn (* 1978), US-amerikanischer BasketballspielerShawn Marion (* 1978)

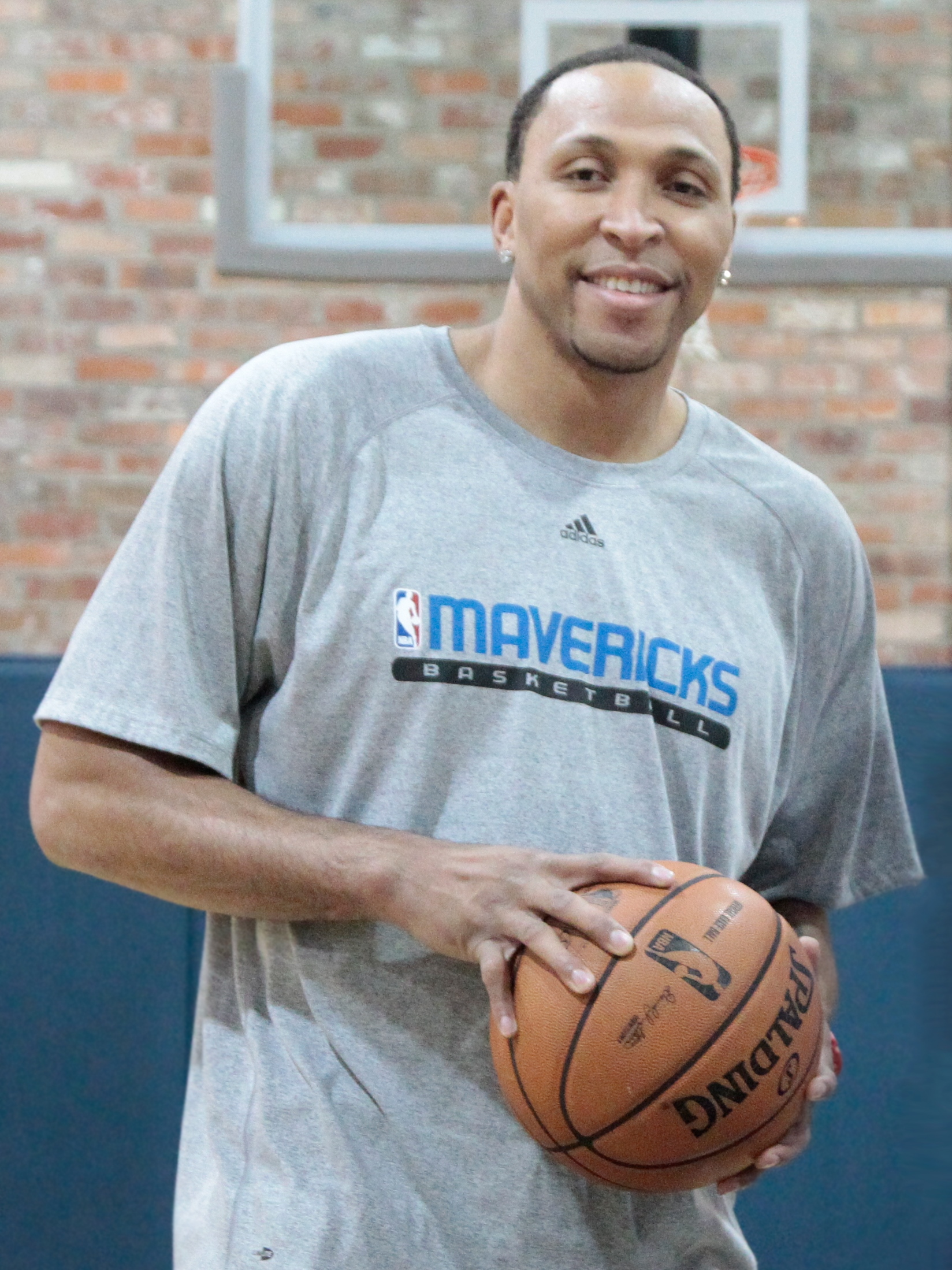
Shawn Marion (* 1978)

- Marion-Brésillac, Melchior de (1813–1859), französischer römisch-katholischer Bischof, Missionar und Ordensgründer
- Marion-Crawford, Howard (1914–1969), britischer Schauspieler
- Marion-Landais Castillo, Carlos Rafael Conrado (* 1940), dominikanischer Diplomat
- Mariona, Salvador (* 1943), salvadorianischer Fußballspieler
- Marioneaux, Tyronne (* 1949), US-amerikanischer Basketballspieler
- Marioneck, Lennart (* 1988), deutscher Ingenieur und Rennfahrer
- Marioni, Bruno (* 1975), argentinischer Fußballspieler
- Marioni, Joseph (1943–2024), US-amerikanischer Maler
- Marioni, Ray (* 1933), britischer Schauspieler
- Marionneau, Raphaël (* 1970), französischer DJ und Grafikdesigner
- Mariota, Marcus (* 1993), US-amerikanischer American-Football-SpielerMarcus Mariota (* 1993)

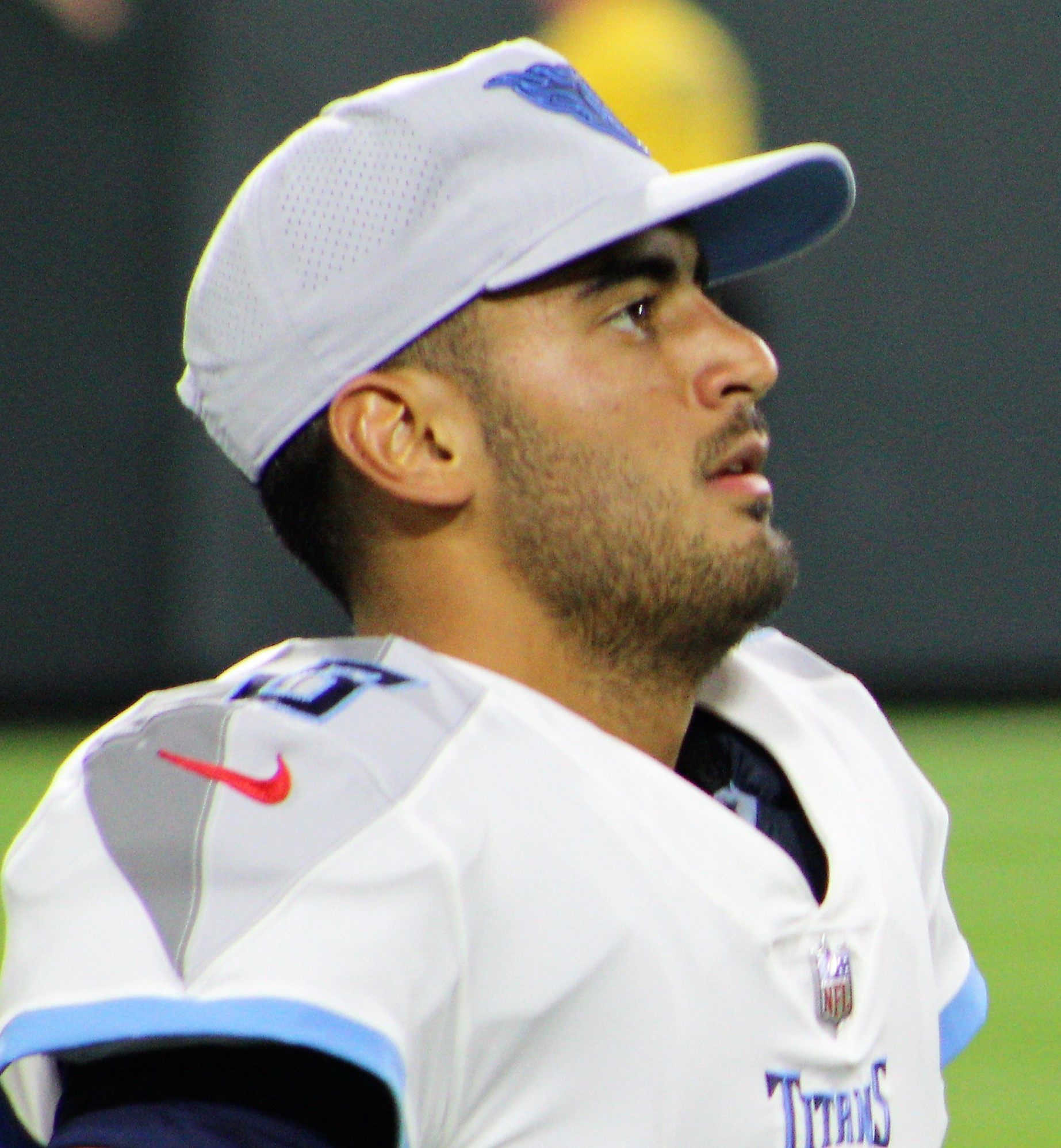
Marcus Mariota (* 1993)

- Mariotte, Edme († 1684), französischer Physiker
- Mariotte, Jeff (* 1955), US-amerikanischer Schriftsteller
- Mariotti, Alberto (* 1935), argentinischer Fußballspieler
- Mariotti, Annibale (1738–1801), italienischer Arzt und Poet
- Mariotti, Filippo (1833–1911), italienischer Literaturkritiker und Politiker, Mitglied der Abgeordnetenkammern, Unterstaatssekretär sowie Senator
- Mariotti, Francesco (* 1943), schweizerischer Objekt-, Installations- und Lichtkünstler
- Mariotti, Giorgio (* 1969), italienisch-deutscher Politiker in Griechenland, Gründer und ehemaliges Vorstandsmitglied der Piratenpartei Griechenlands
- Mariotti, Giovanni (1791–1864), Schweizer Rechtsanwalt, Politiker, Tessiner Grossrat und Staatsrat
- Mariotti, Henri (1891–1969), Schweizer Bildhauer
- Mariotti, Luigi (1912–2004), italienischer Politiker, Senator, Mitglied der Abgeordnetenkammer und Minister
- Mariotti, Mario (1940–2019), Schweizer Tischtennisspieler
- Mariotti, Massimo (* 1961), Schweizer Fußballspieler und -trainer
- Mariotti, Michele (* 1979), italienischer Dirigent
- Mariotti, Pablo (* 2003), Schweizer Unihockeyspieler
- Mariotti, Philippe (1939–1984), französischer Adjudant-chef und Angehöriger der Militärverbindungsmission
- Mariotti, Scevola (1920–2000), italienischer Klassischer Philologe
- Mariotti, Sergio (* 1946), italienischer Schachspieler

### Marip
- Maripán, Guillermo (* 1994), chilenischer Fußballspieler
- Mariposa, Vanessa (* 1992), österreichisches Fitness-Model und Influencerin
- Maripow, Ulukbek (* 1979), kirgisischer Politiker und Premierminister
- Maripuu, Aime (* 1934), estnische Schriftstellerin
- Maripuu, Maret (* 1974), estnische Politikerin, Mitglied des Riigikogu

### Mariq
- Mariquita († 1922), französische Tänzerin und Choreografin

### Maris
- Maris, Ada (* 1957), US-amerikanische Schauspielerin
- Maris, Bart (* 1965), belgischer Jazzmusiker
- Maris, Bernard (1946–2015), französischer Wirtschaftswissenschaftler, Journalist, Autor und Hochschullehrer
- Maris, Érik (* 1964), französischer Bankier und Autorennfahrer
- Maris, Herbert (* 1917), deutscher Schauspieler und Filmproduzent
- Maris, Humphrey (* 1939), britischer Festkörperphysiker und Hochschullehrer
- Maris, Jackson (* 1993), kanadischer Volleyballspieler
- Maris, Jacob (1837–1899), niederländischer Maler, Radierer und Lithograf
- Maris, Matthijs (1839–1917), niederländischer Maler, Radierer und Lithograf
- Maris, Mona (1903–1991), argentinische Filmschauspielerin
- Maris, Roger (1934–1985), US-amerikanischer BaseballspielerRoger Maris (1934–1985)

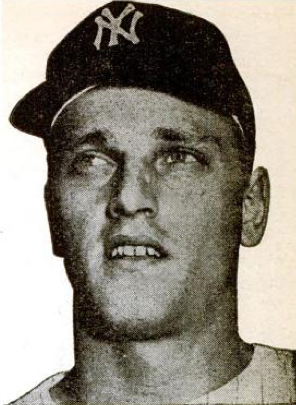
Roger Maris (1934–1985)

- Maris, Simon (1873–1935), niederländischer Maler und Kunsthändler
- Maris, Willem (1844–1910), niederländischer Maler
- Mariscal Piña, Federico Ernesto (1881–1971), mexikanischer Architekt
- Mariscal, Ana (1921–1995), spanische Schauspielerin, Regisseurin und Schriftstellerin
- Mariscal, Antonio (1915–2010), mexikanischer Turmspringer
- Mariscal, Felisha (* 1982), US-amerikanische Fußballschiedsrichterassistentin
- Mariscal, Ignacio (1829–1910), mexikanischer liberaler Jurist, Politiker, Schriftsteller und Diplomat
- Mariscal, Javier (* 1950), spanischer Designer und Illustrator
- Marischal, Louis (1928–1999), belgischer Komponist und Musiker
- Marischka, Ernst (1893–1963), österreichischer Filmregisseur, Filmproduzent, Drehbuchautor und Liedtexter
- Marischka, Franz (1918–2009), österreichischer Regisseur, Filmschauspieler und Drehbuchautor
- Marischka, Georg (1922–1999), österreichischer Regisseur, Schauspieler und DrehbuchautorGeorg Marischka (1922–1999)

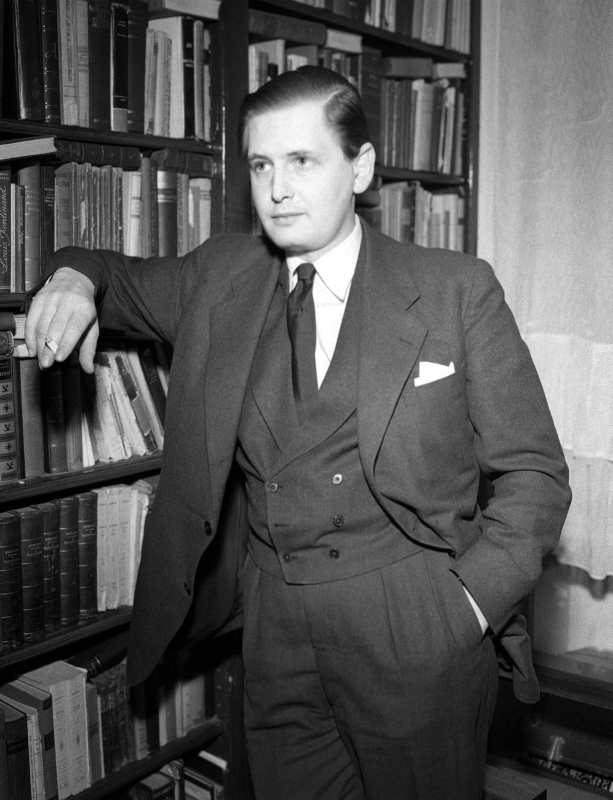
Georg Marischka (1922–1999)

- Marischka, Hubert (1882–1959), österreichischer Schauspieler, Operettensänger (Tenor), Regisseur und Drehbuchautor
- Marischka, Lilly (1901–1981), österreichische Stummfilmschauspielerin, Kostümbildnerin und Diplomatengattin
- Marischka, Nico (* 2007), deutscher Kinderdarsteller
- Marischka, Nicole (* 1968), deutsche Schauspielerin bei Bühne, Film und Fernsehen
- Marischka, Otto (1912–1991), österreichischer Fußballspieler
- Mariska X (* 1978), brasilianisch-belgische Pornodarstellerin und -regisseurin
- Marisol (* 1948), spanische Sängerin und Schauspielerin
- Marissa, Vita (* 1981), indonesische Badmintonspielerin
- Marissiaux, Gustave (1872–1929), belgischer Fotograf
- Maristany Zuleta de Reales, Guiomar (* 1999), spanische Tennisspielerin
- Maristany, Edmundo (1895–1983), argentinischer Astronom, Mitentdecker des Kometen Skjellerup-Maristany
- Maristany, Marco Tulio (1916–1984), venezolanischer Sänger

### Marit
- Marit, Arne (* 1999), belgischer Radrennfahrer
- Maritain, Jacques (1882–1973), französischer PhilosophJacques Maritain (1882–1973)

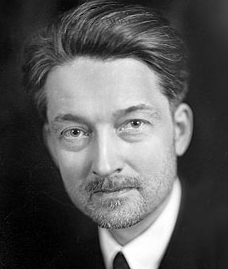
Jacques Maritain (1882–1973)

- Maritano, Giuseppe (1915–1992), italienischer Ordensgeistlicher, römisch-katholischer Bischof von Macapá
- Maritano, Livio (1925–2014), italienischer Geistlicher und Theologe, römisch-katholischer Bischof von Acqui
- Maritaud, Félix (* 1992), französischer Filmschauspieler
- Maritim, Pius (* 1974), kenianischer Marathonläufer
- Maritschew, Oleg Igorewitsch (* 1945), russischer Mathematiker
- Maritschkow, Kiro (1875–1922), bulgarischer Architekt und Stadtplaner
- Maritschnigg, Günther (1933–2013), deutscher Ringer
- Maritz, Beatrice (* 1962), Schweizer Künstlerin und Verlegerin
- Maritz, Gerhardus Marthinus (1797–1838), Zimmermann, Unternehmer und Voortrekker-Anführer
- Maritz, Johann (1680–1743), Schweizer Stückgiesser und Erfinder
- Maritz, Manie (1876–1940), südafrikanischer Militär
- Maritz, Noelle (* 1995), Schweizer FussballspielerinNoelle Maritz (* 1995)

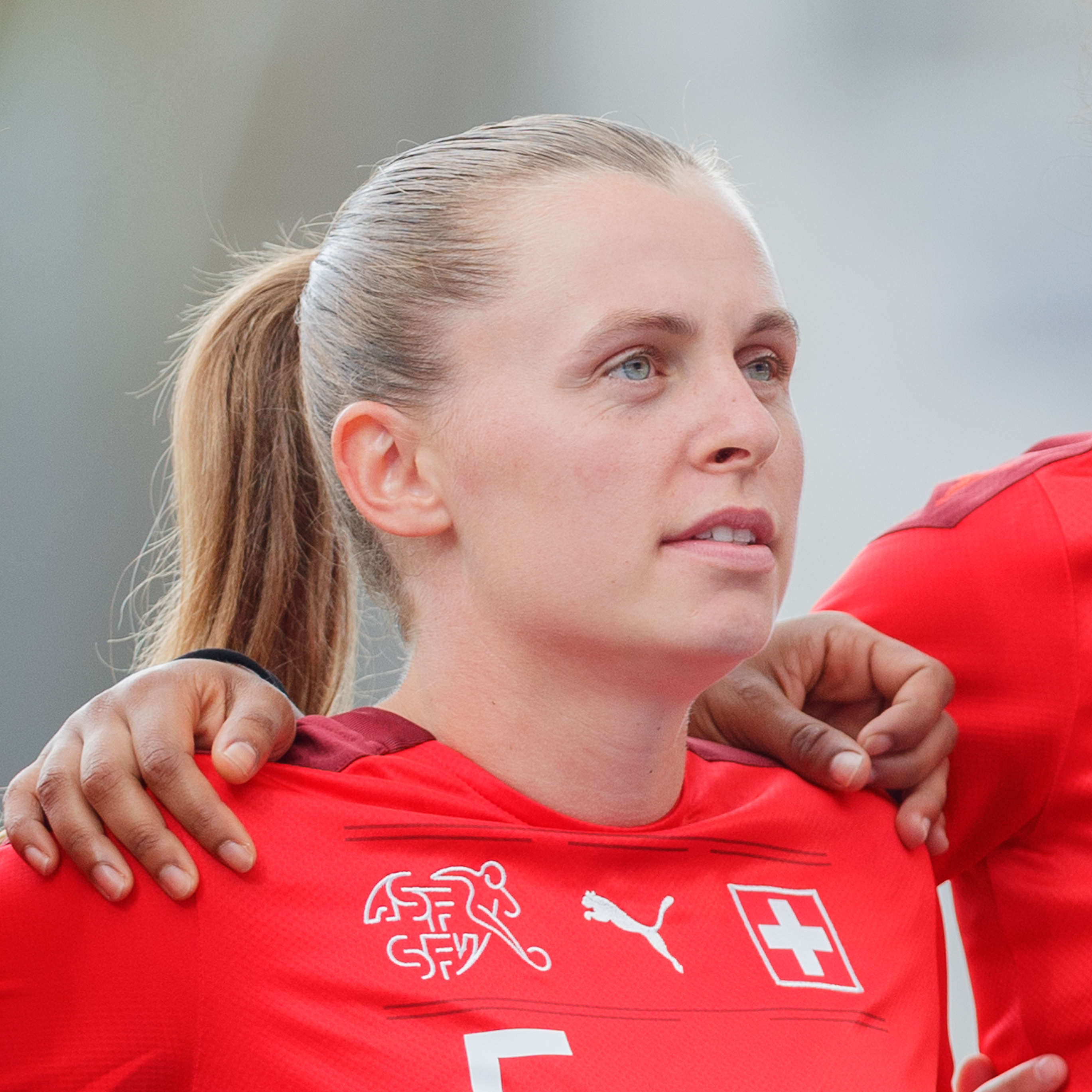
Noelle Maritz (* 1995)

- Maritz, Paul (* 1955), Softwareentwickler und Manager
- Maritza, Sari (1910–1987), britische Schauspielerin
- Maritzen, Tanja (* 1977), deutsche Biochemikerin, Nanophysiologin und Hochschullehrerin

### Mariu
- Mariu, Max Takuira Matthew (1952–2005), neuseeländischer Ordensgeistlicher und römisch-katholischer Weihbischof in Hamilton in Neuseeland
- Mariucci, John (1916–1987), US-amerikanischer Eishockeyspieler, -manager und -trainer
- Mariur, Kerai (* 1951), palauischer Politiker
- Marius, persischer Arzt und christlicher Märtyrer
- Marius Celsus, Aulus, römischer Suffektkonsul 69
- Marius Gratidianus, Marcus († 82 v. Chr.), römischer Politiker der späten Republik
- Marius Marcellus Octavius Publius Cluvius Rufus, Gaius, römischer Suffektkonsul (80)
- Marius No.1 (* 1969), deutscher DJ
- Marius Perpetuus, Lucius, römischer Konsul (237)
- Marius Perpetuus, Lucius, römischer Statthalter
- Marius Valerianus, Angehöriger des römischen Senatorenstandes (Kaiserzeit)
- Marius Victorius, Claudius, römischer Autor und Rhetor
- Marius von Avenches († 594), Bischof von Aventicum
- Marius, Gaius († 44 v. Chr.), Betrüger, der sich für den Enkel des Gaius Marius ausgab
- Marius, Gaius (156 v. Chr.–86 v. Chr.), römischer Feldherr und StaatsmannGaius Marius (156 v. Chr.–86 v. Chr.)

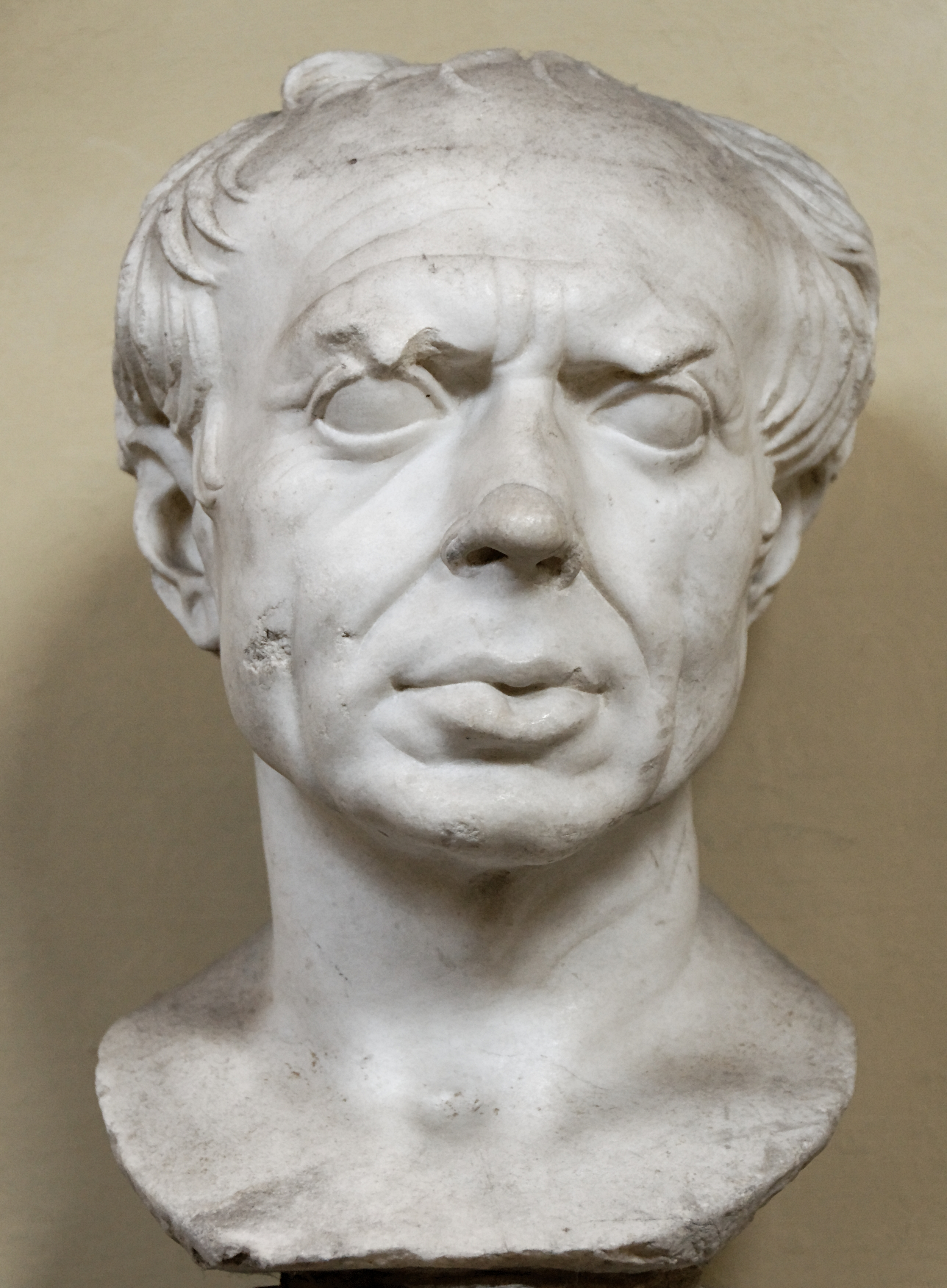
Gaius Marius (156 v. Chr.–86 v. Chr.)

- Marius, Gaius (109 v. Chr.–82 v. Chr.), römischer Politiker, Konsul 82 v. Chr.
- Marius, Georg (1533–1606), deutscher Mediziner
- Marius, Grarda Hermina (1854–1919), niederländische Kunstkritikerin und Publizistin, Malerin
- Marius, Marcus, italischer Magistrat
- Marius, Marcus, römischer Politiker
- Marius, Marcus († 72 v. Chr.), römischer Feldherr und Politiker
- Marius, Marcus Aurelius († 269), Kaiser des Imperium Galliarum
- Marius, Publius, römischer Konsul (62)
- Marius, Quintus, antiker römischer Toreut
- Marius, Sextus († 33), spanischer Minenbesitzer
- Marius, Simon (1573–1625), deutscher Astronom
- Marius, Wolfgang (1469–1544), Zisterzienser, Abt
- Mariuzzo, Giorgio (* 1939), italienischer Drehbuchautor und Filmregisseur

### Mariv
- Marivaux, Pierre Carlet de (1688–1763), französischer Schriftsteller
- Marivin, Anne (* 1974), französische SchauspielerinAnne Marivin (* 1974)

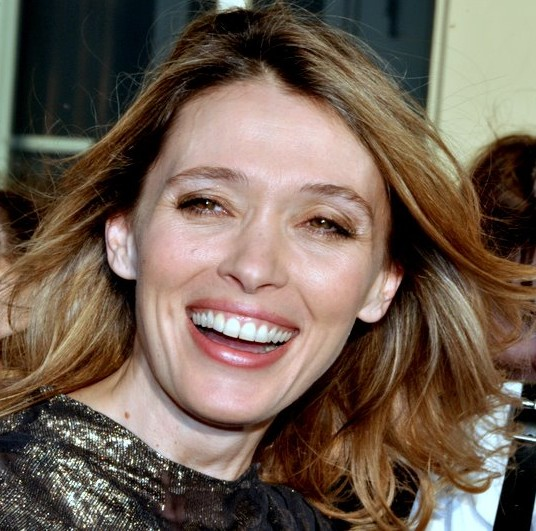
Anne Marivin (* 1974)

### Marix
- Marix, Salomon (1805–1872), französisch-deutsch-jüdischer Tuchhändler, Marmorfabrikant und Brauereibesitzer

### Mariy
- Māriya al-Qibtīya († 637), christliche Sklavin und Konkubine des Religionsstifters Mohammed
- Mariye, Lily (* 1964), US-amerikanische Schauspielerin und Filmemacherin

### Mariz
- Mariz, Ivan (1910–1982), brasilianischer Fußballspieler
- Mariz, Roberto Rosmaninho (* 1974), portugiesischer römisch-katholischer Geistlicher und Weihbischof in Porto
- Mariz, Vasco (1921–2017), brasilianischer Diplomat und Autor
- Mariz, Vigolvino Wanderley (1940–2020), brasilianischer Politiker
- Mariza (* 1973), portugiesische Fadosängerin
- Mariza Wladimirowna († 1147), Fürstin der Kiewer Rus
- Marizy, Carl (1909–1996), katholischer Prälat, Direktor der Caritas Bremen
- Marizy, Frédéric (1765–1811), französischer General der Kavallerie
- Marizzi, Peter (* 1947), österreichischer Politiker (SPÖ), Abgeordneter zum Nationalrat, Mitglied des Bundesrates